# Lista de passaportes
Um passaporte é um livreto emitido pelos países para seus cidadãos, permitindo que a pessoa viaje para outros países. Em alguns casos, os países emitem documentos de viagem semelhantes aos passaportes para seus residentes. Organizações internacionais também emitem documentos de viagem, geralmente chamados laissez-passer, para seus funcionários. Este artigo mostra imagens dos vários passaportes emitidos atualmente.

## Passaportes comuns contemporâneos

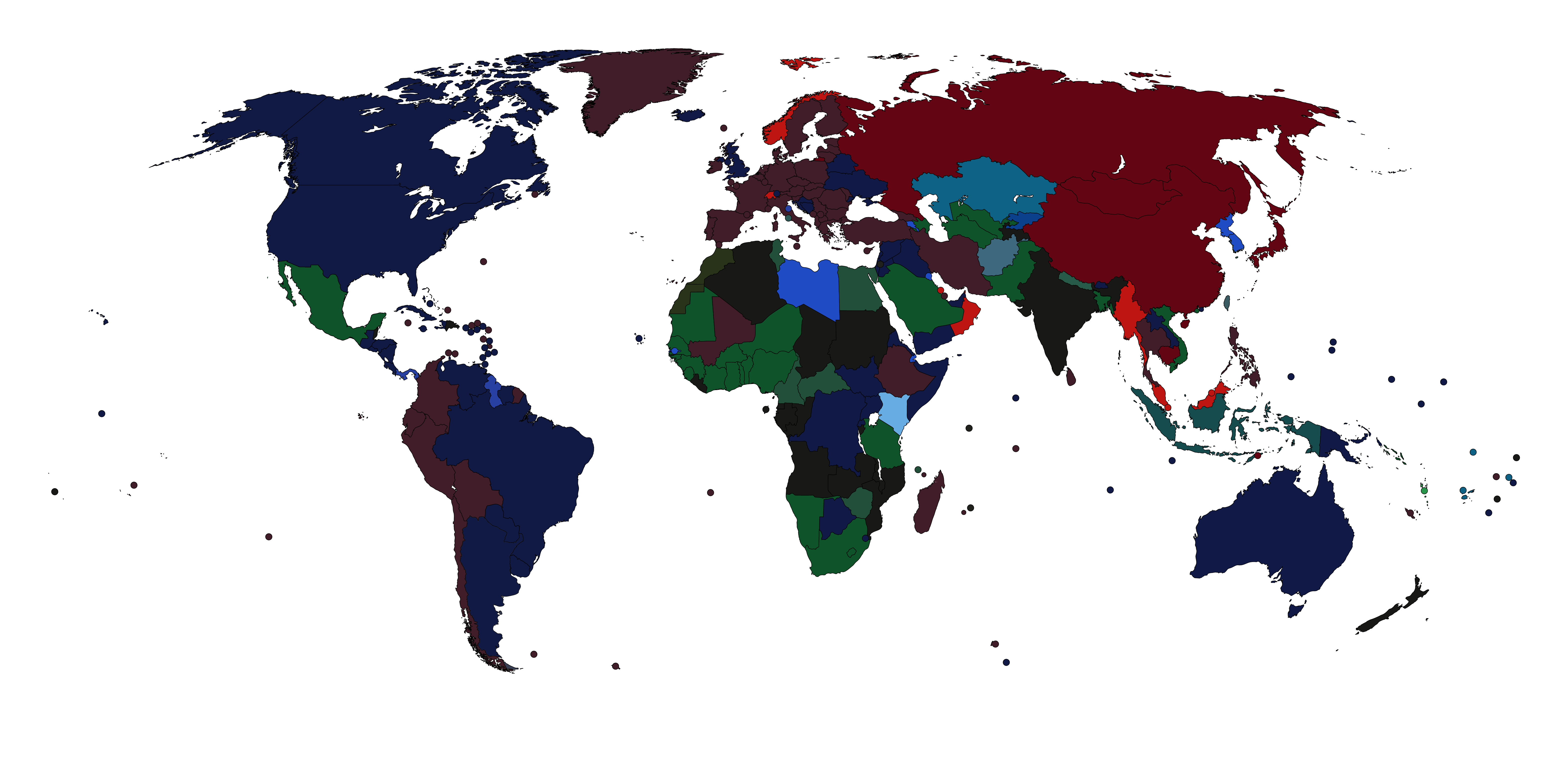
Cores das capas de passaporte em todo o mundo

### Casos especiais
Os passaportes em que o país legendado é mostrado em itálico são emitidos por territórios com reconhecimento extremamente limitado de seus passaportes ou por estados que não são estados membros das Nações Unidas nem países terceiros observadores das Nações Unidas .
No entanto, apesar de Taiwan manter relações diplomáticas oficiais com apenas 16 países, seu "passaporte da República da China (Taiwan)" ainda é aceito como um documento de viagem válido na maioria dos países do mundo. Embora seu passaporte usufrua isenção de visto (para nacionais com direitos de residência em Taiwan); ou visto no acesso à chegada, em 137 países, o passaporte comum de Taiwan está em 32º lugar no mundo (ao lado dos passaportes das Ilhas Maurício e São Vicente e Granadinas) de acordo com o Henley Passport Index. Alguns países, como Argentina, Brasil, República Popular da China (RPC), Jamaica e Ilhas Maurício, de acordo com suas posições sobre o status político de Taiwan, se recusam a visitar ou carimbar os passaportes de Taiwan e, em vez disso, emitem vistos em viagens separadas para os viajantes de Taiwan, evitando transmitir qualquer tipo de reconhecimento a Taiwan como uma entidade distinta da República Popular da China (RPC).

### África

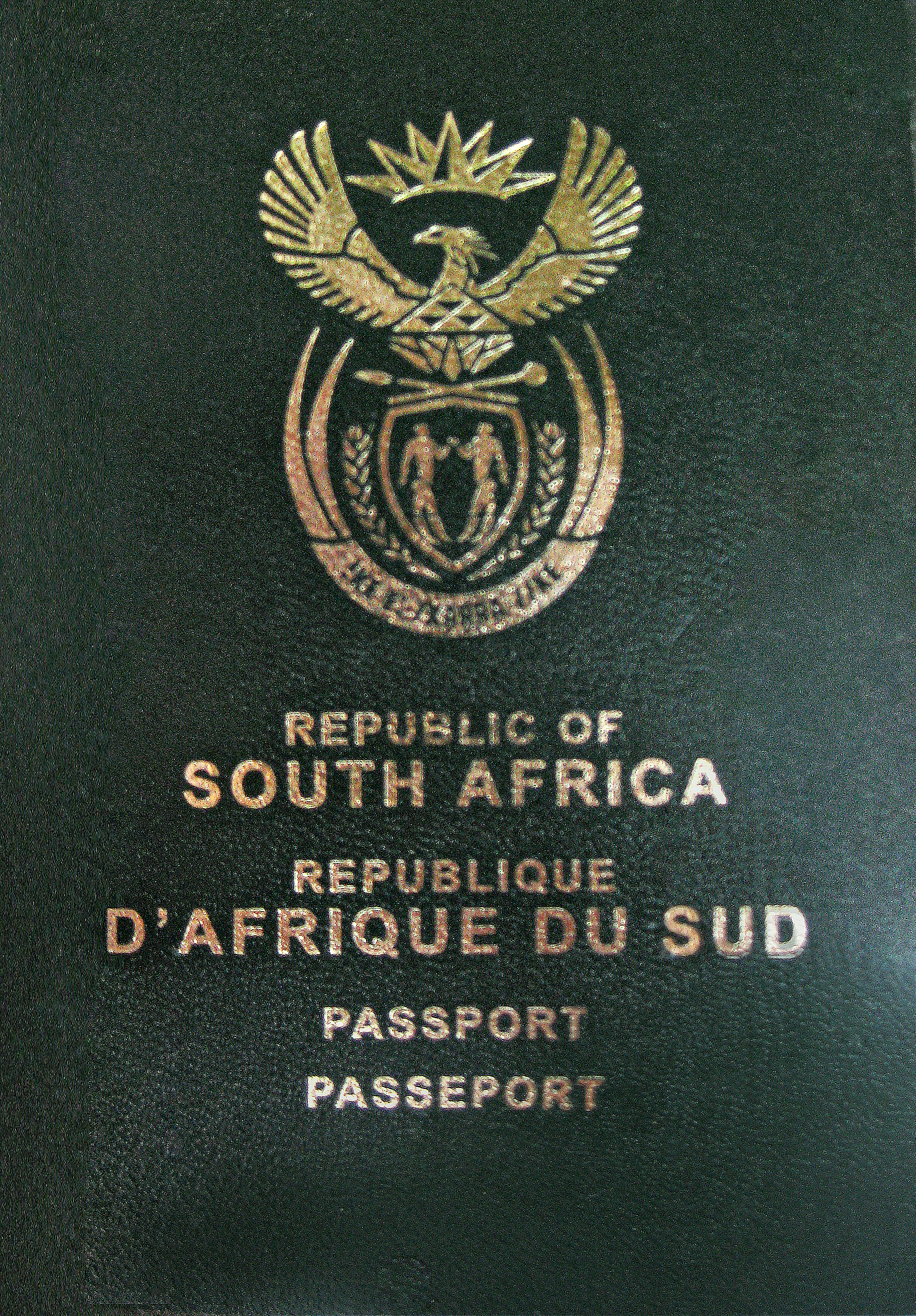
África do Sul
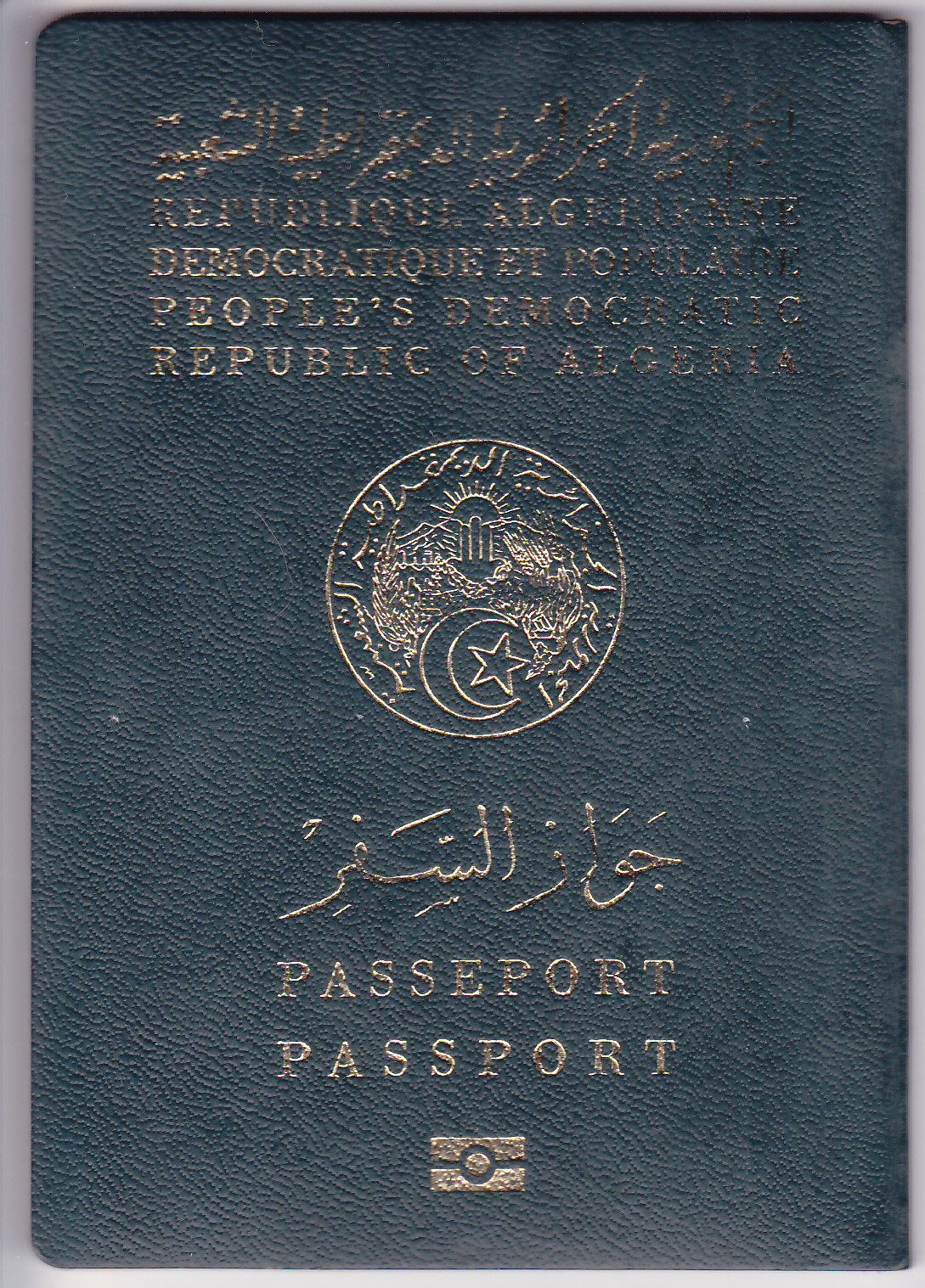
Argélia
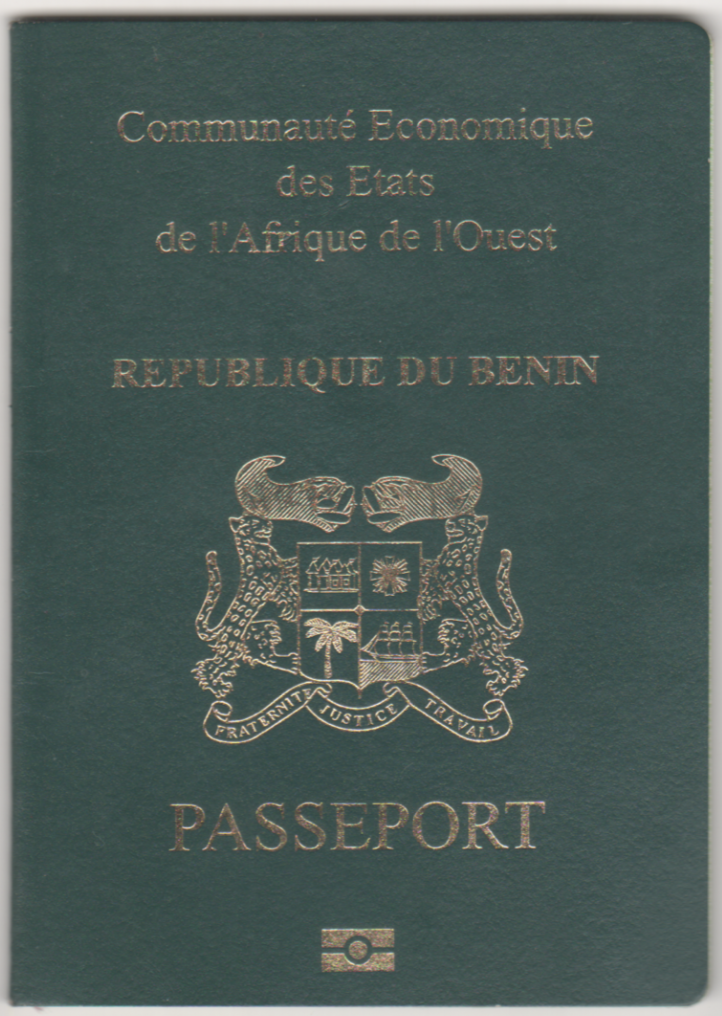
Benim
Burquina Fasso Burquina Fasso
Burúndi
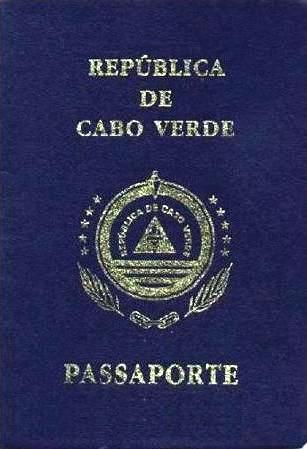
Cabo Verde
República Centro-Africana
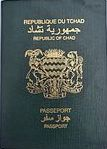
Chade
Comores
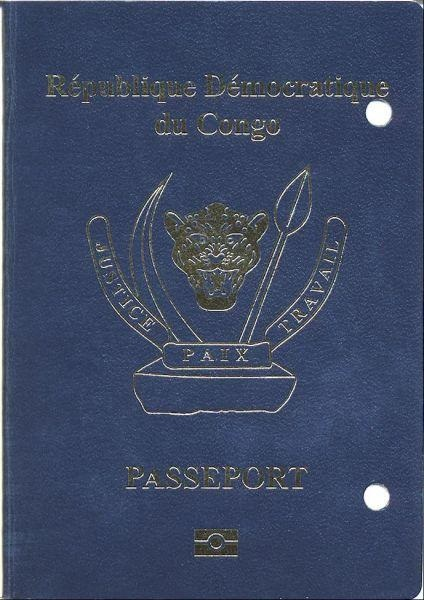
República Democrática do Congo
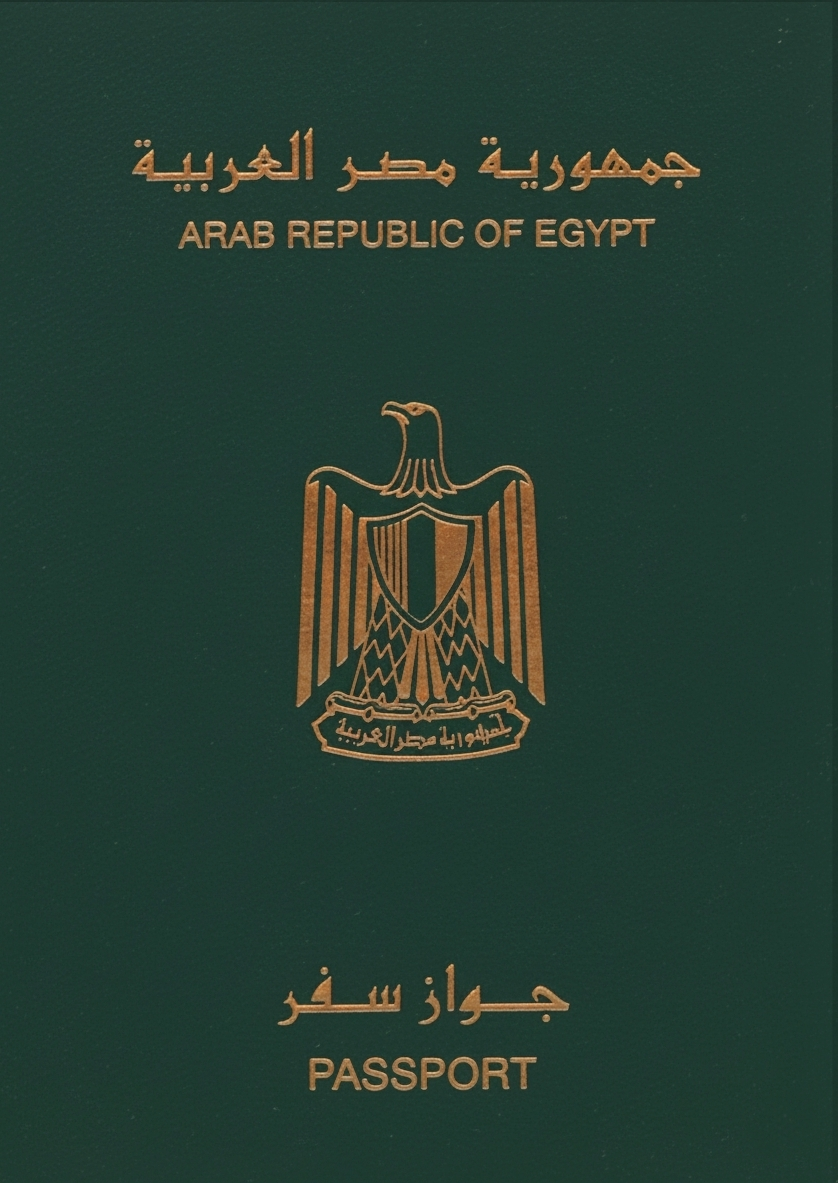
Egito
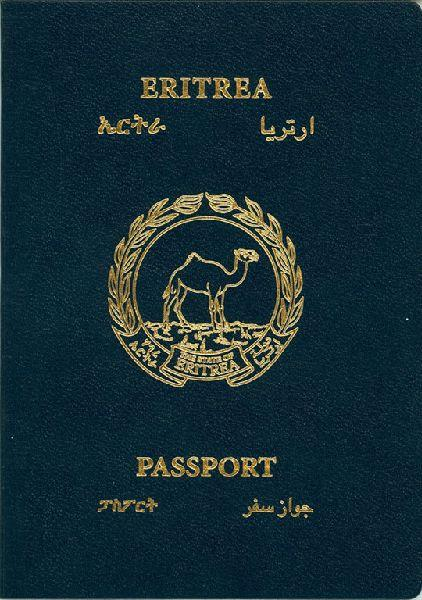
Eritreia
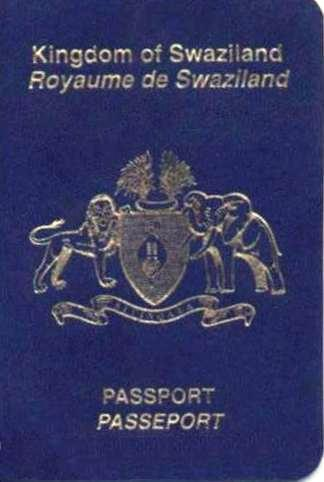
Essuatíni
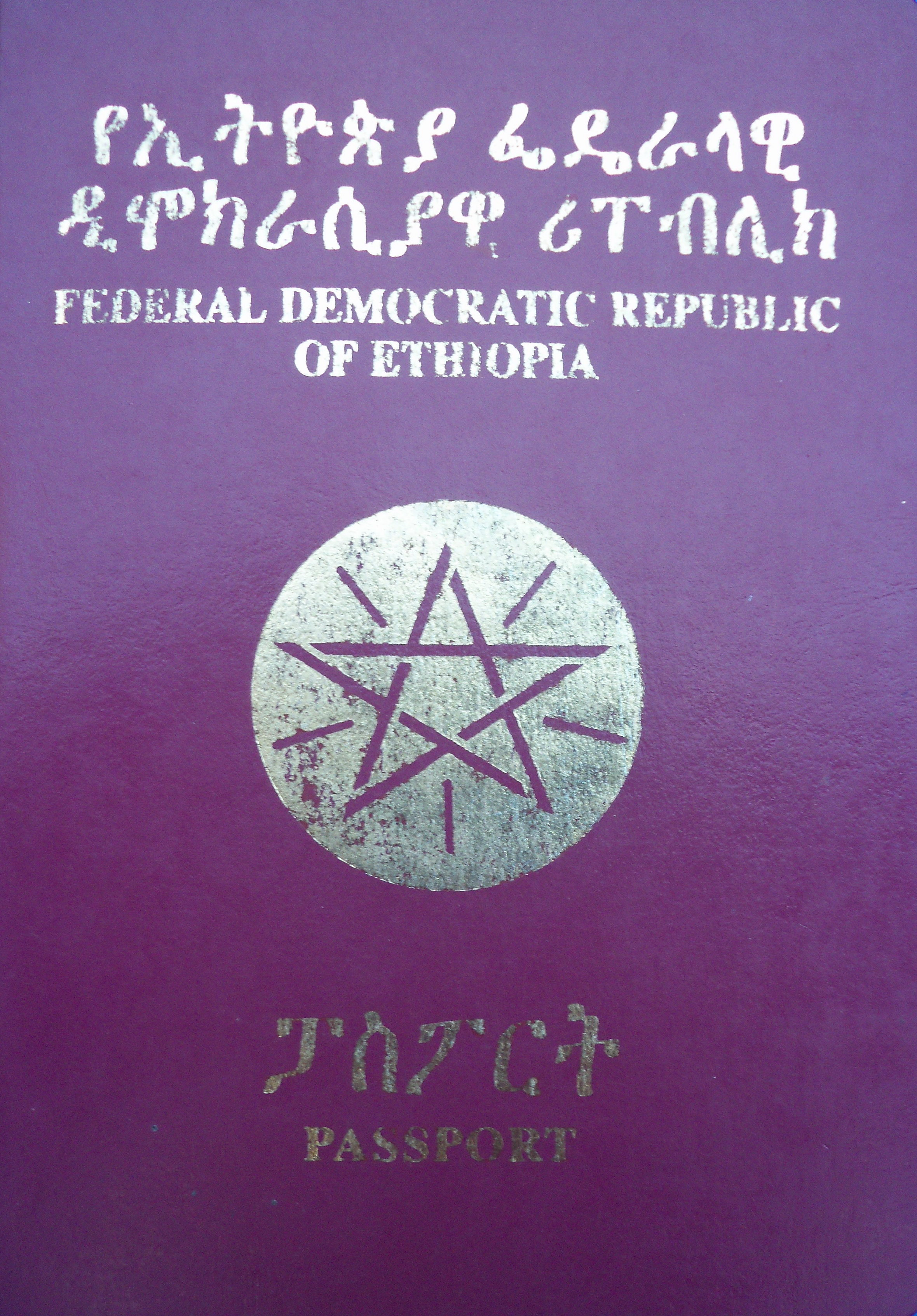
Etiópia
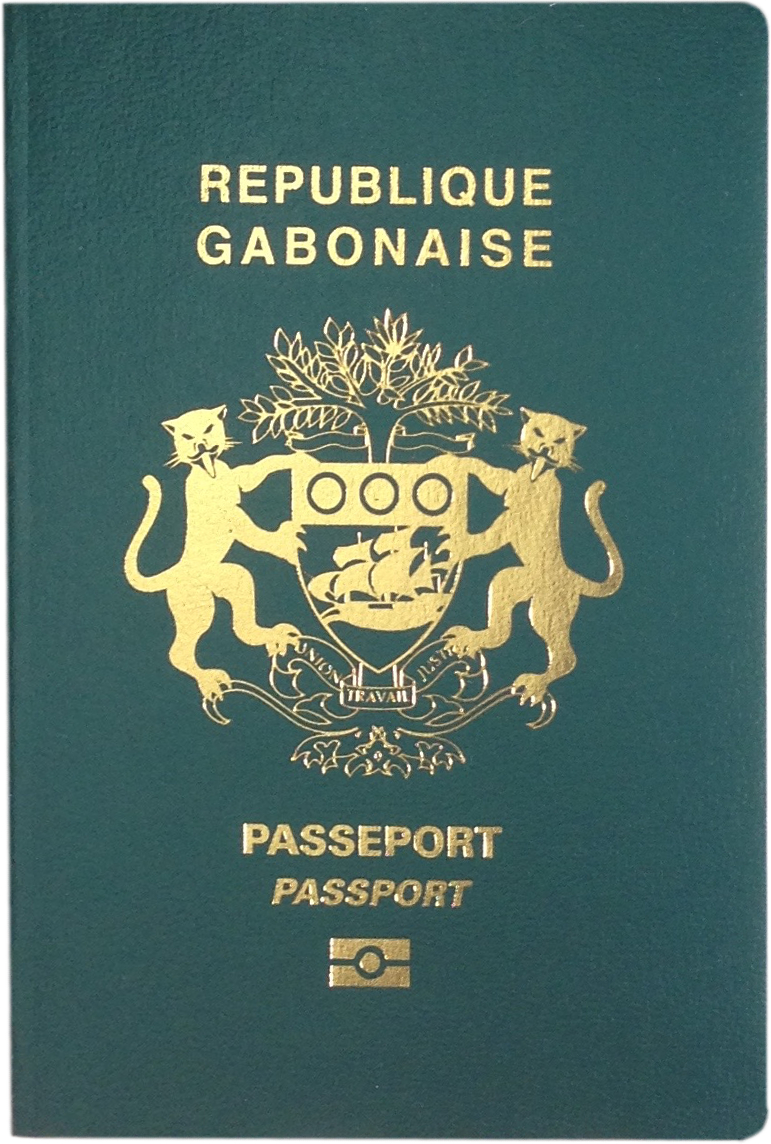
Gabão
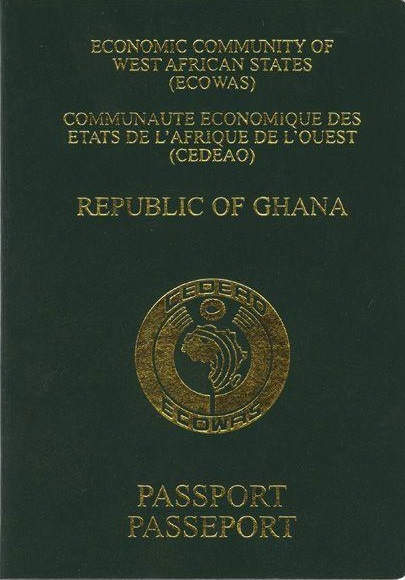
Gana
Guiné Guiné
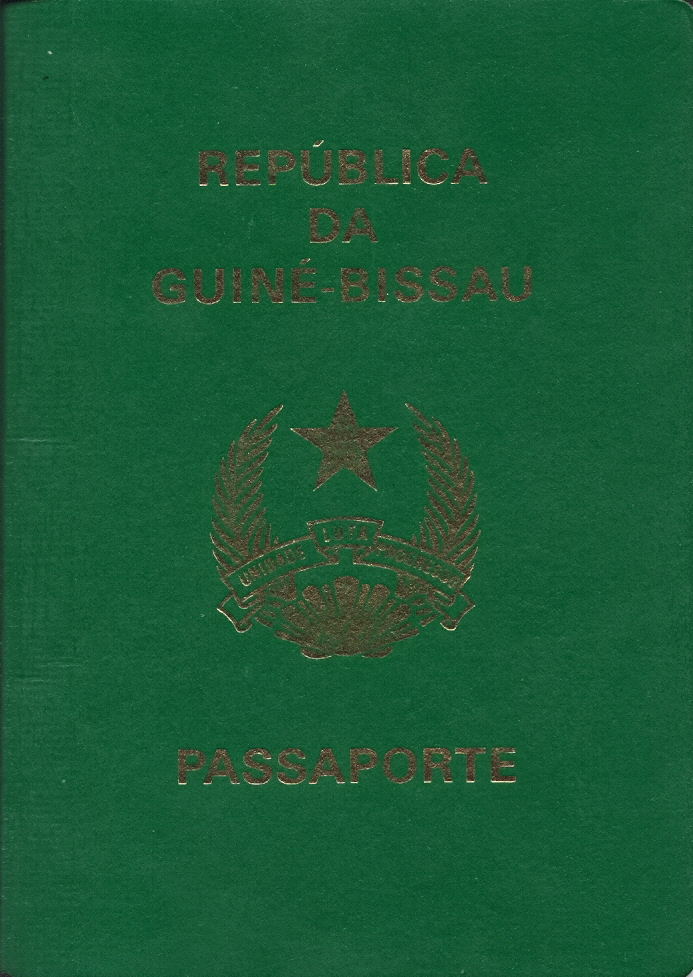
Guiné-Bissau
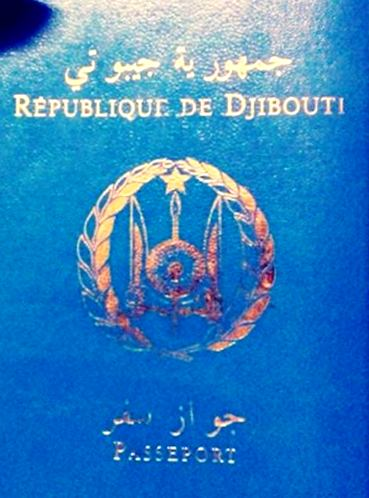
Jibúti
Libéria Libéria
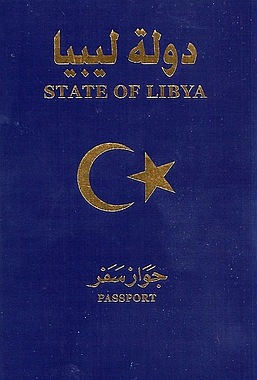
Líbia
Madagáscar
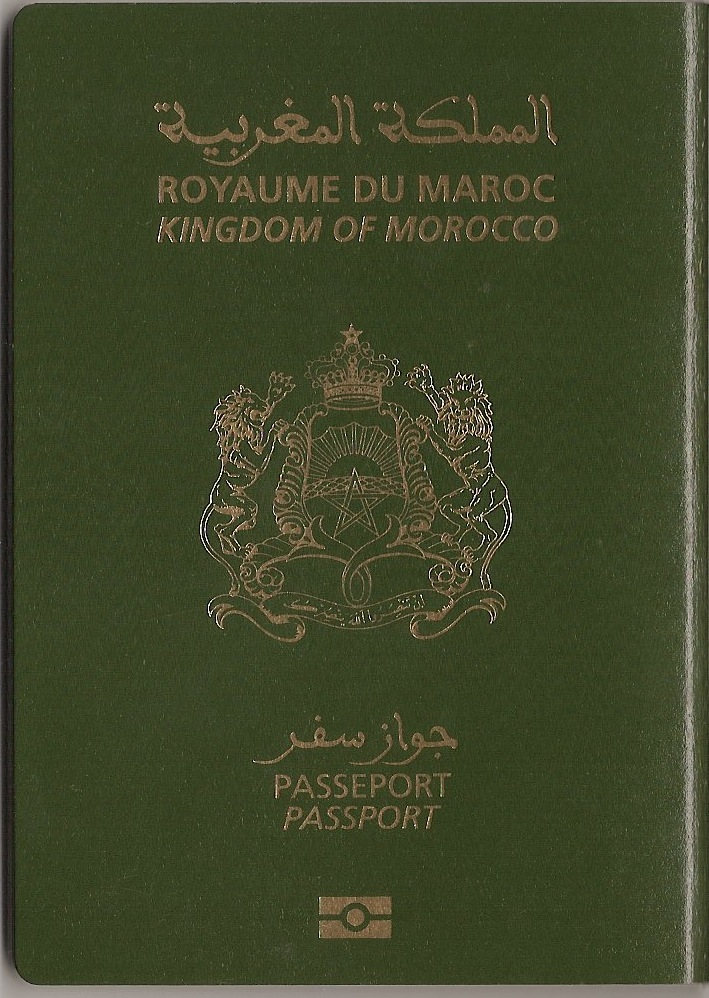
Marrocos
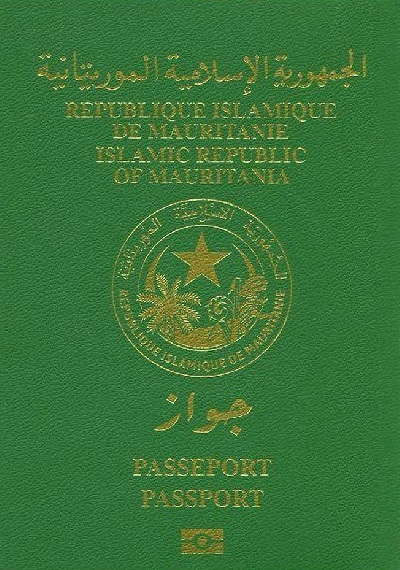
Mauritânia
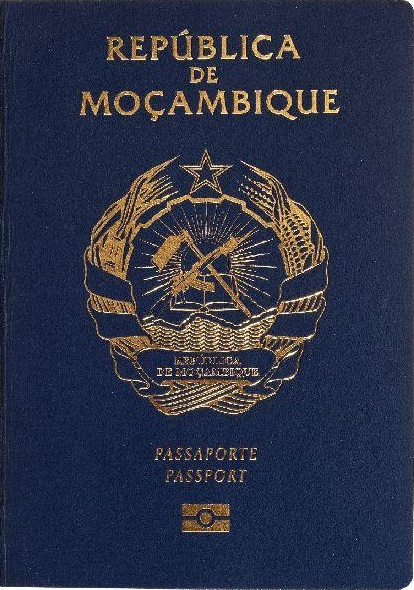
Moçambique
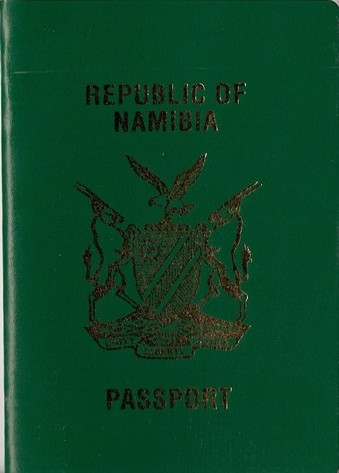
Namíbia
Níger Níger
Nigéria Nigéria
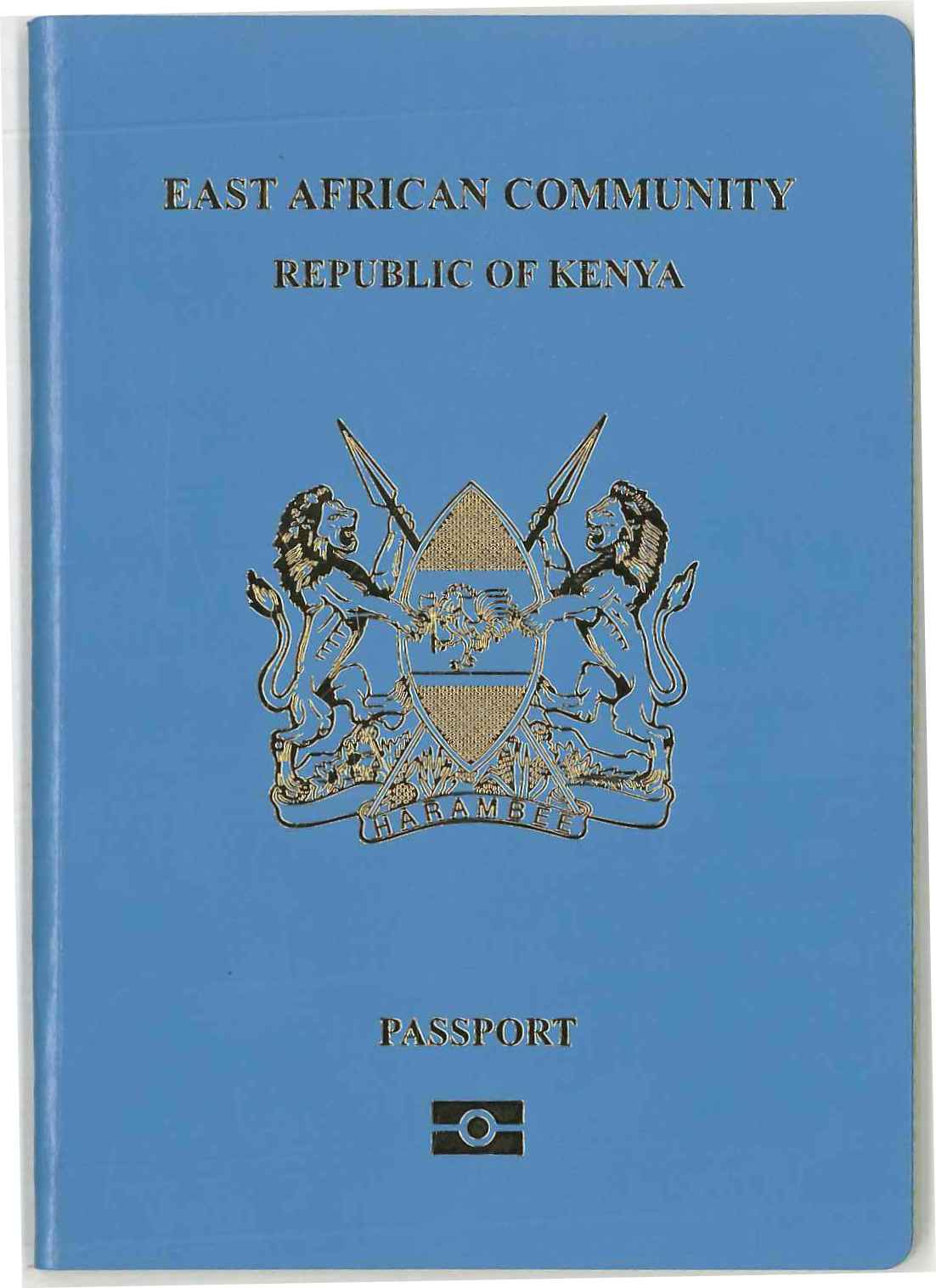
[[Ficheiro:|22x20px|border |alt=Comunidade da África Oriental|link=Comunidade da África Oriental]]  Quénia
[[Ficheiro:|22x20px|border |alt=Comunidade da África Oriental|link=Comunidade da África Oriental]]  Ruanda
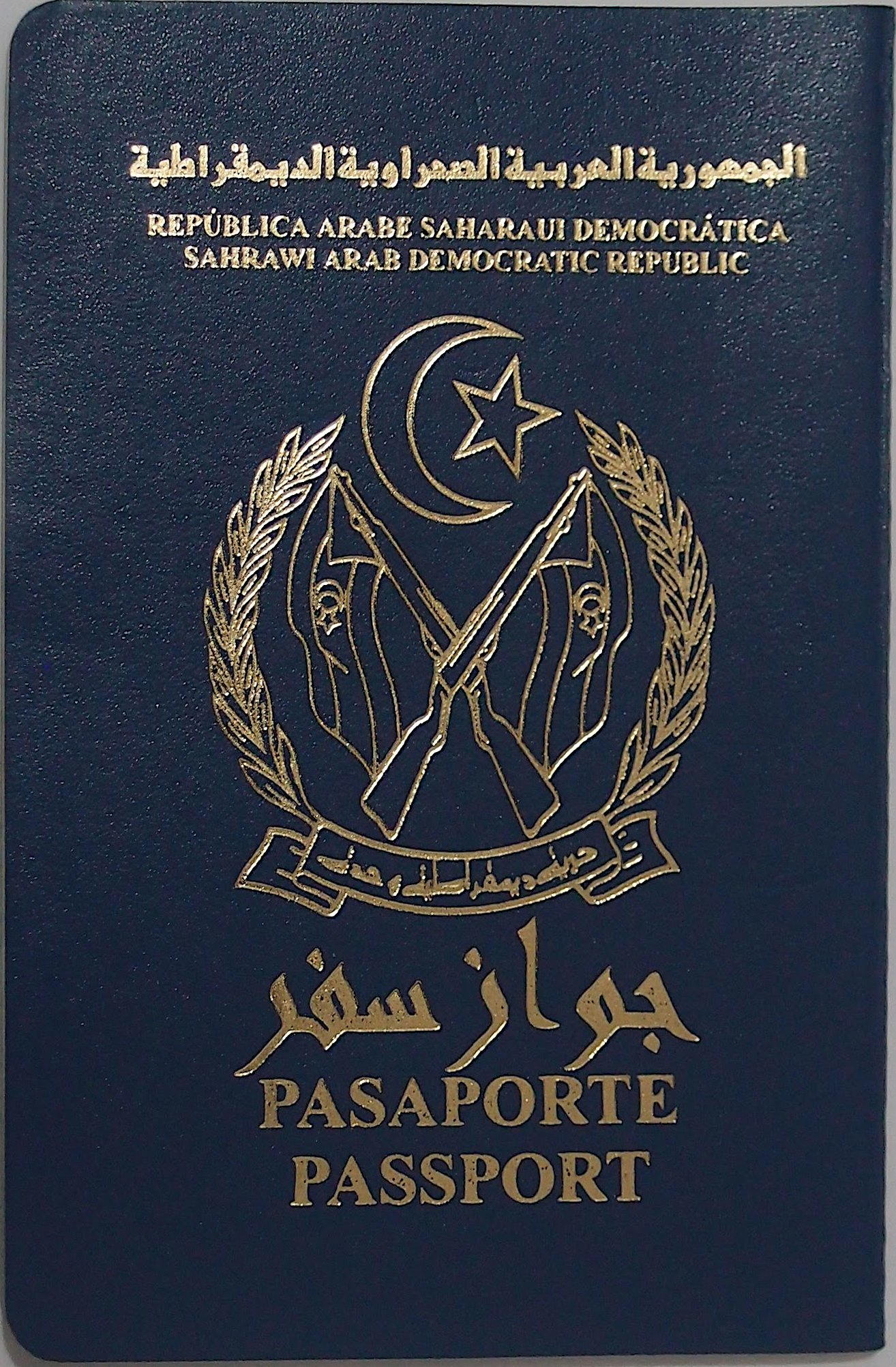
República Árabe Saraui Democrática
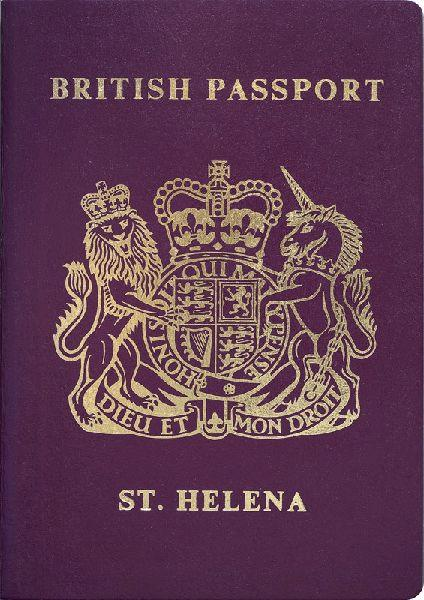
Santa Helena, Ascensão e Tristão da Cunha
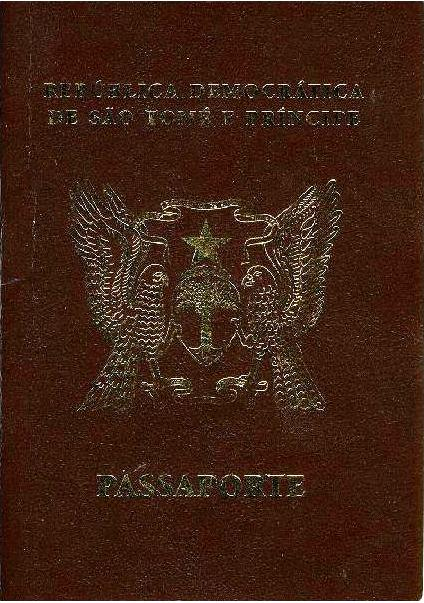
São Tomé e Príncipe
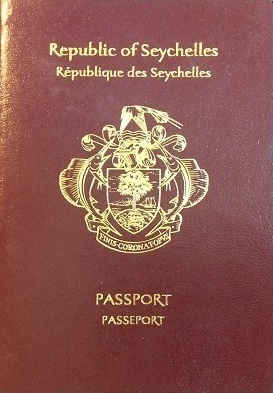
Seicheles
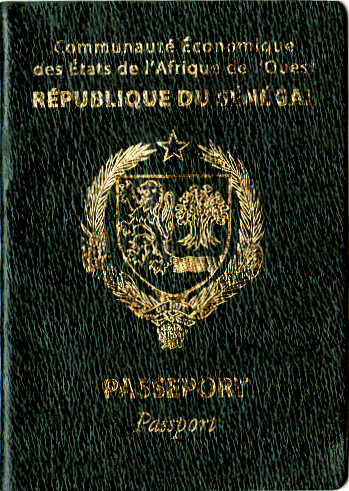
Senegal
Serra Leoa Serra Leoa
Somália
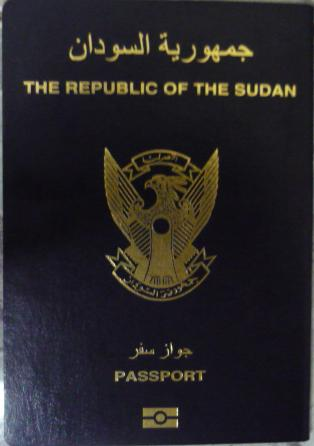
Sudão
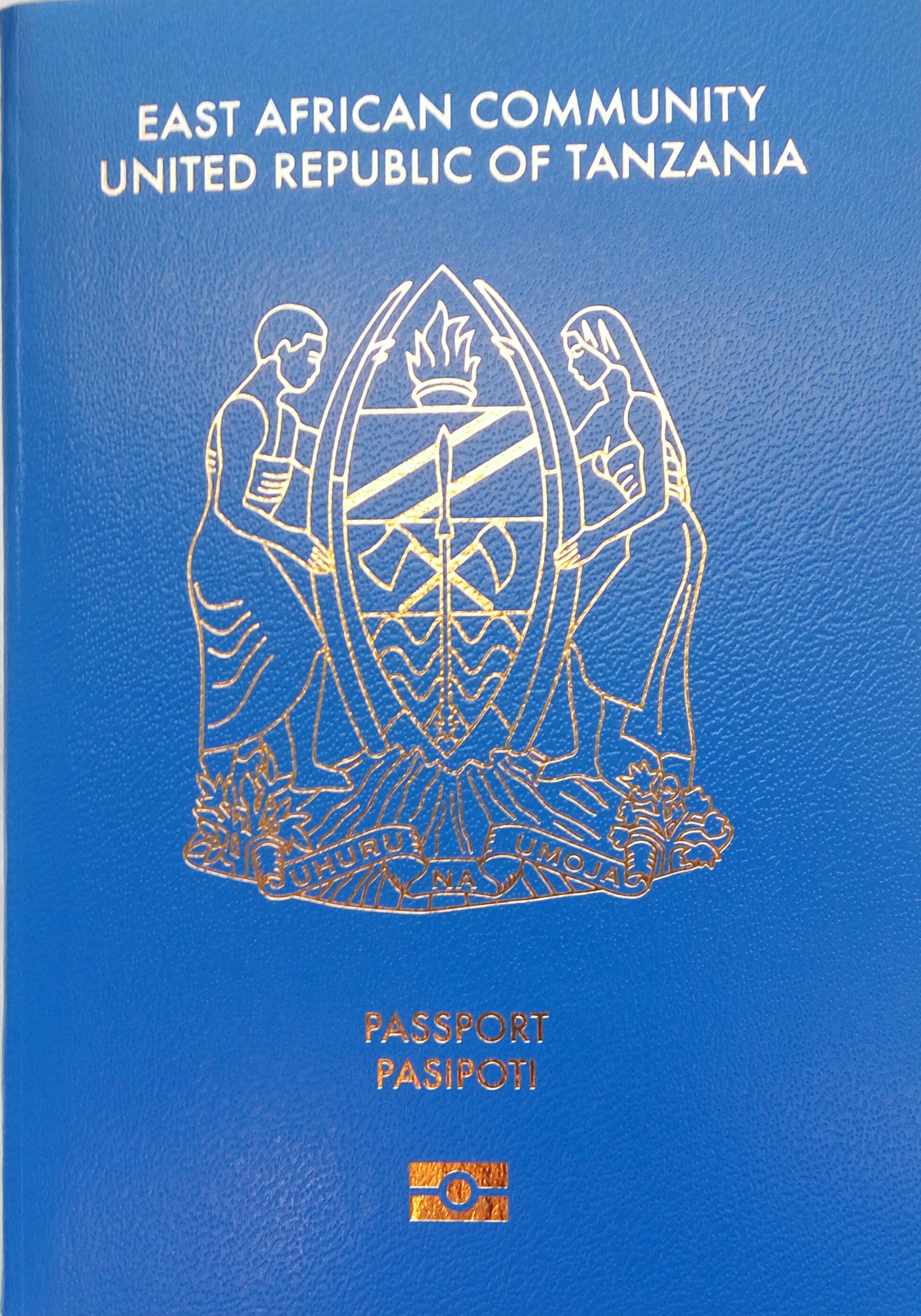
[[Ficheiro:|22x20px|border |alt=Comunidade da África Oriental|link=Comunidade da África Oriental]]  Tanzânia
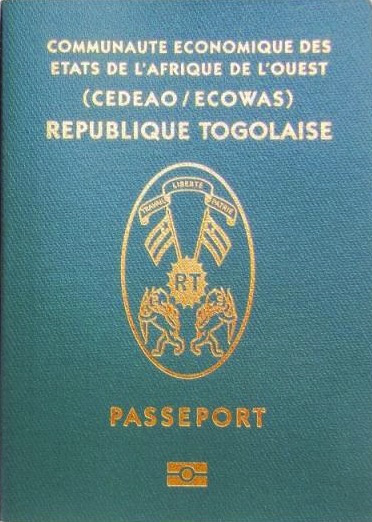
Togo
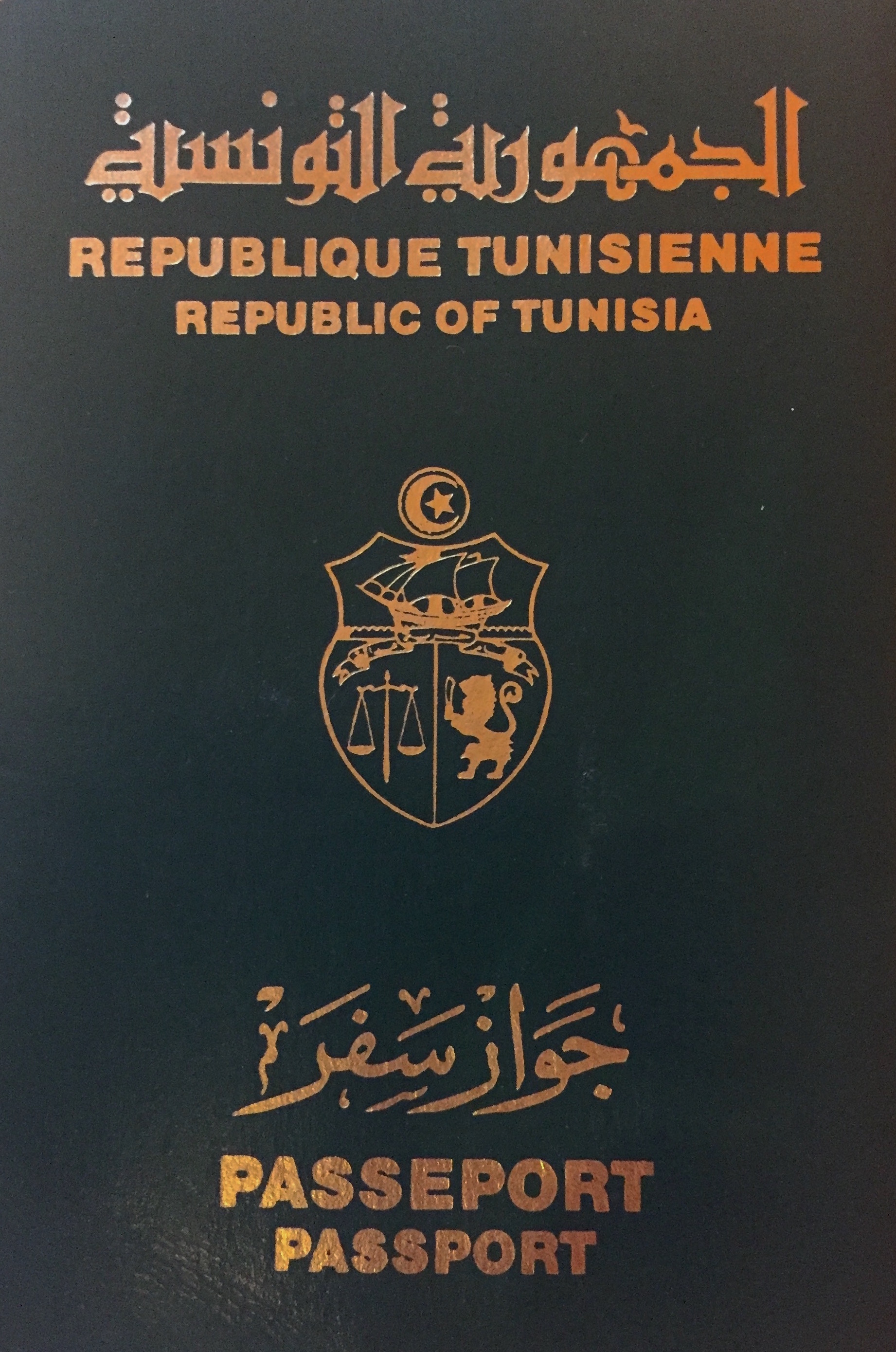
Tunísia
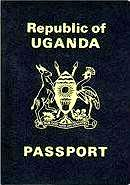
[[Ficheiro:|22x20px|border |alt=Comunidade da África Oriental|link=Comunidade da África Oriental]]  Uganda

### América do Norte

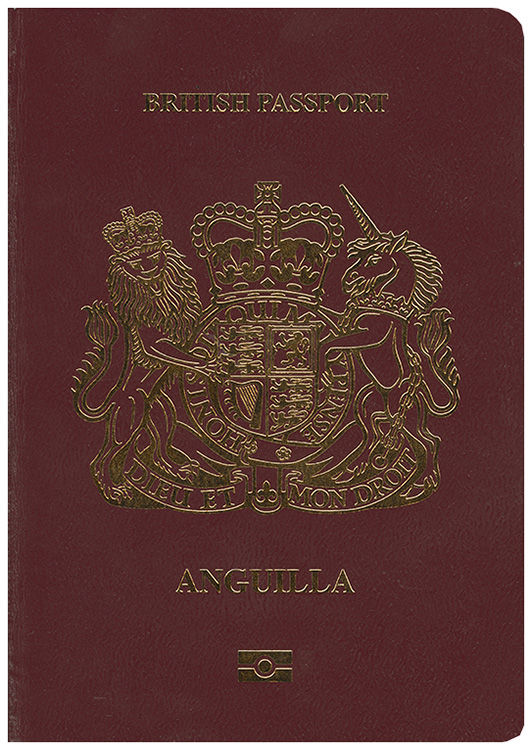
Anguila
Barbados
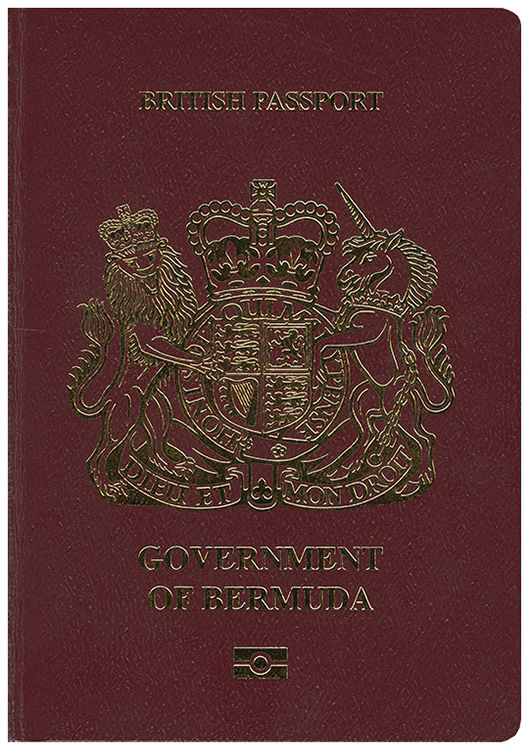
Bermuda
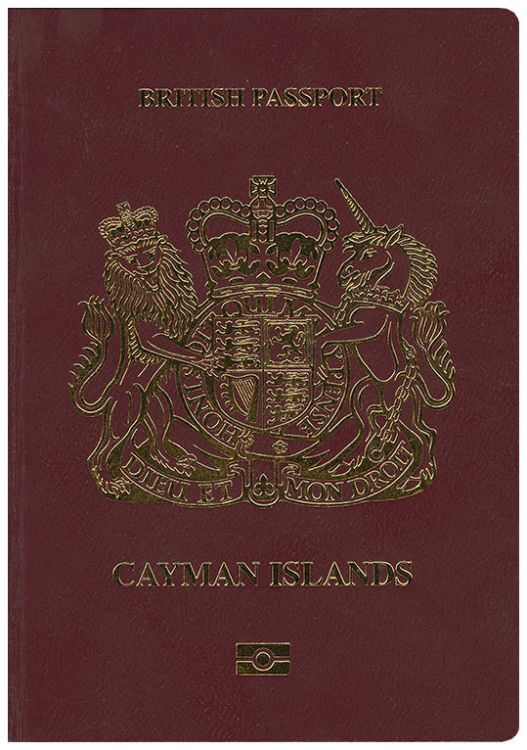
Ilhas Caimão
Canadá
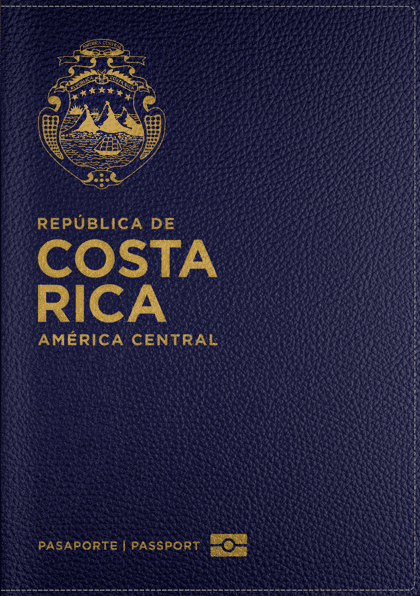
Costa Rica
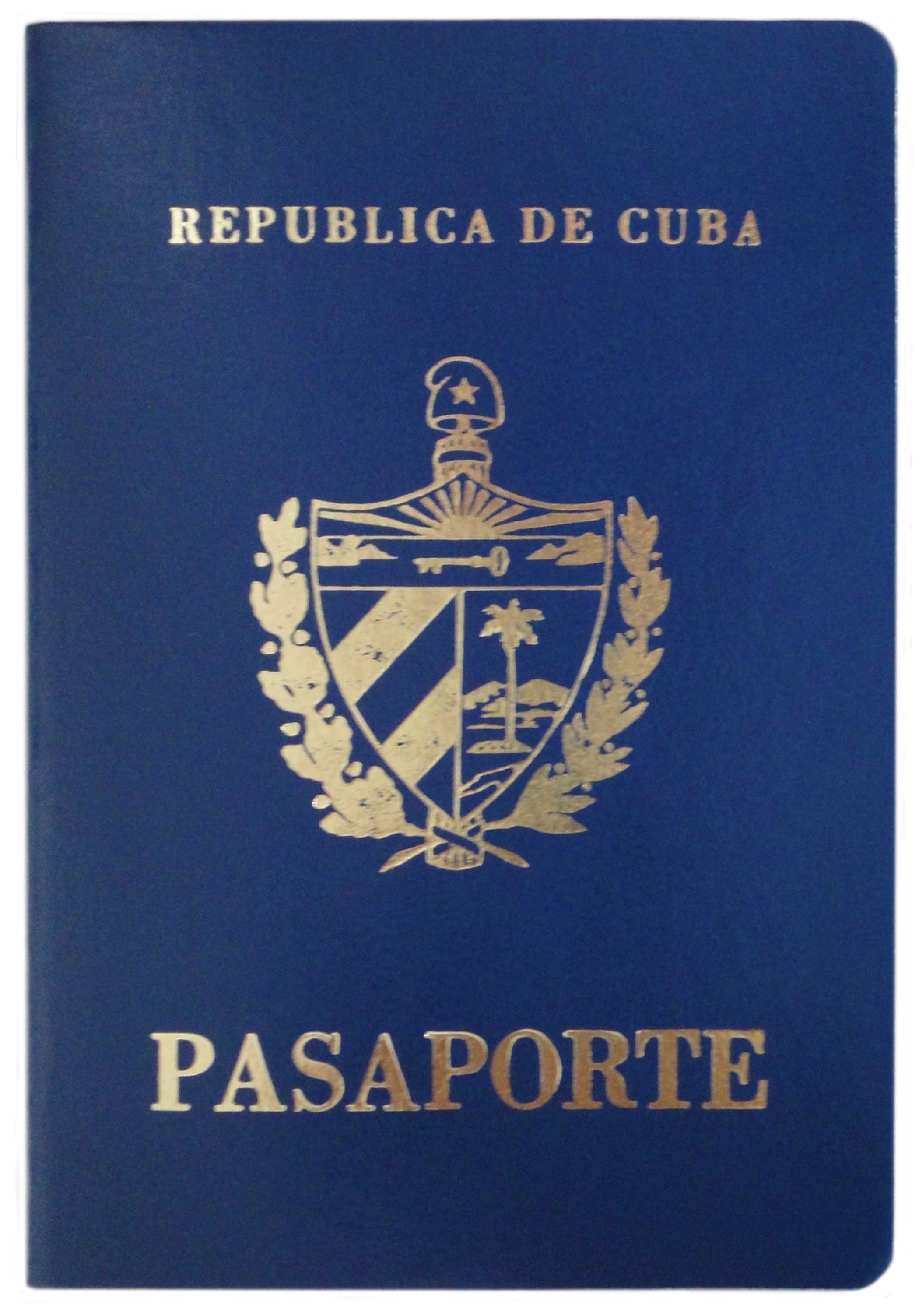
Cuba
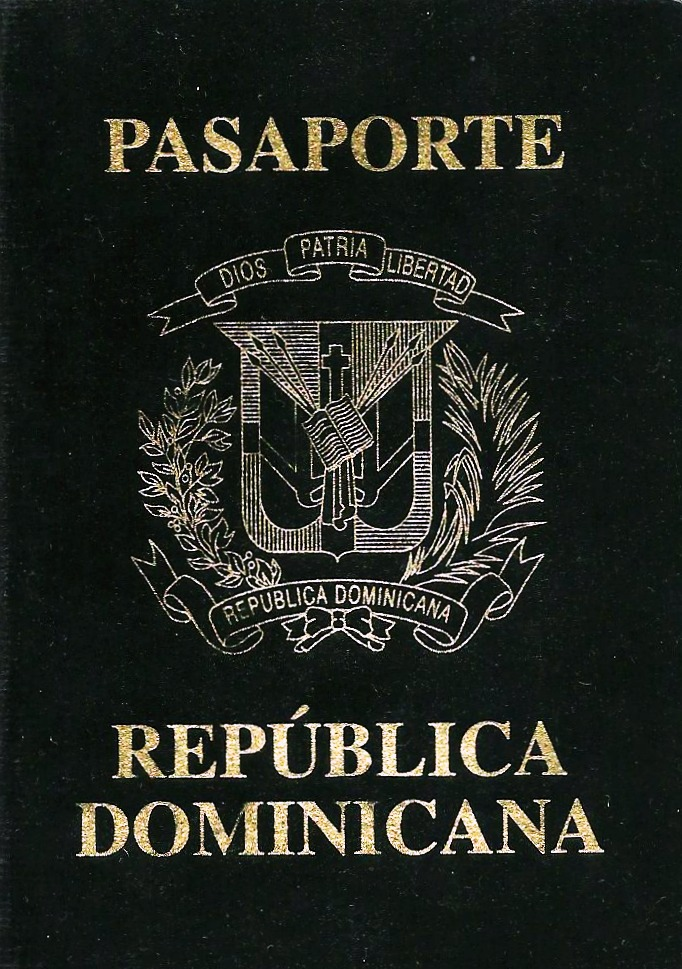
República Dominicana
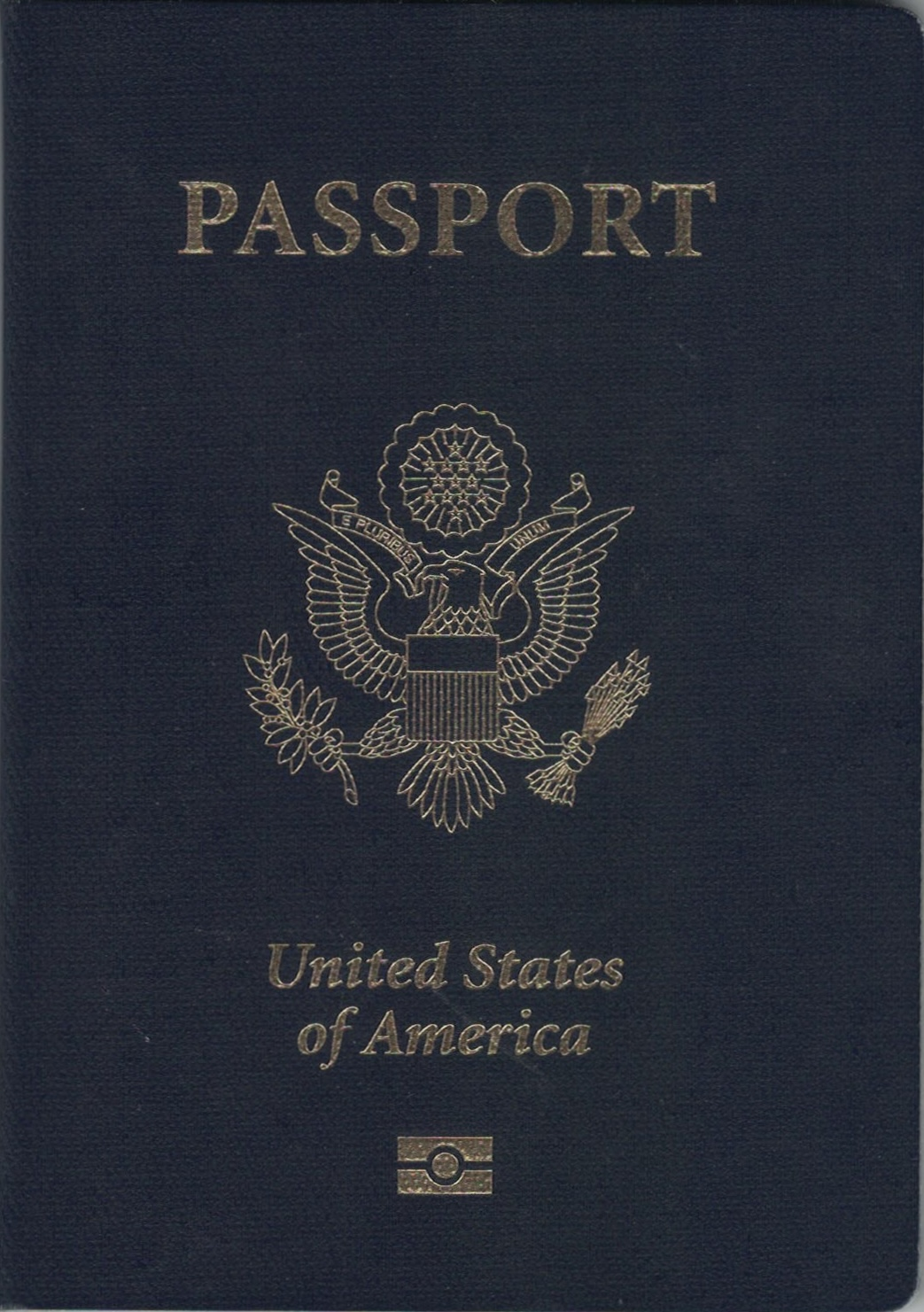
Estados Unidos
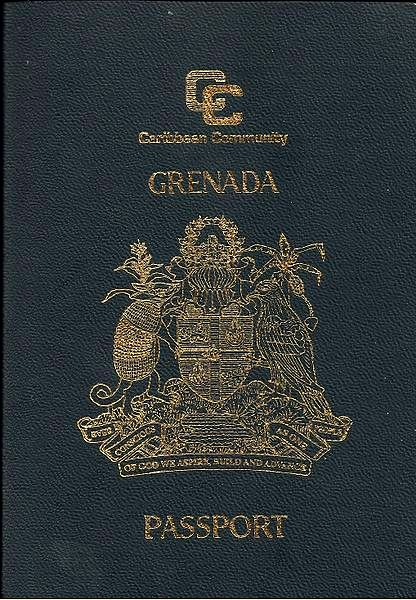
Granada
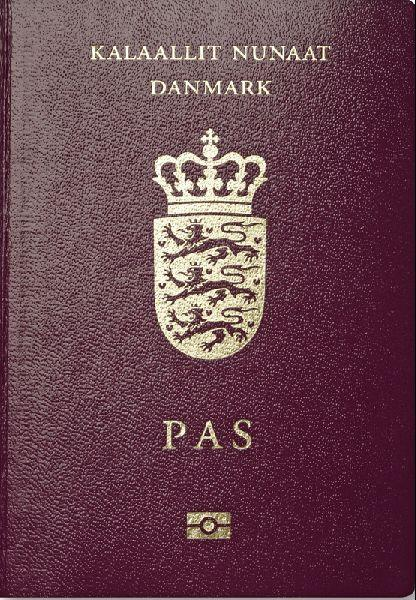
Gronelândia
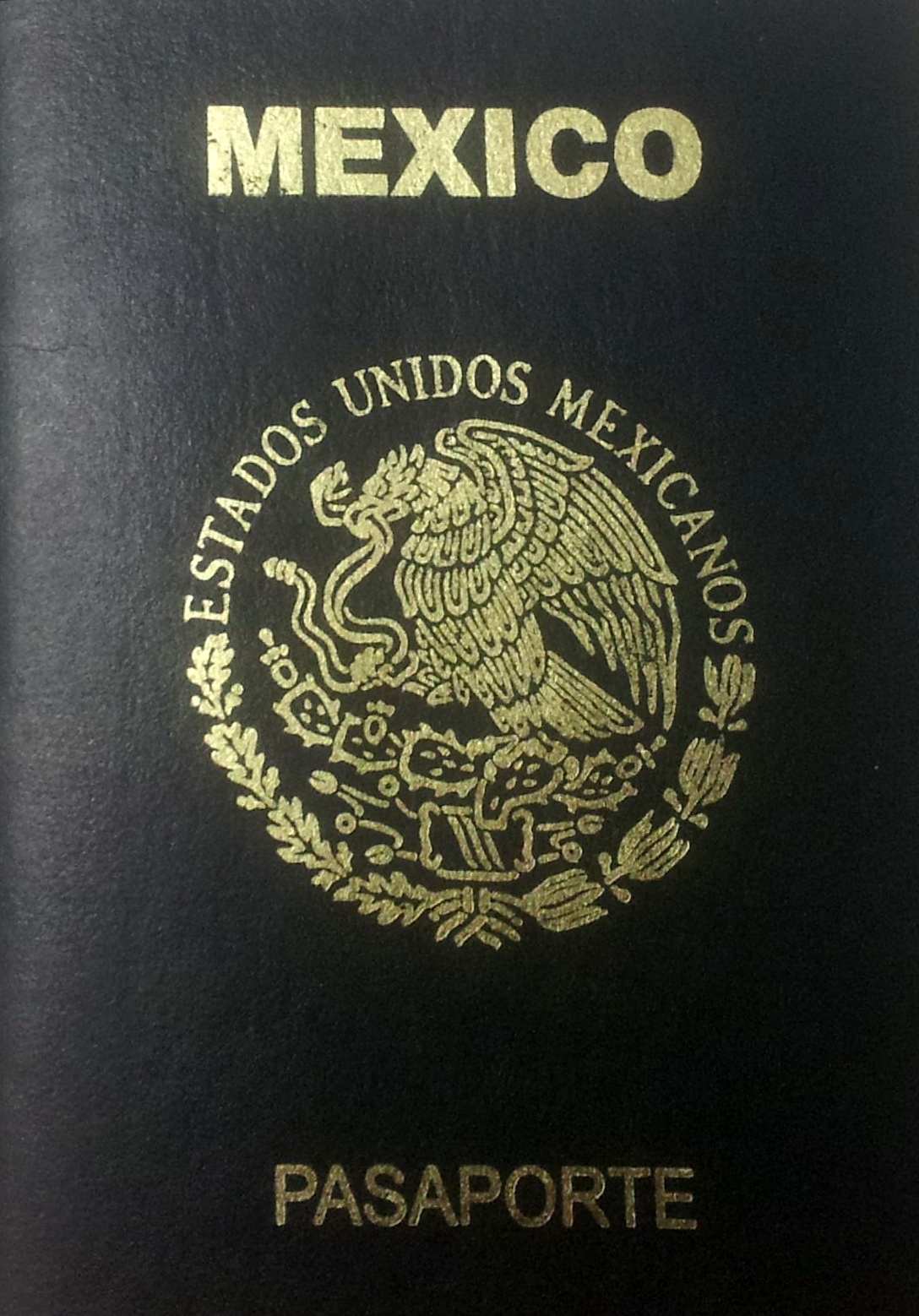
México
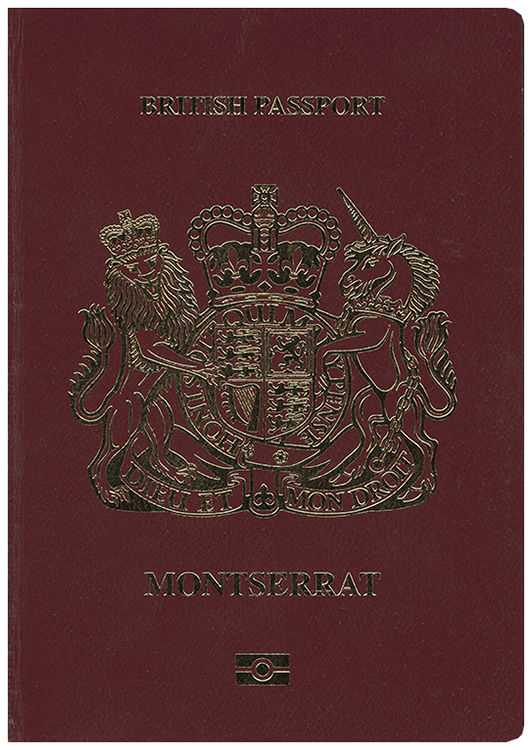
Monserrate
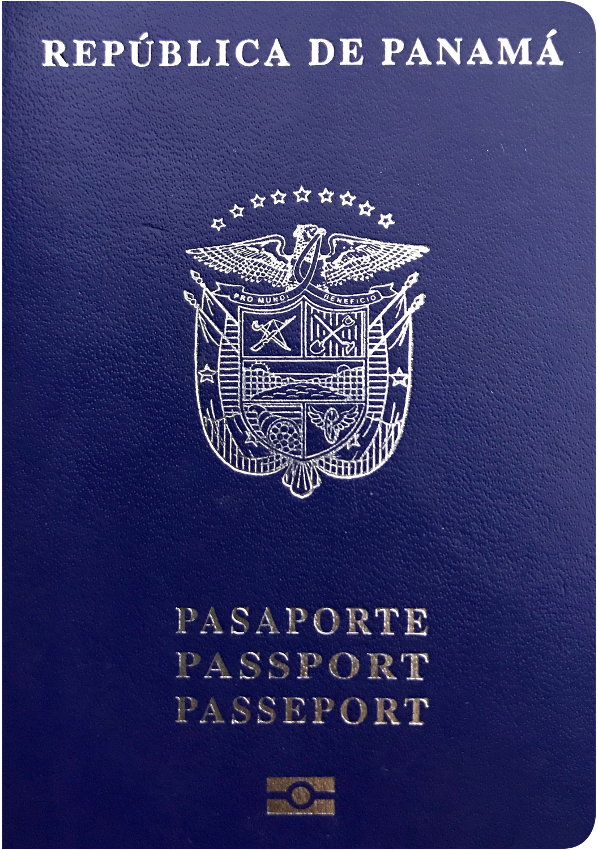
Panamá
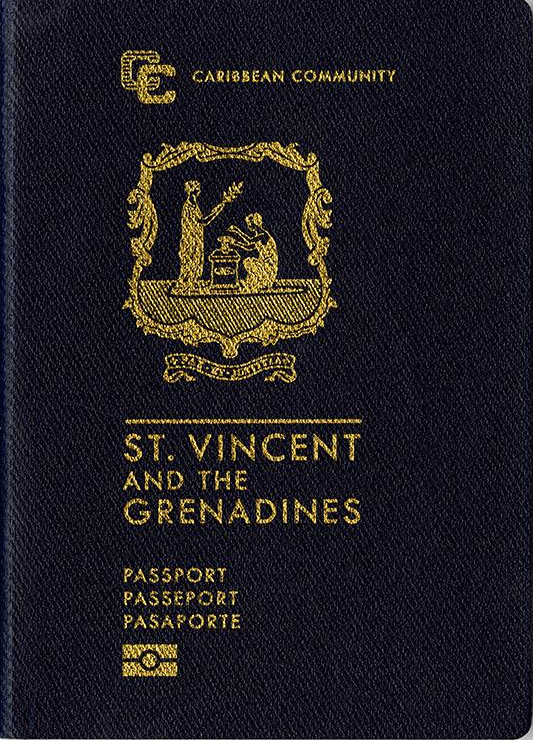
São Vicente e Granadinas
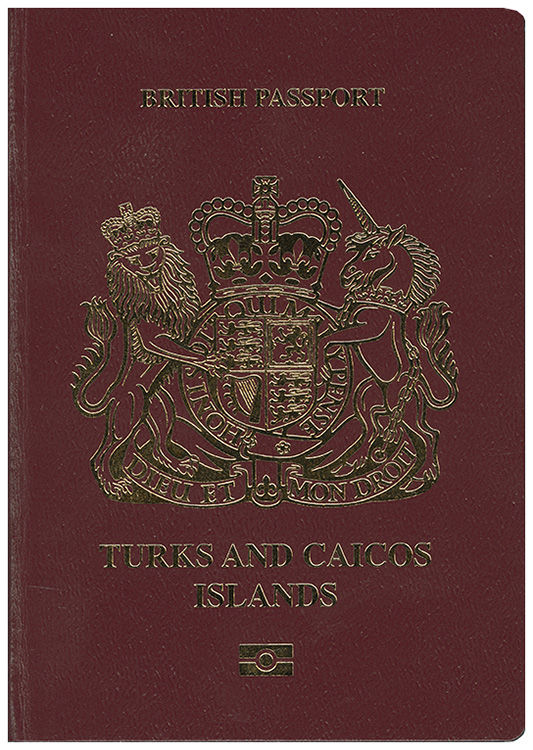
Ilhas Turcas e Caicos

### América do Sul

Bolívia
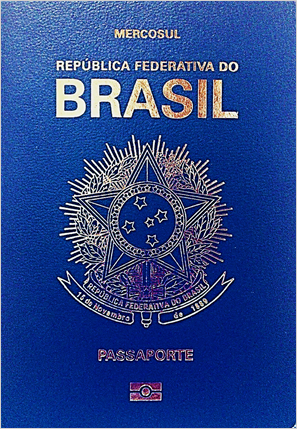
Brasil
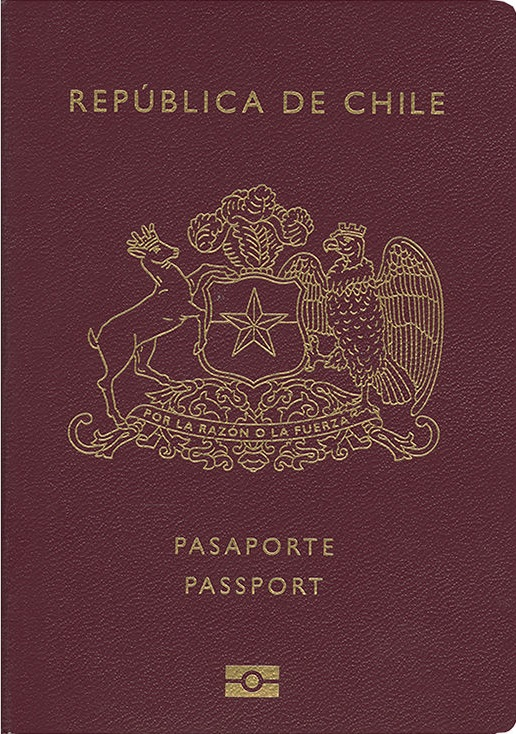
Chile
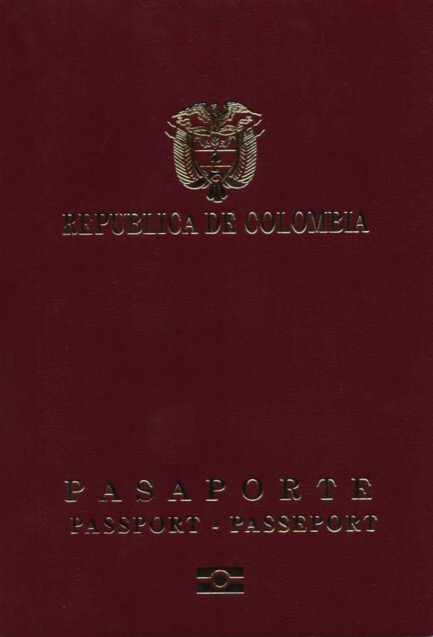
Colômbia
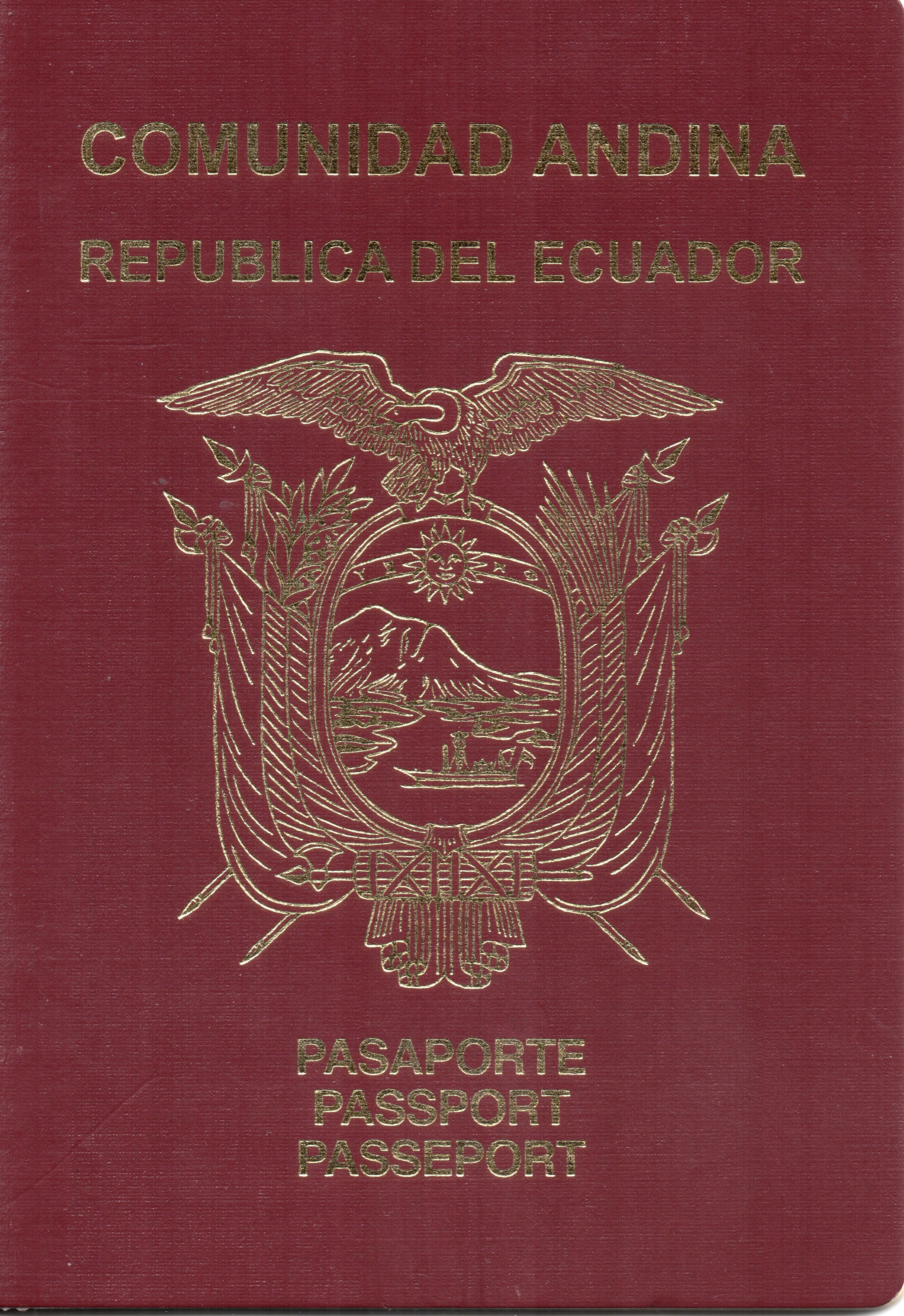
Equador
Paraguai
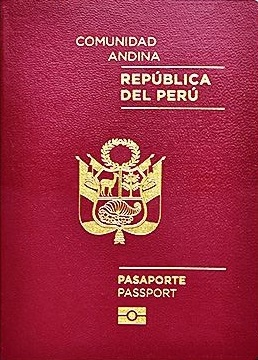
Peru
Uruguai
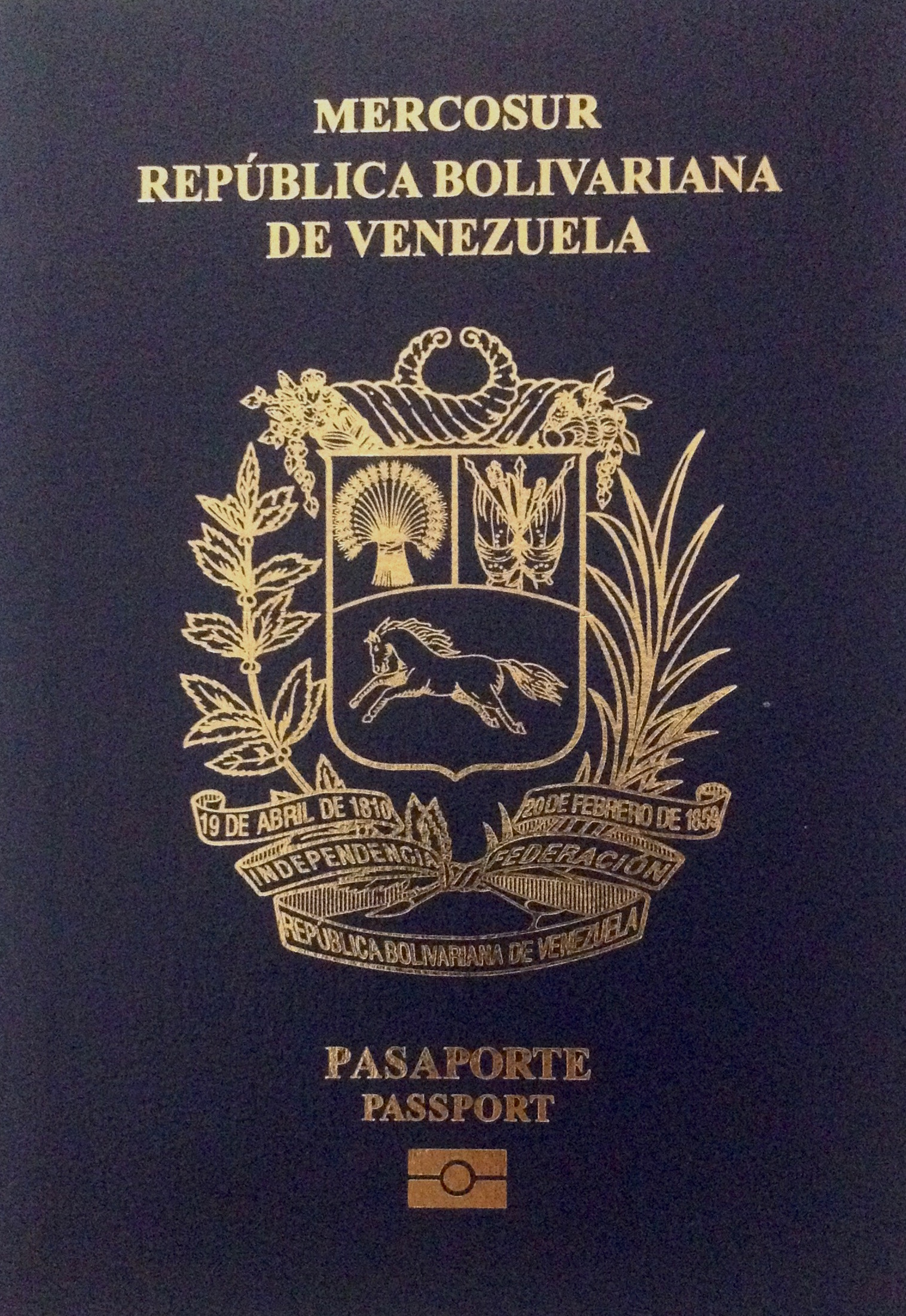
Venezuela

### Ásia

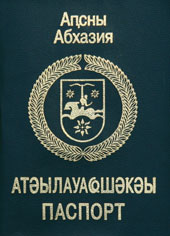
Abecásia
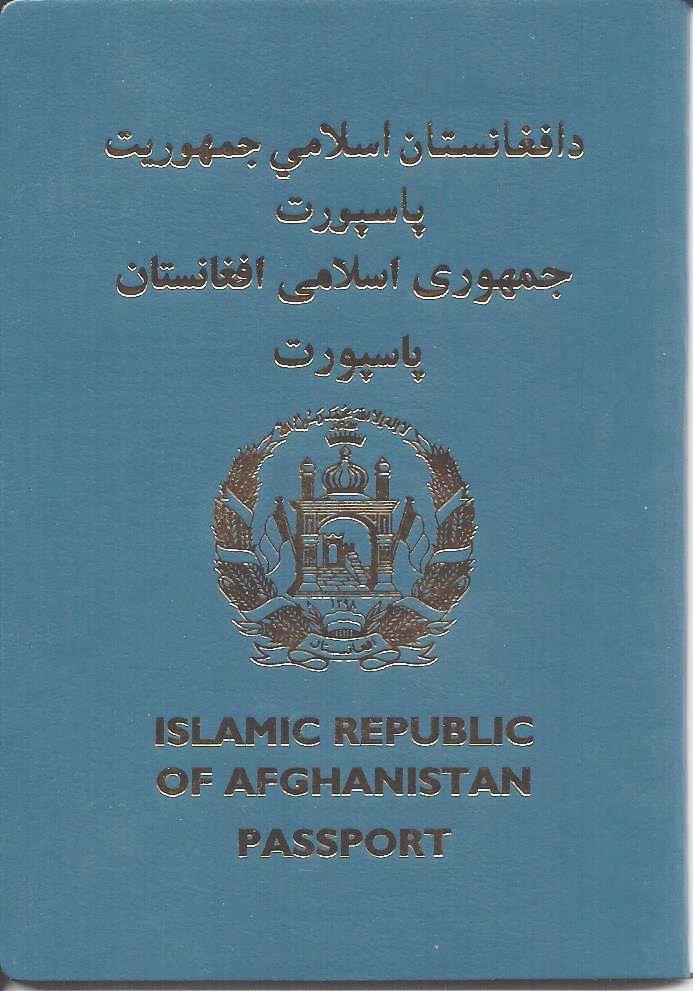
Afeganistão
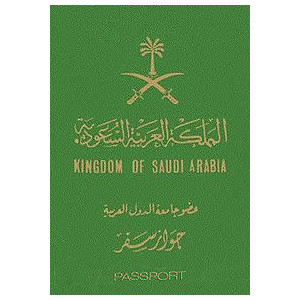
Arábia Saudita
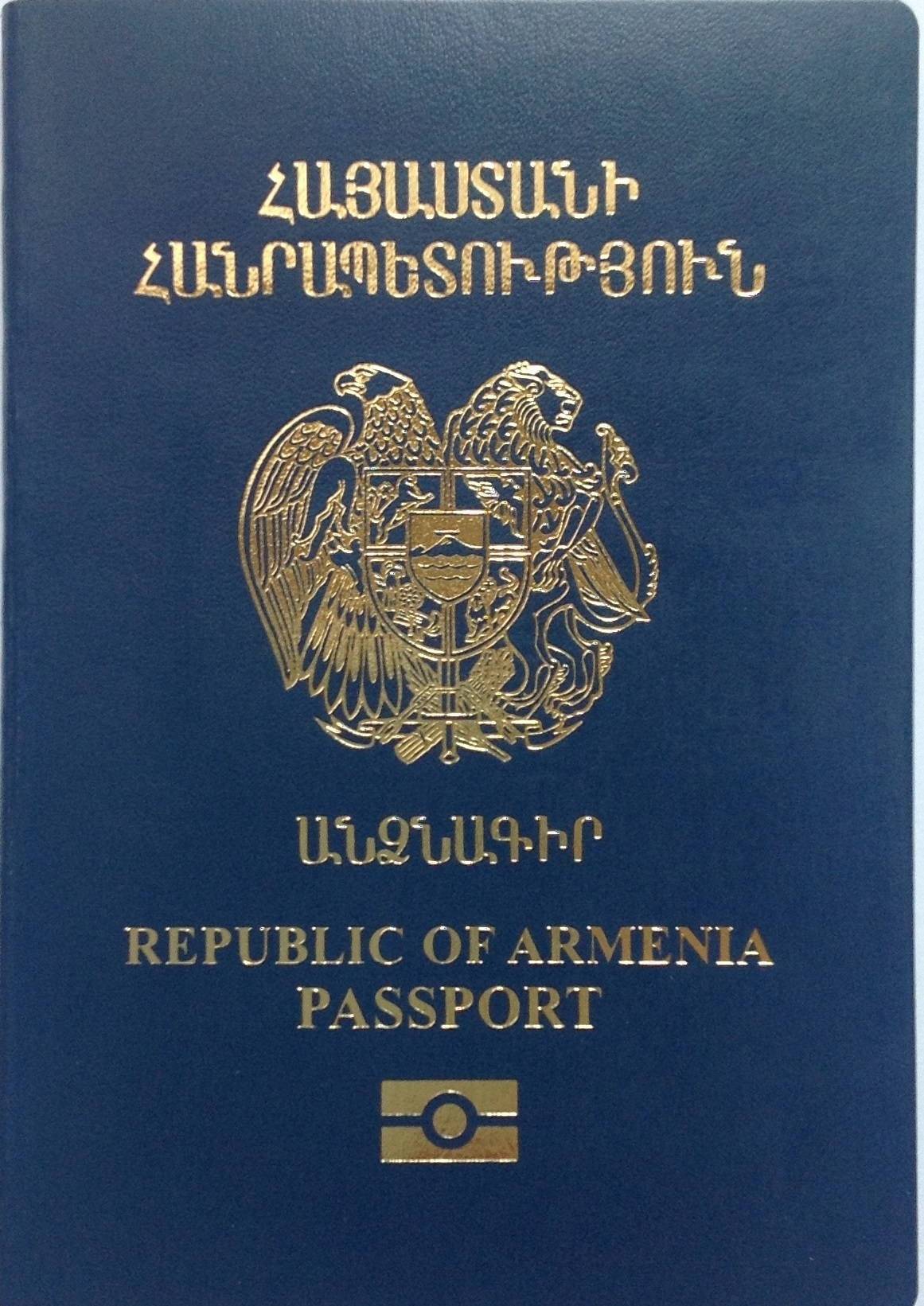
Arménia
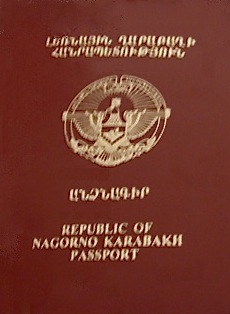
Artsaque
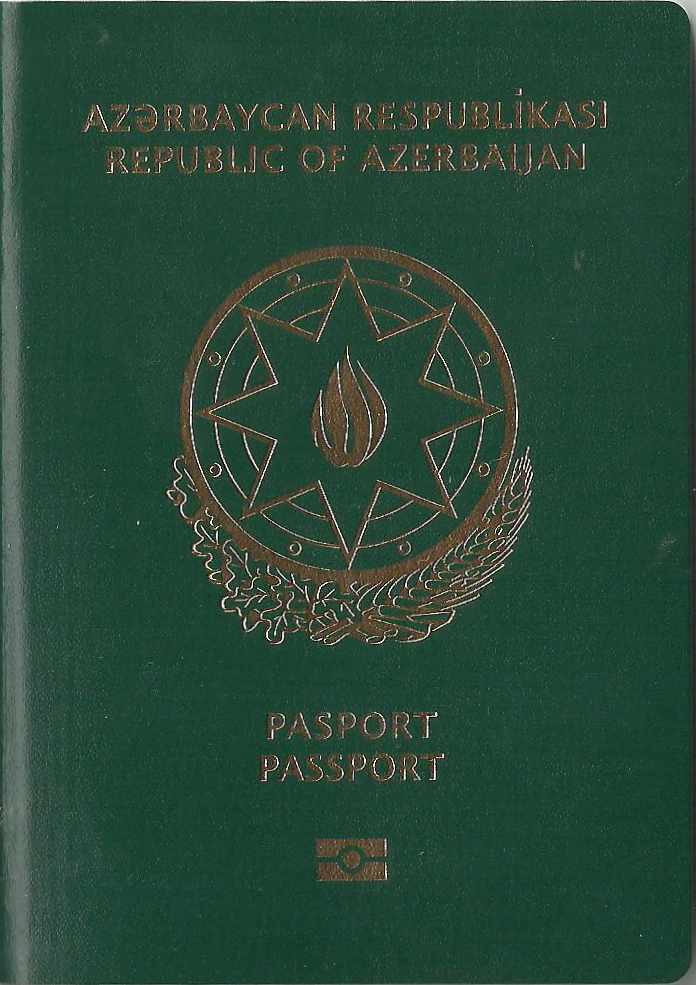
Azerbaijão
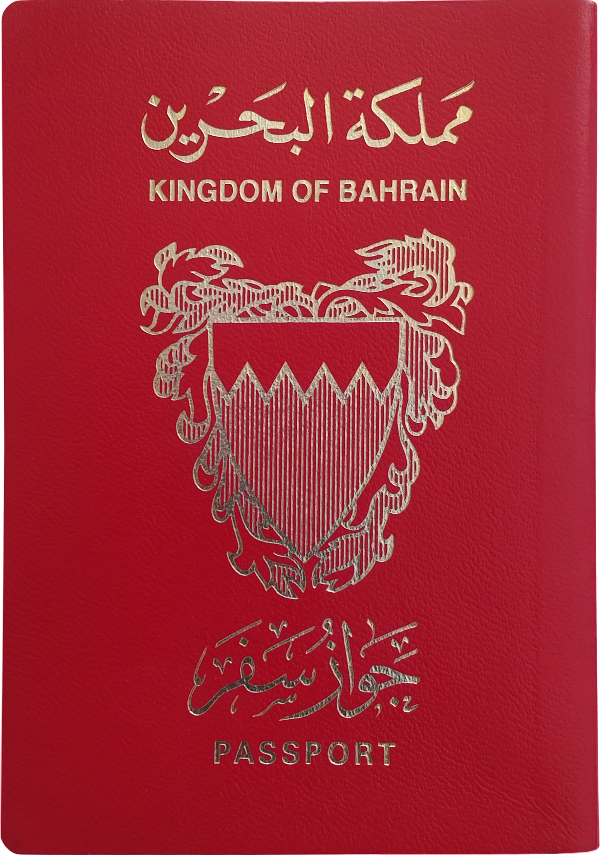
Barém
Bangladexe
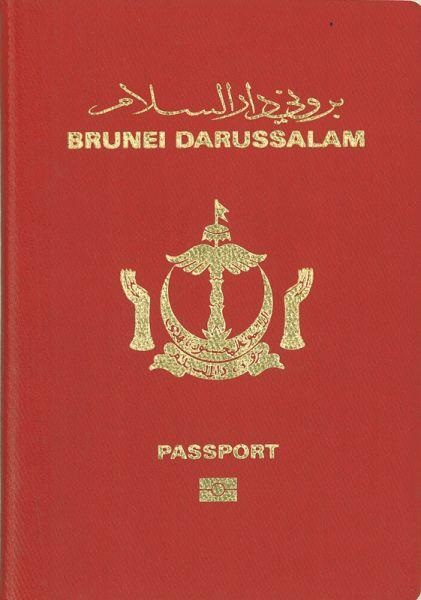
Brunei
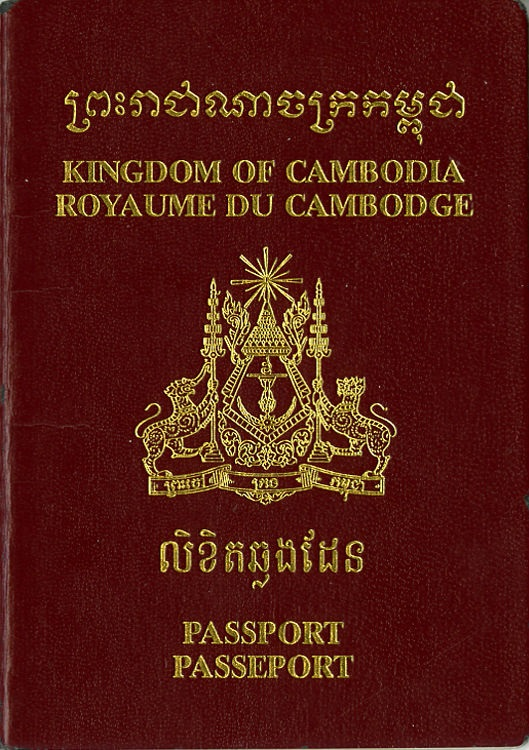
Camboja
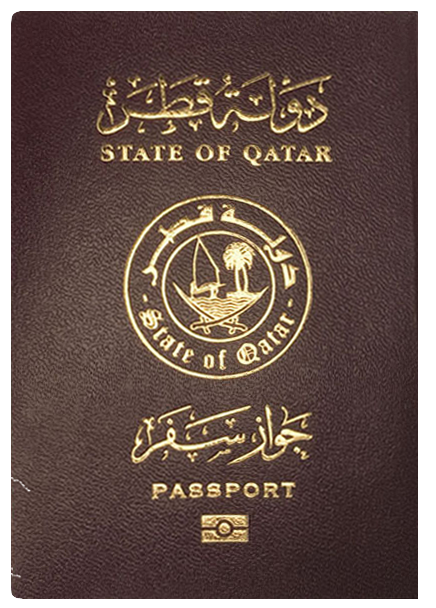
Catar
Cazaquistão
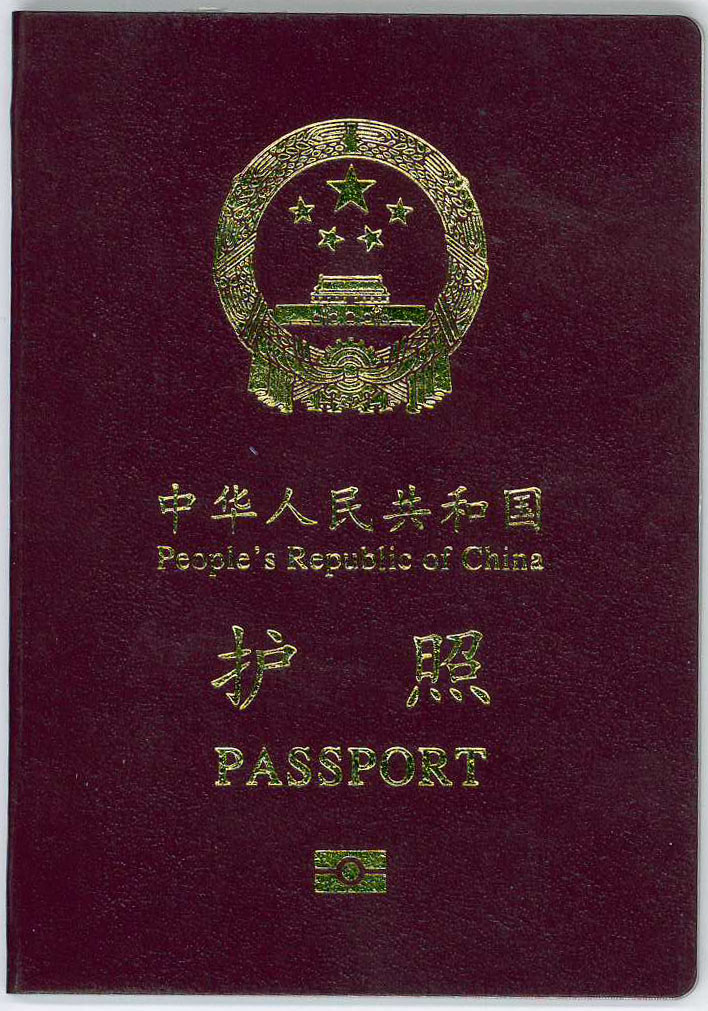
RP China
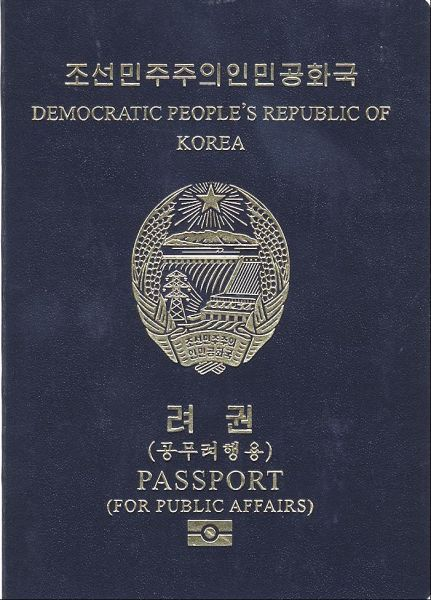
Coreia do Norte (República Popular Democrática da Coreia)
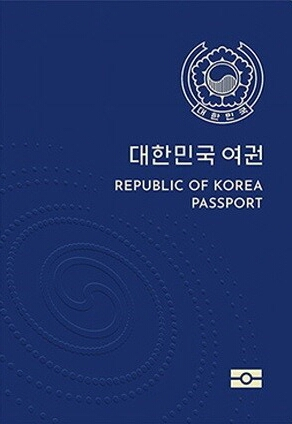
Coreia do Sul (República da Coreia)
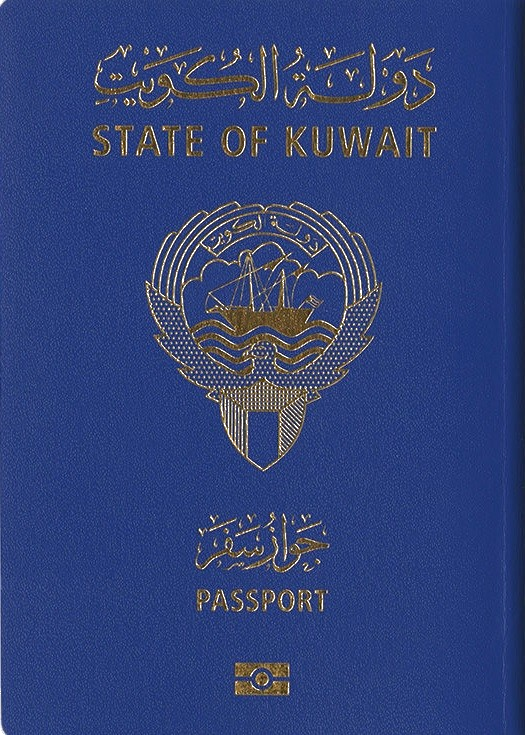
Cuaite
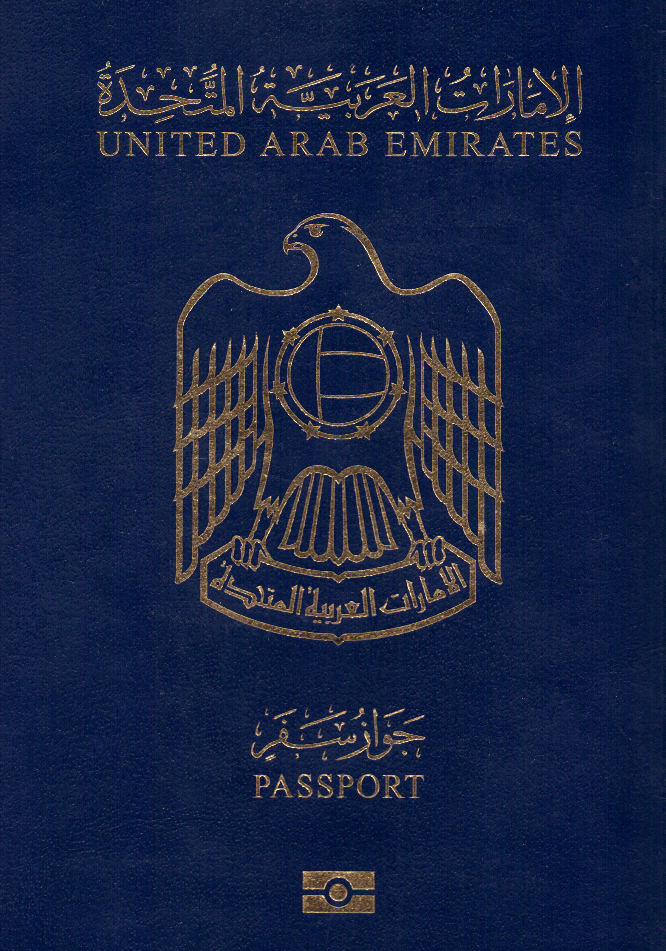
Emirados Árabes Unidos
Filipinas
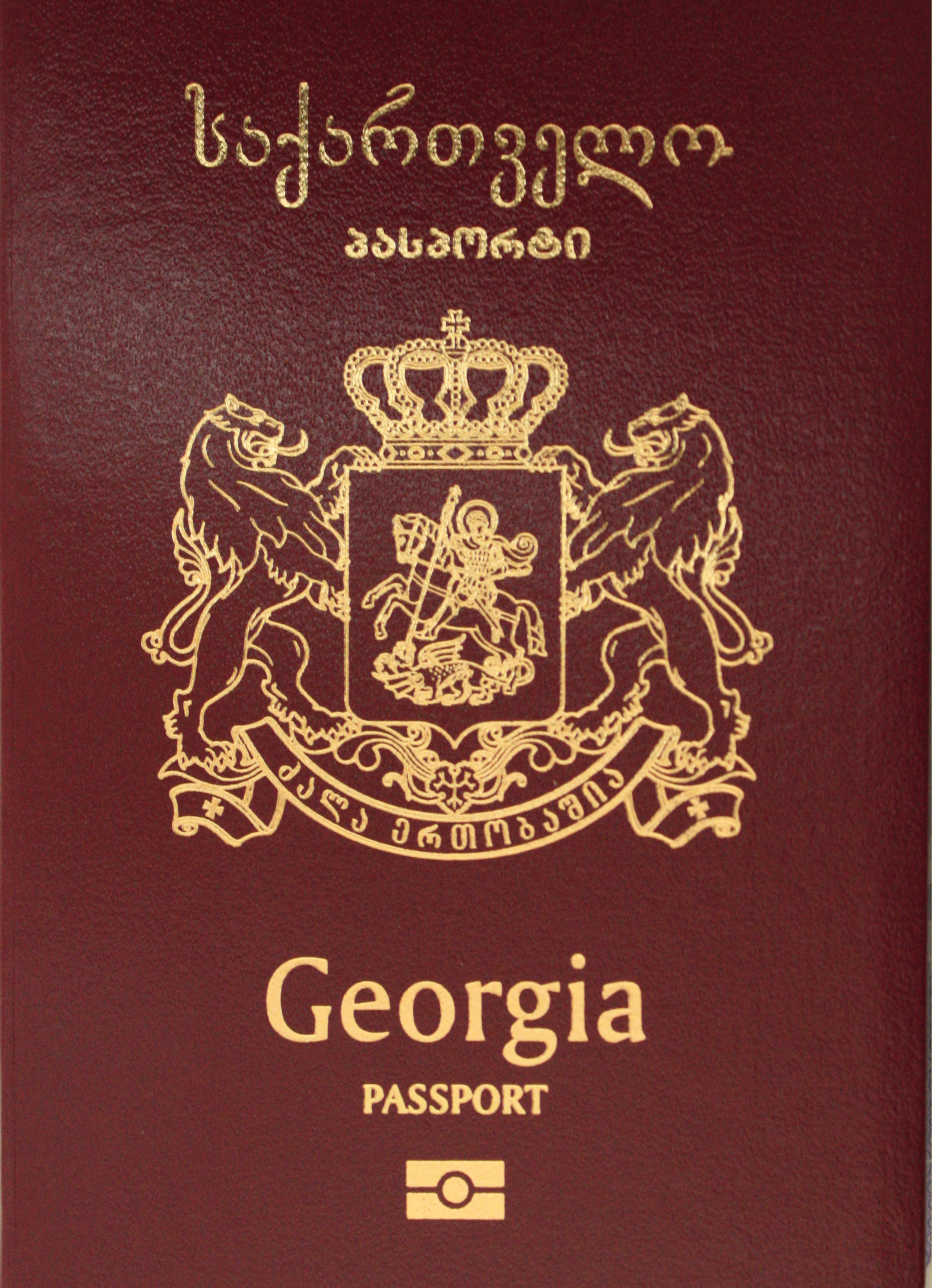
Geórgia
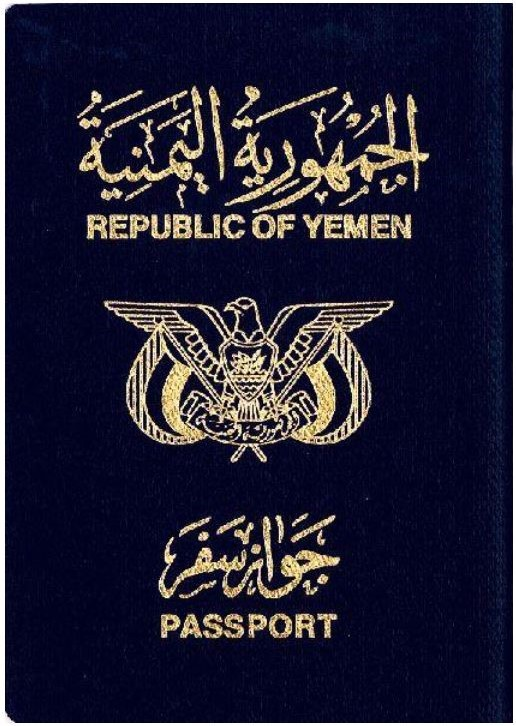
Iémen
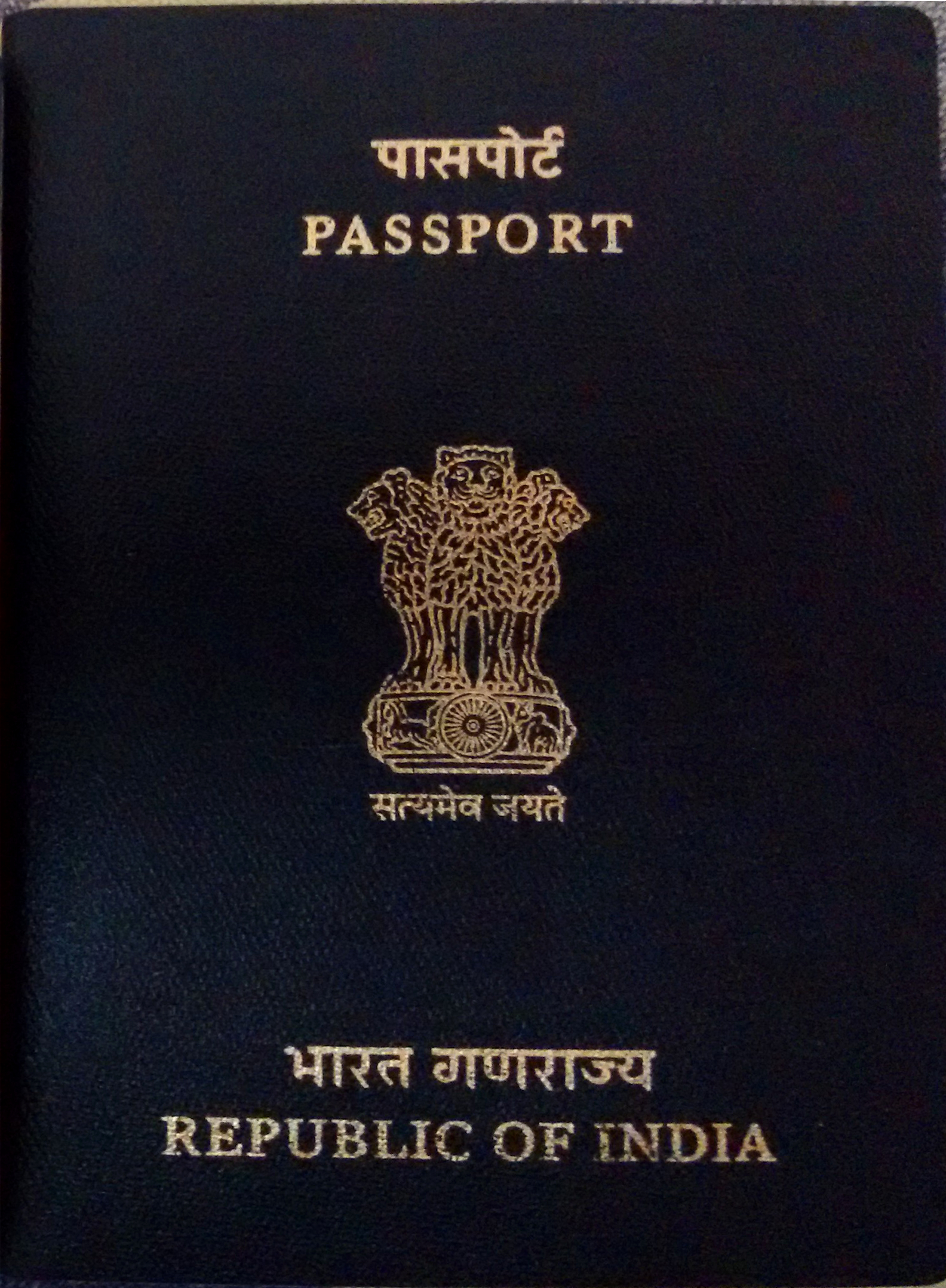
Índia
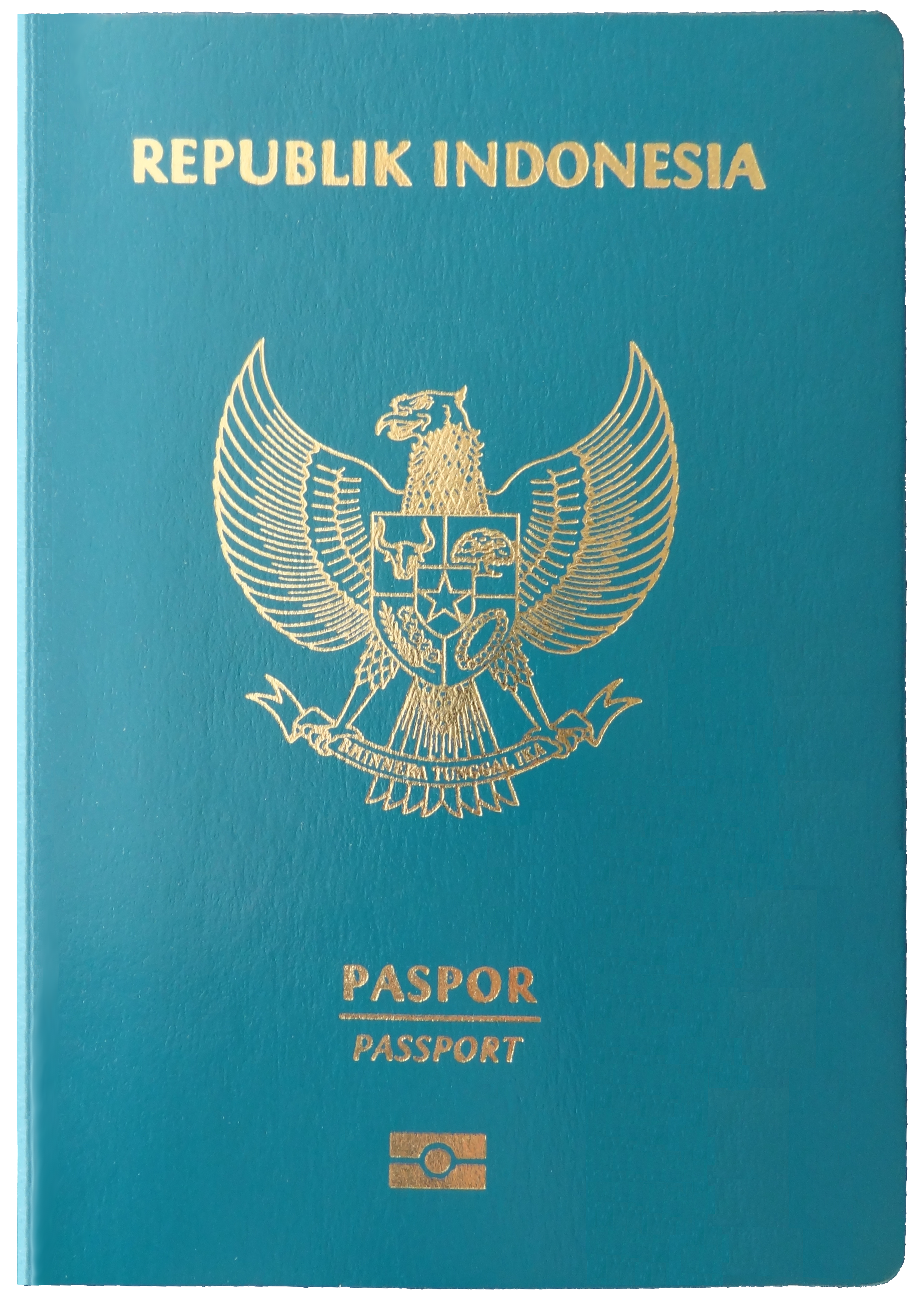
Indonésia
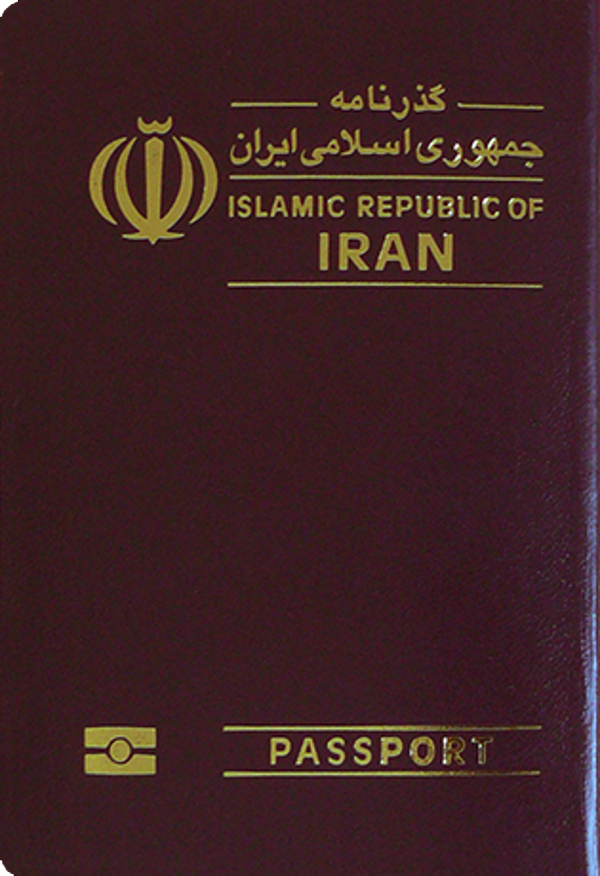
Irão
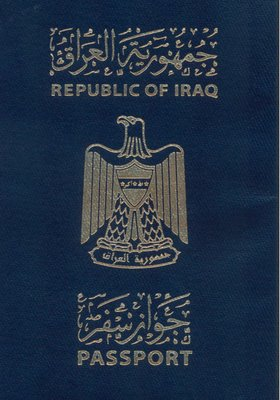
Iraque
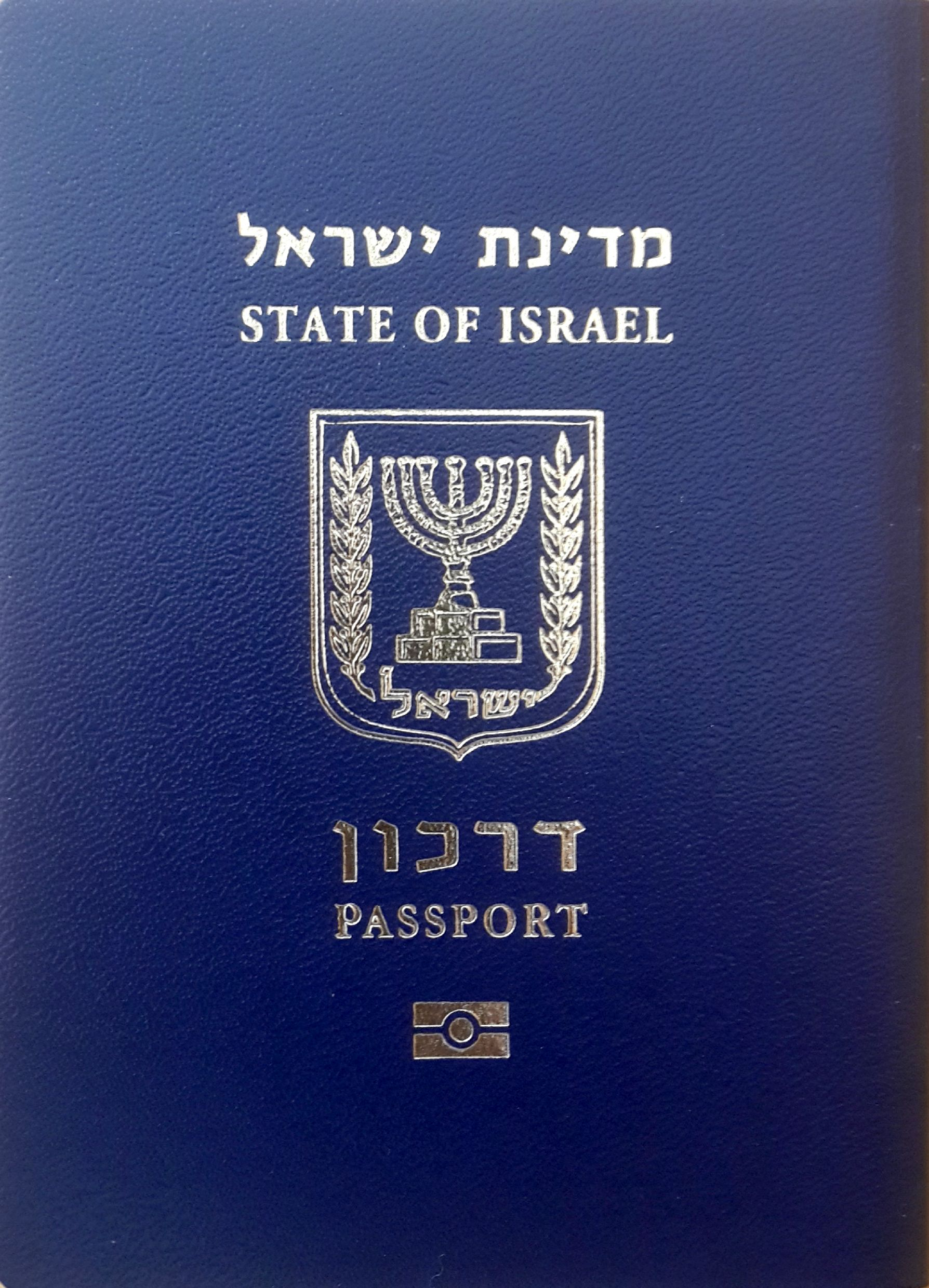
Israel
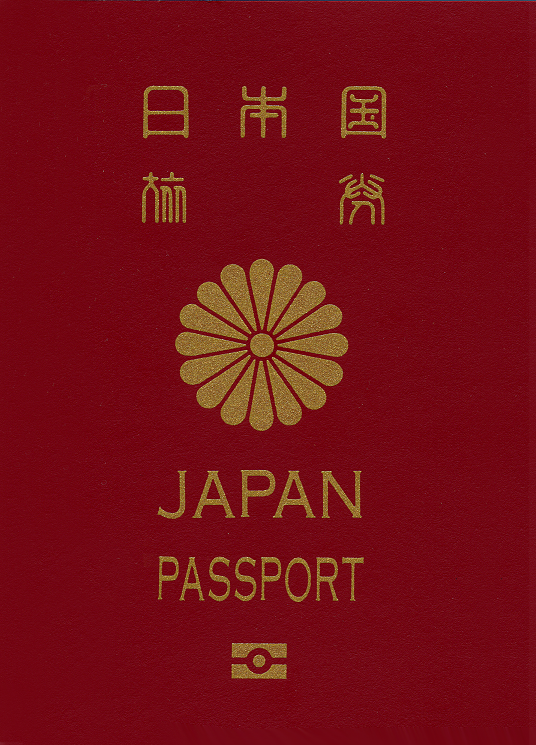
Japão
Laus
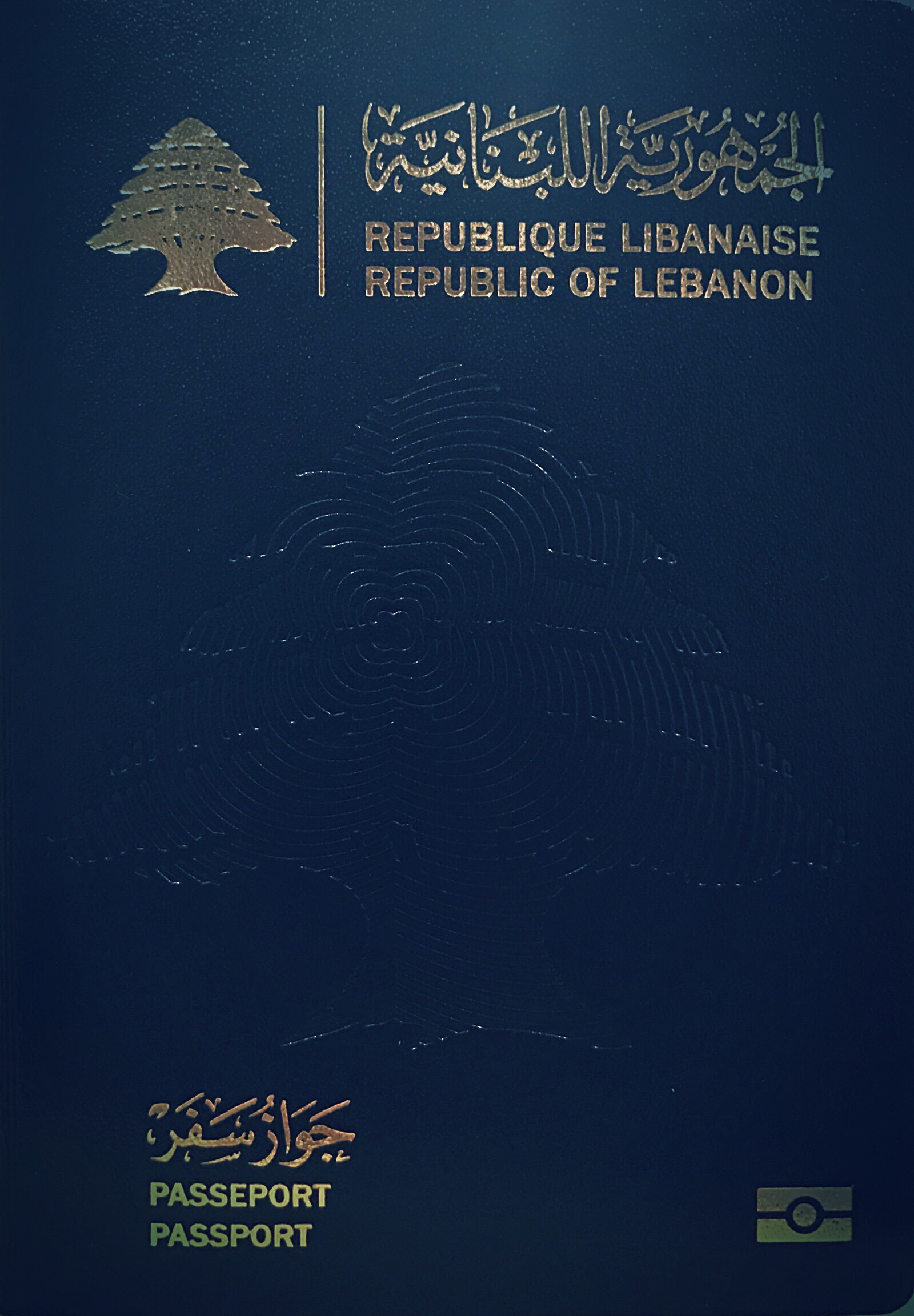
Líbano
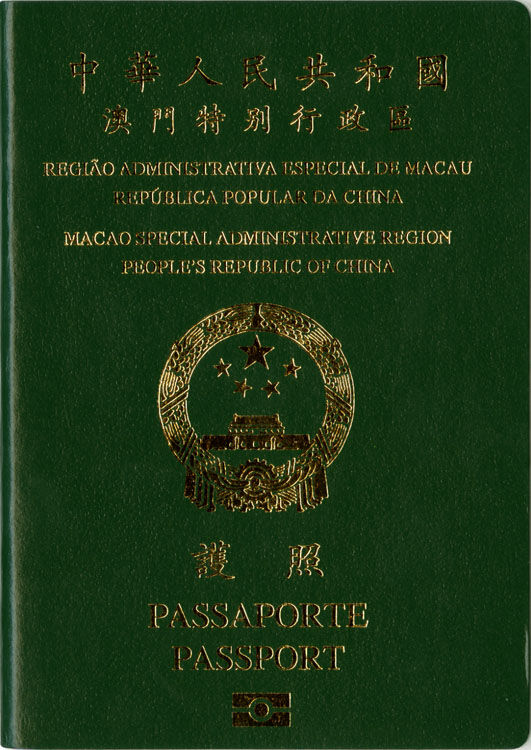
Macau
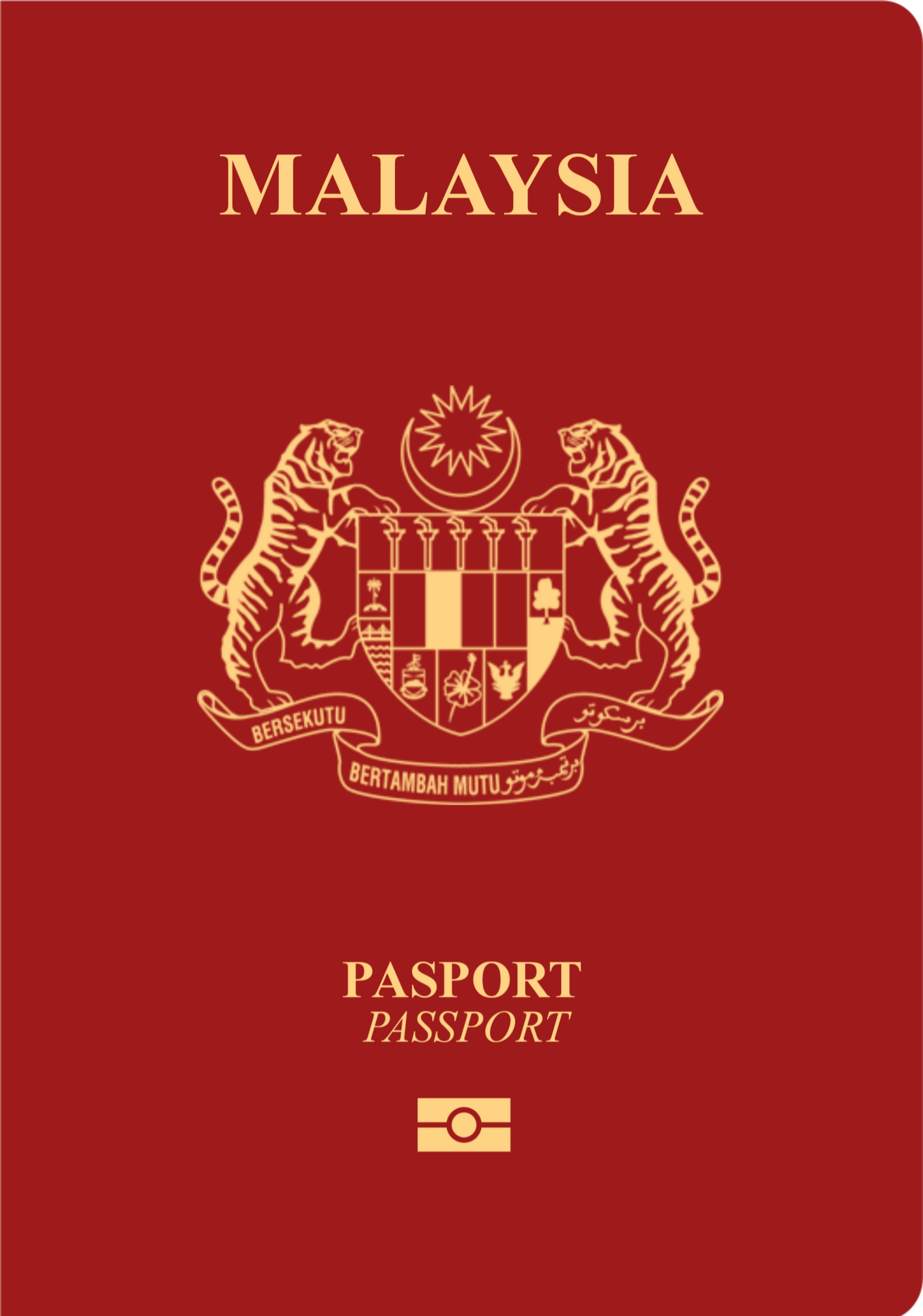
Malásia
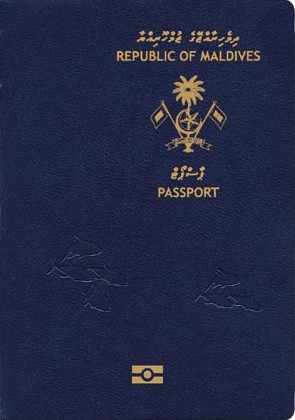
Maldivas
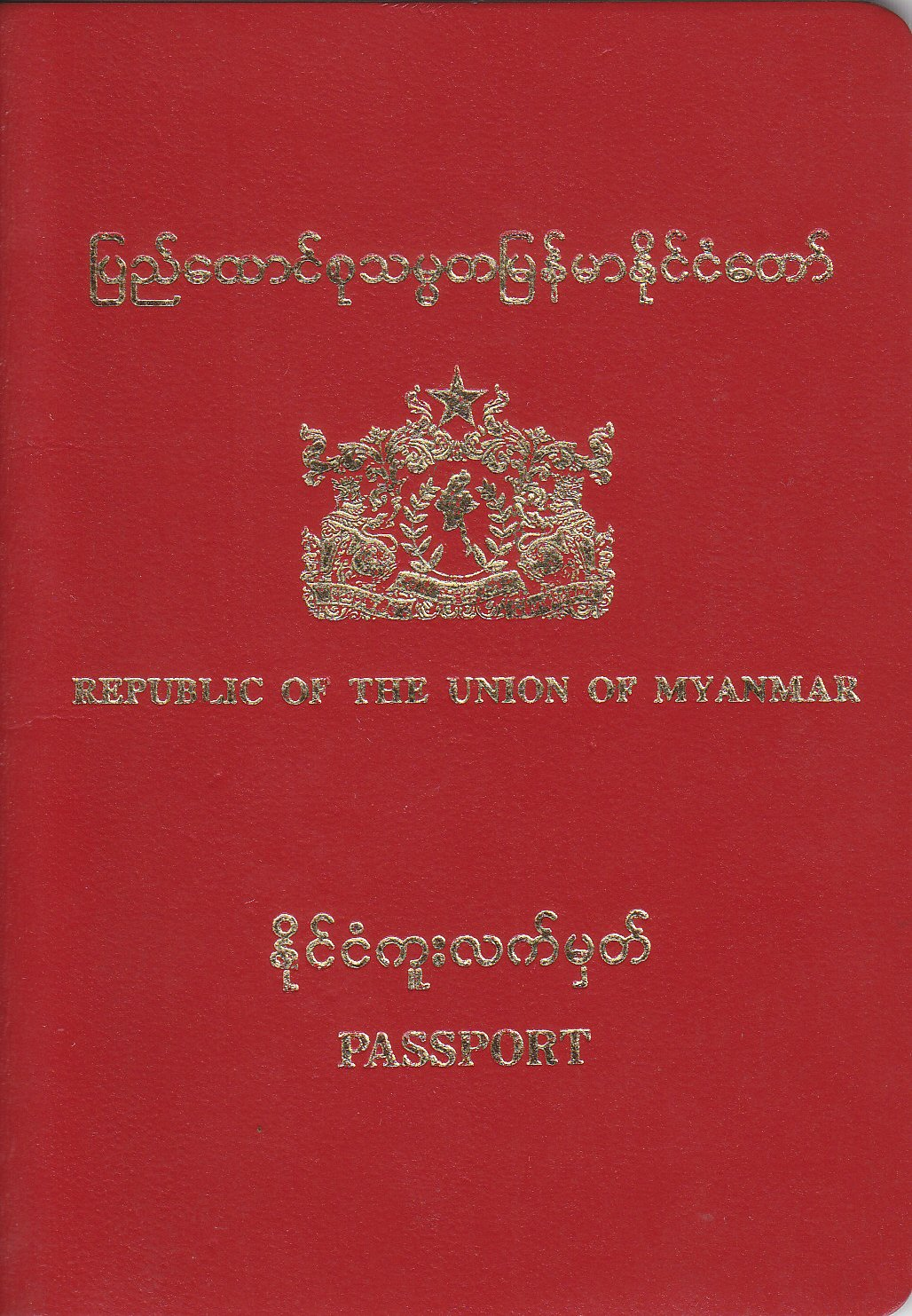
Mianmar
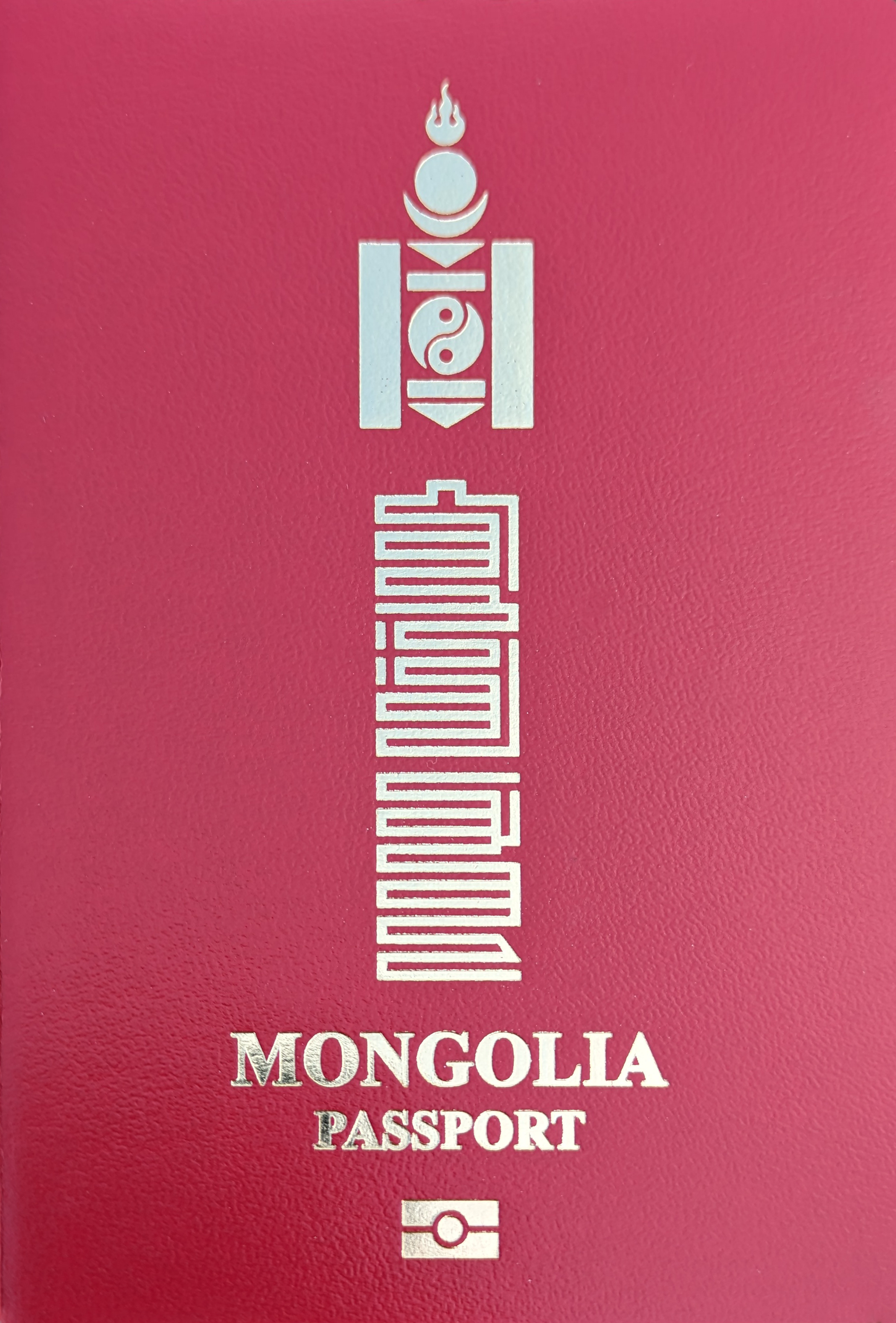
Mongólia
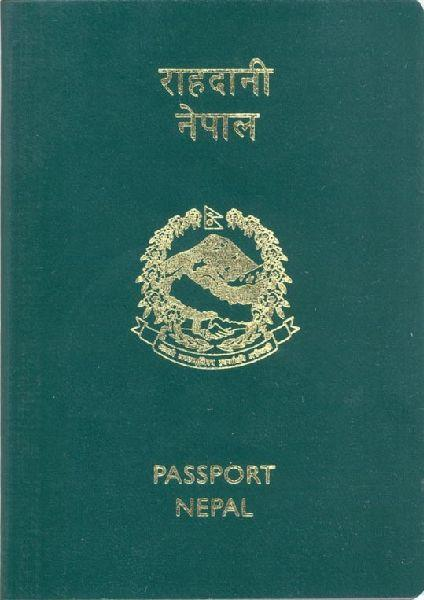
Nepal
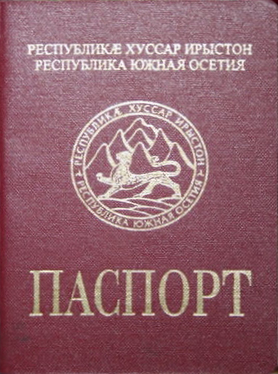
Ossétia do Sul
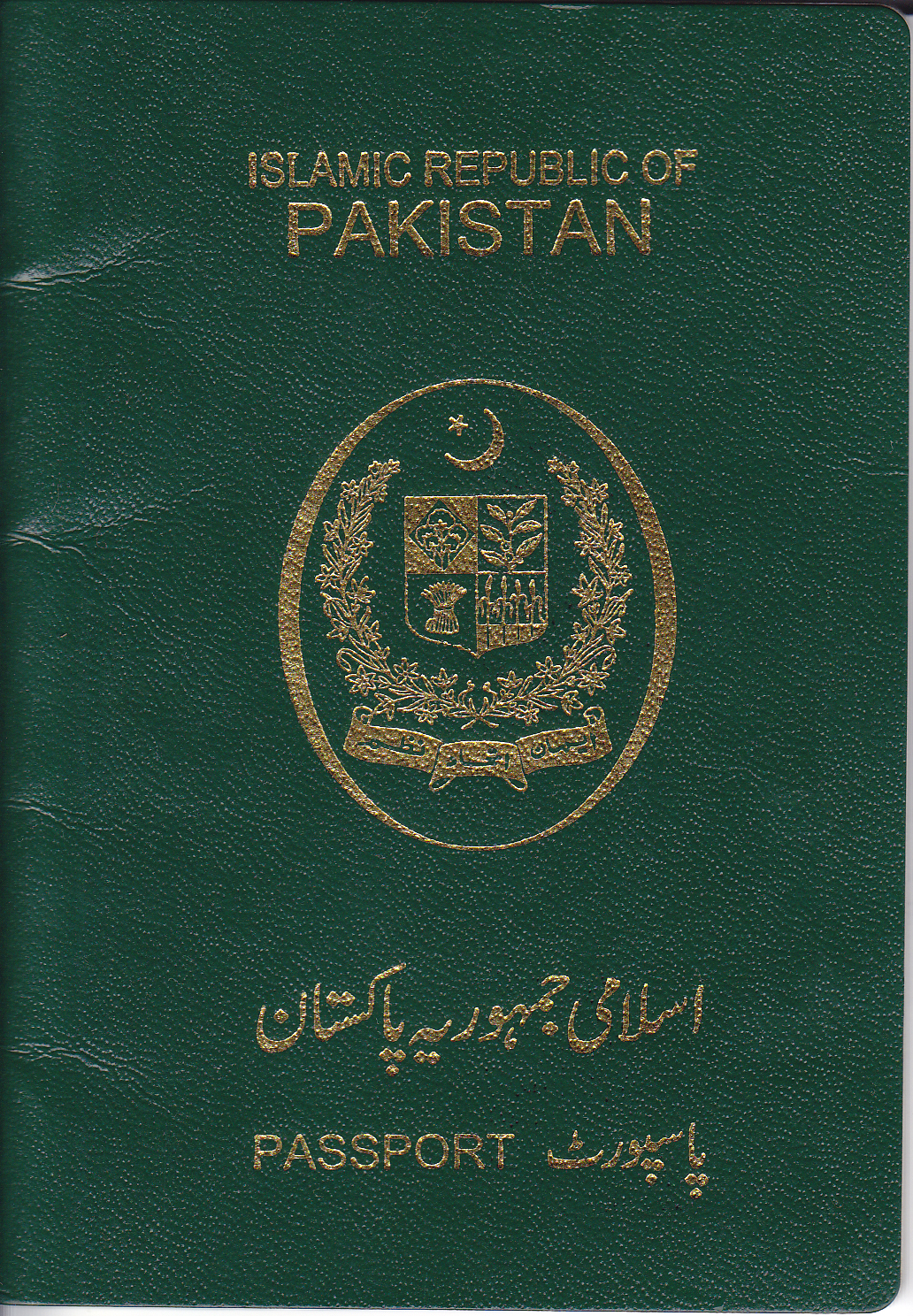
Paquistão
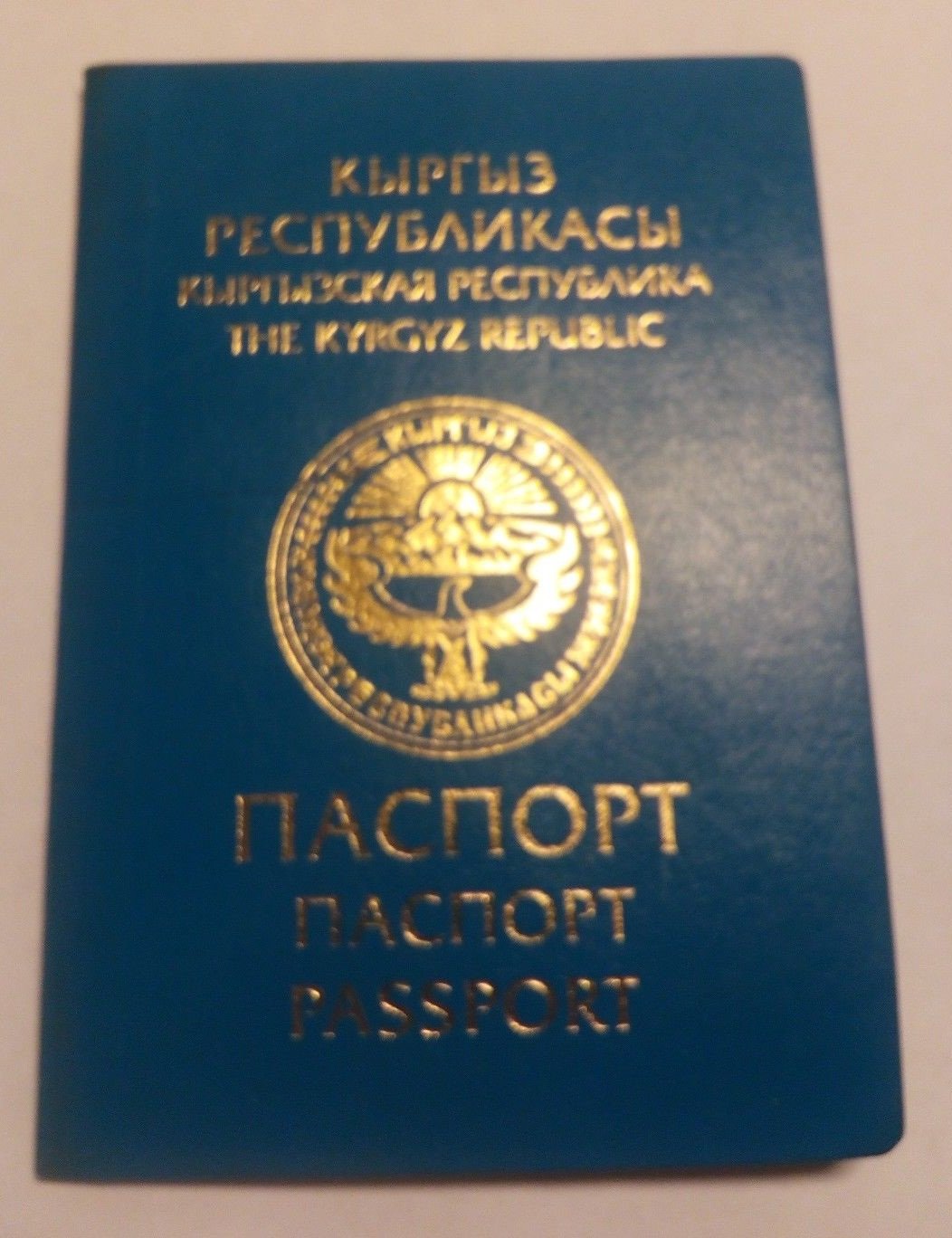
Quirguistão
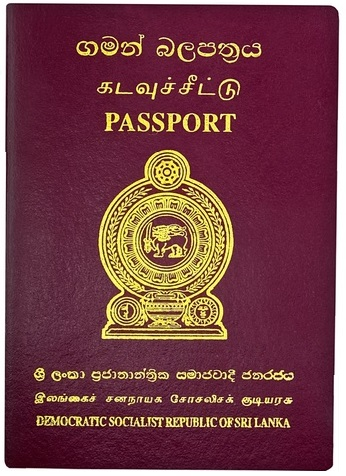
Seri Lanca
Singapura Singapura
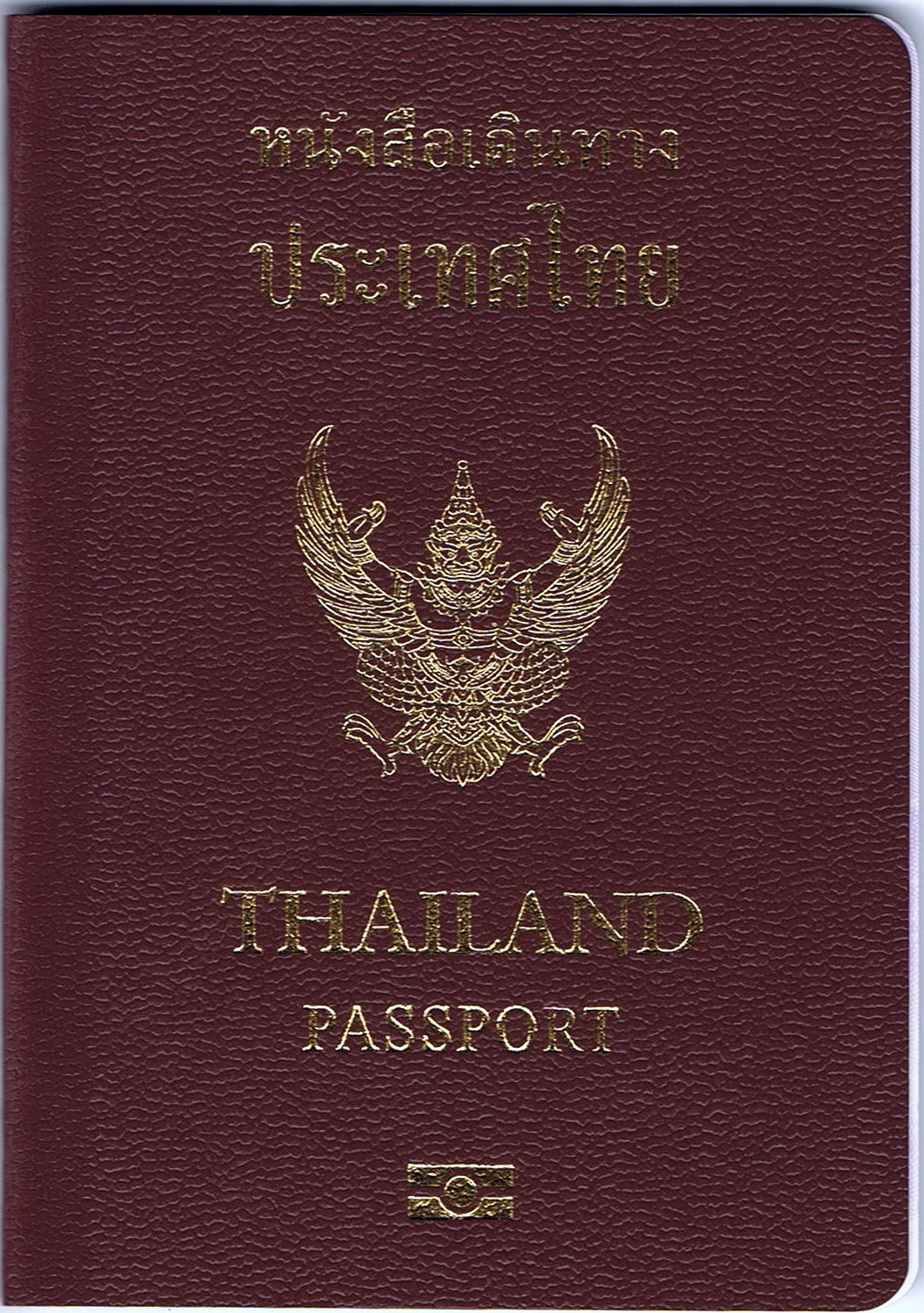
Tailândia
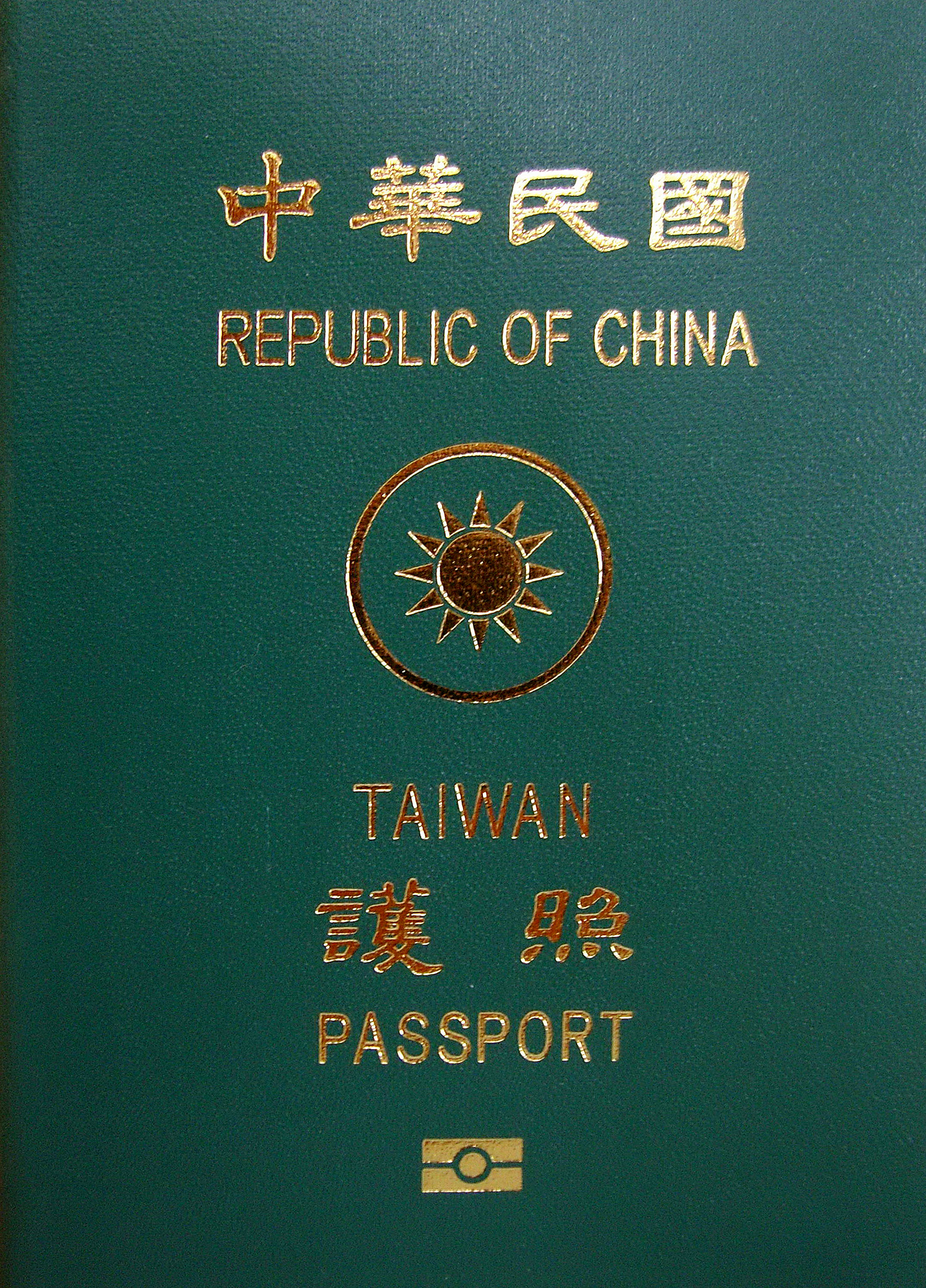
Taiuane (República da China)
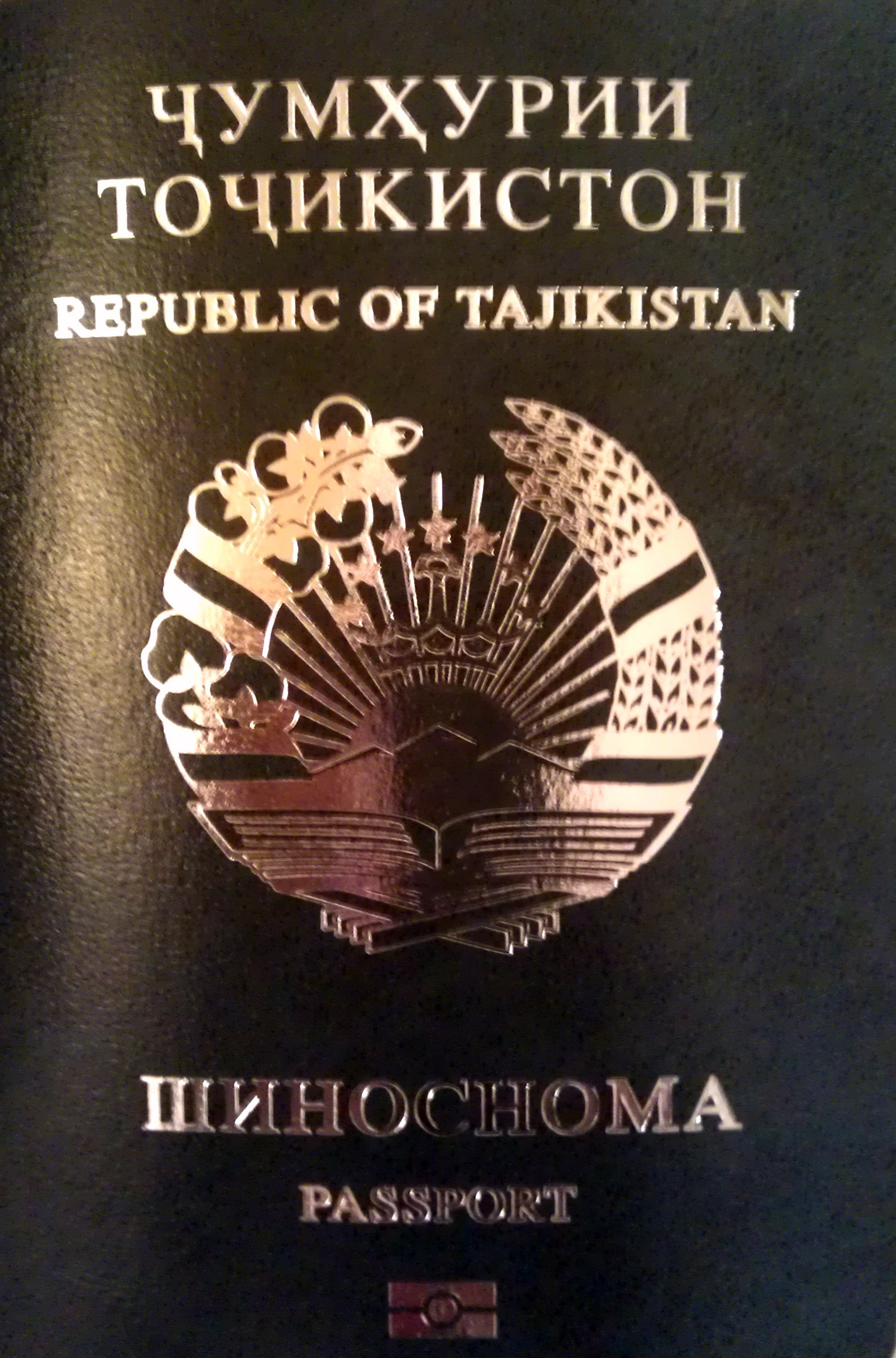
Tajiquistão
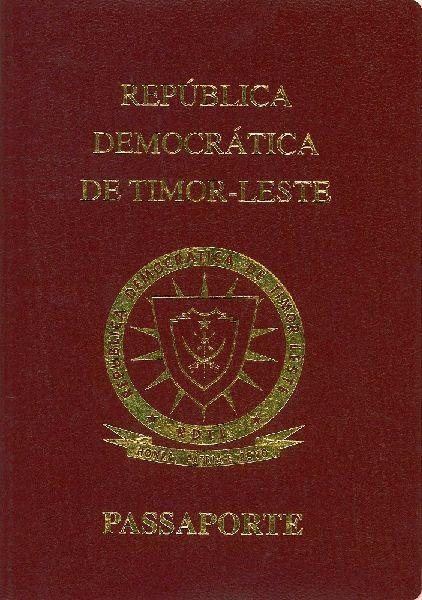
Timor-Leste
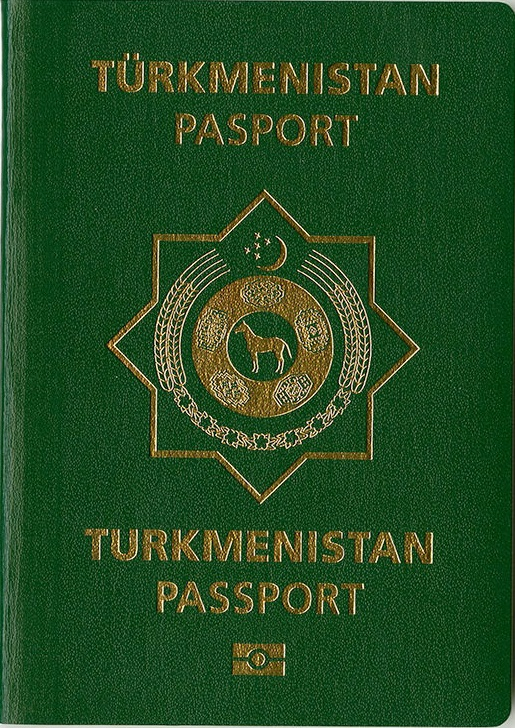
Turcomenistão
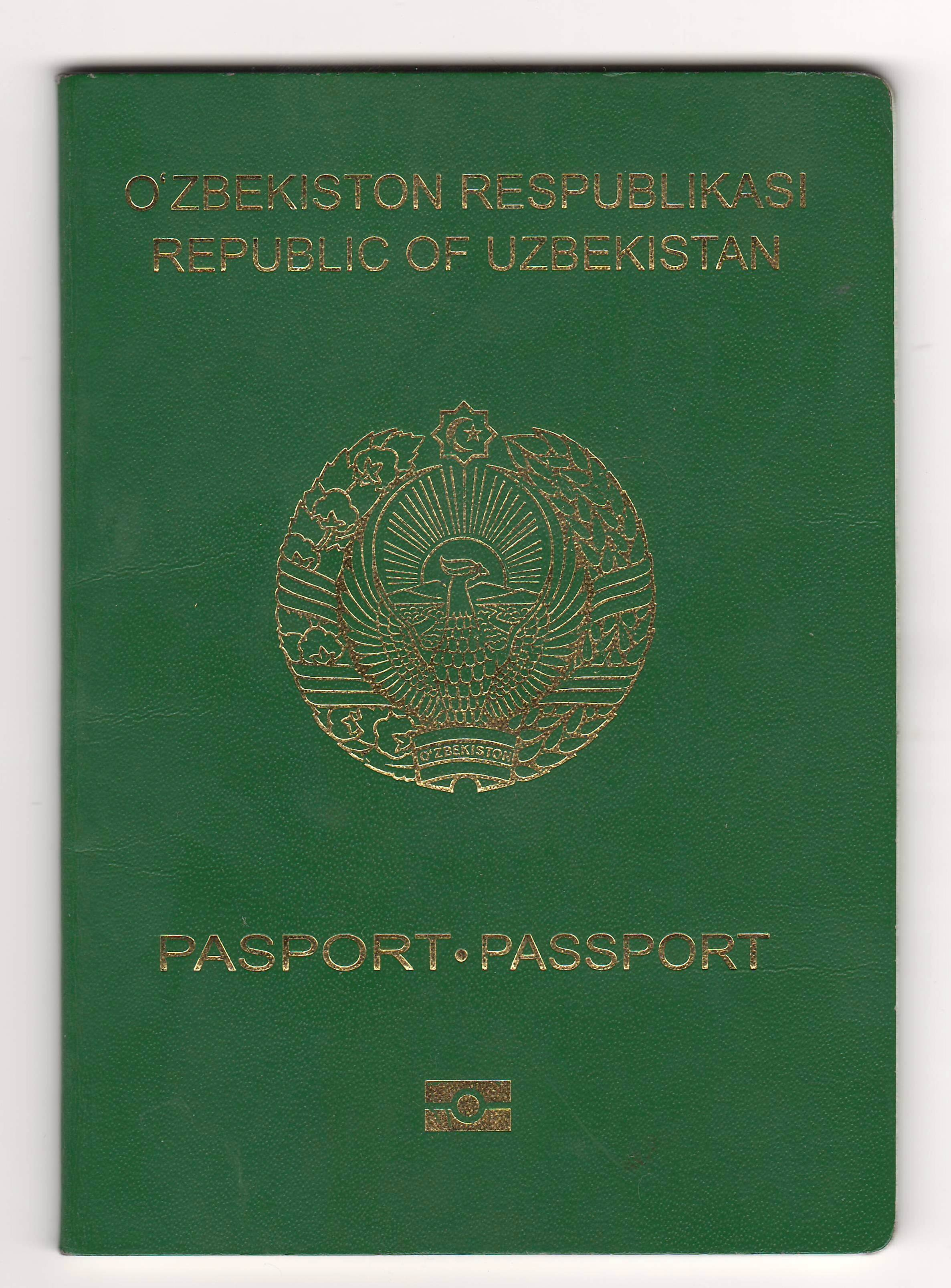
Usbequistão
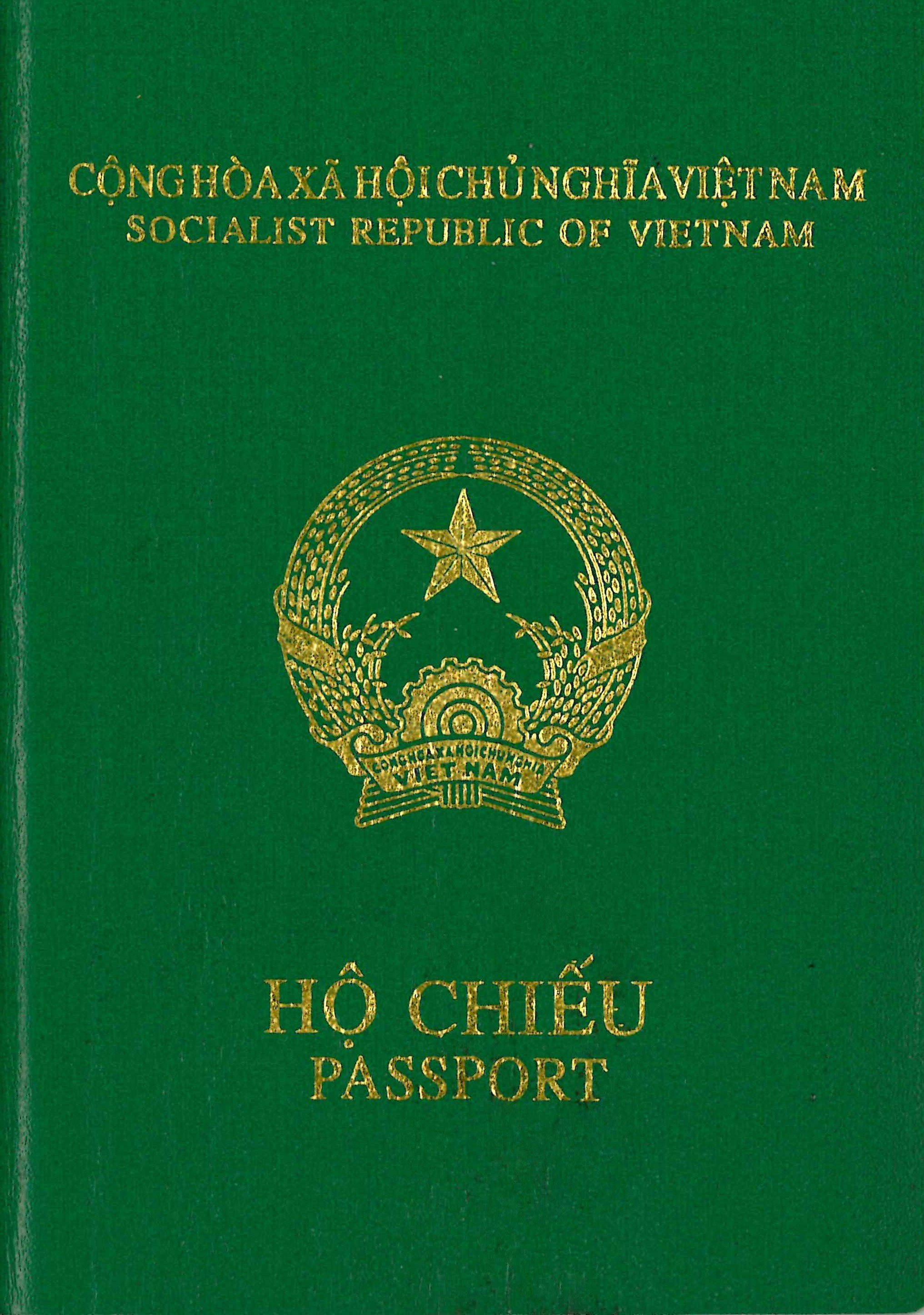
Vietname

### Europa

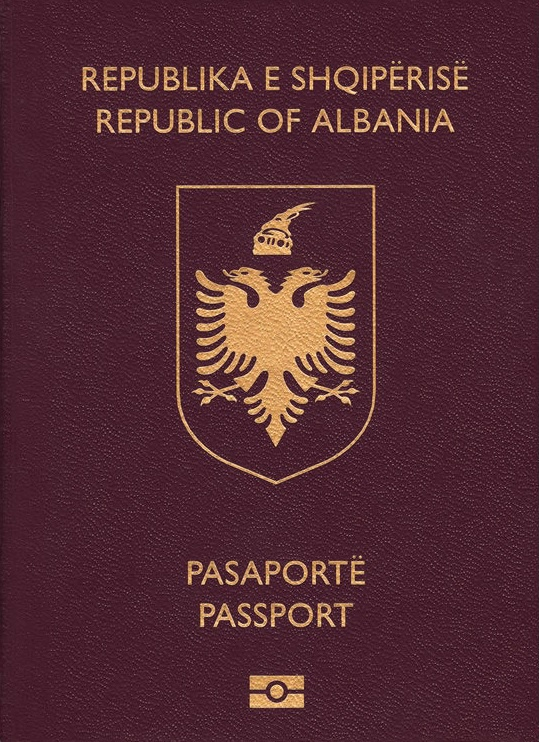
Albânia
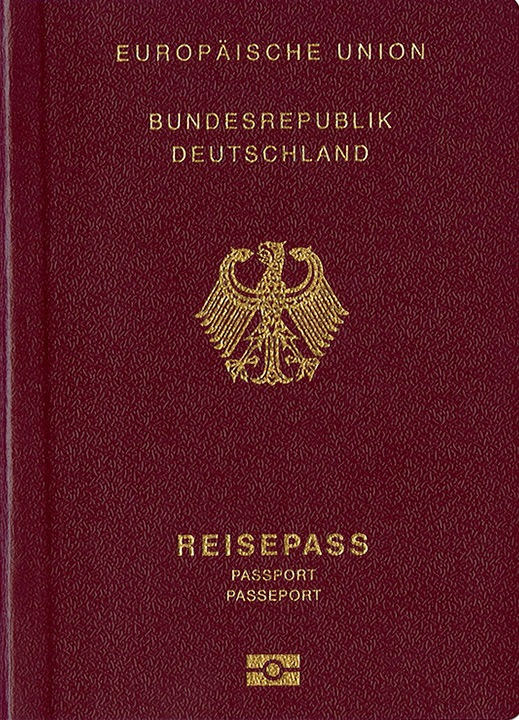
Alemanha
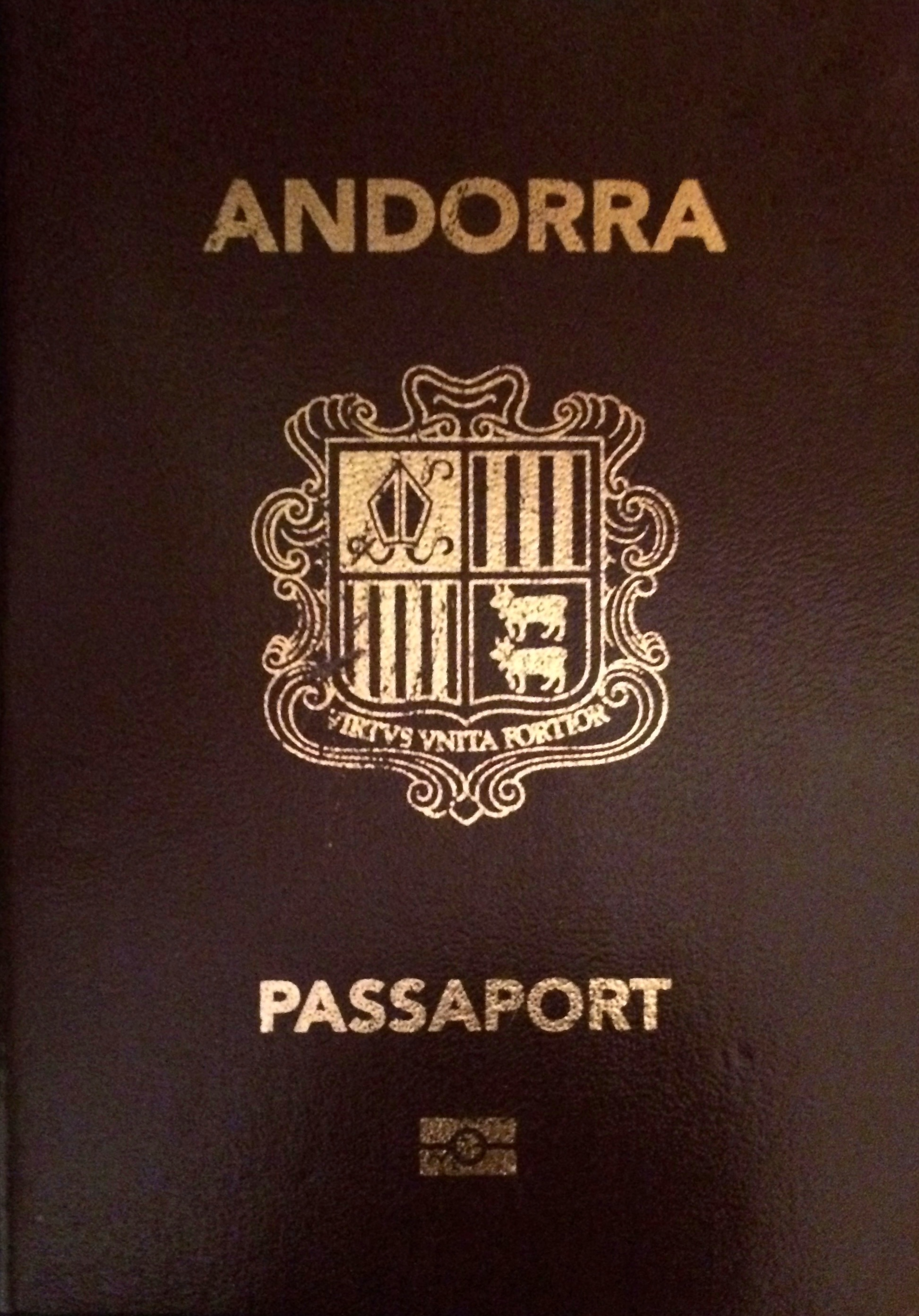
Andorra
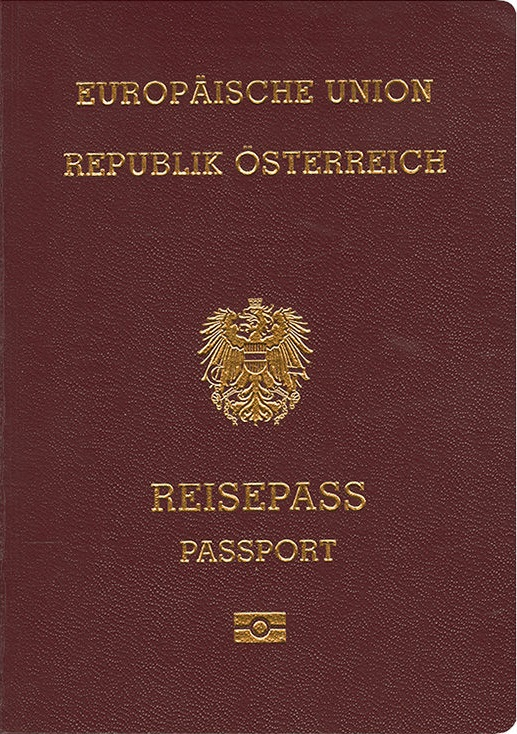
Áustria
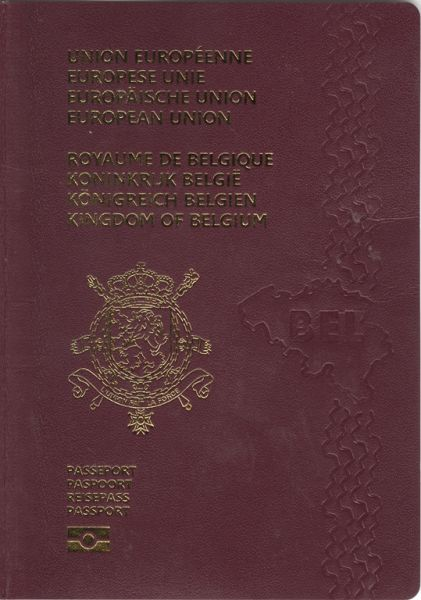
Bélgica
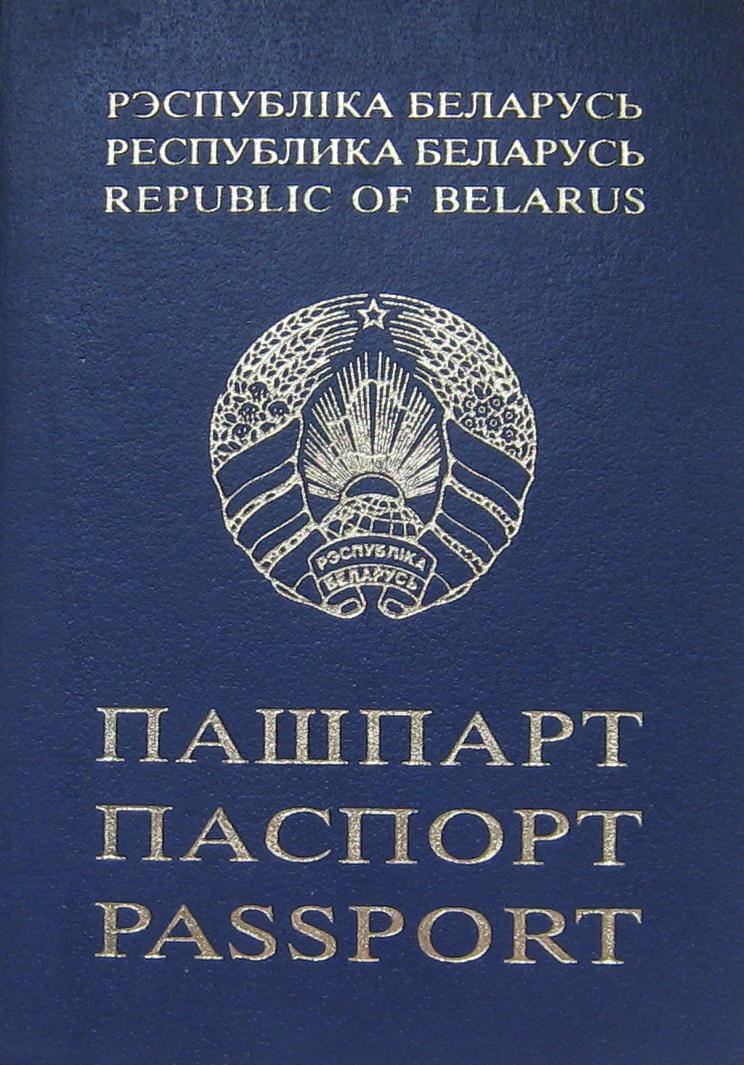
Bielorrússia
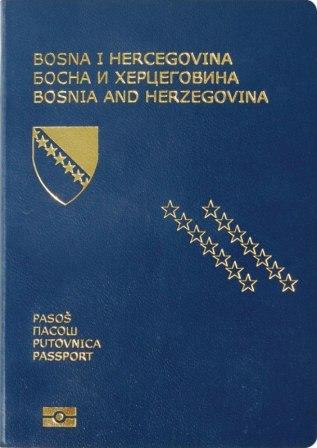
Bósnia e Herzegovina
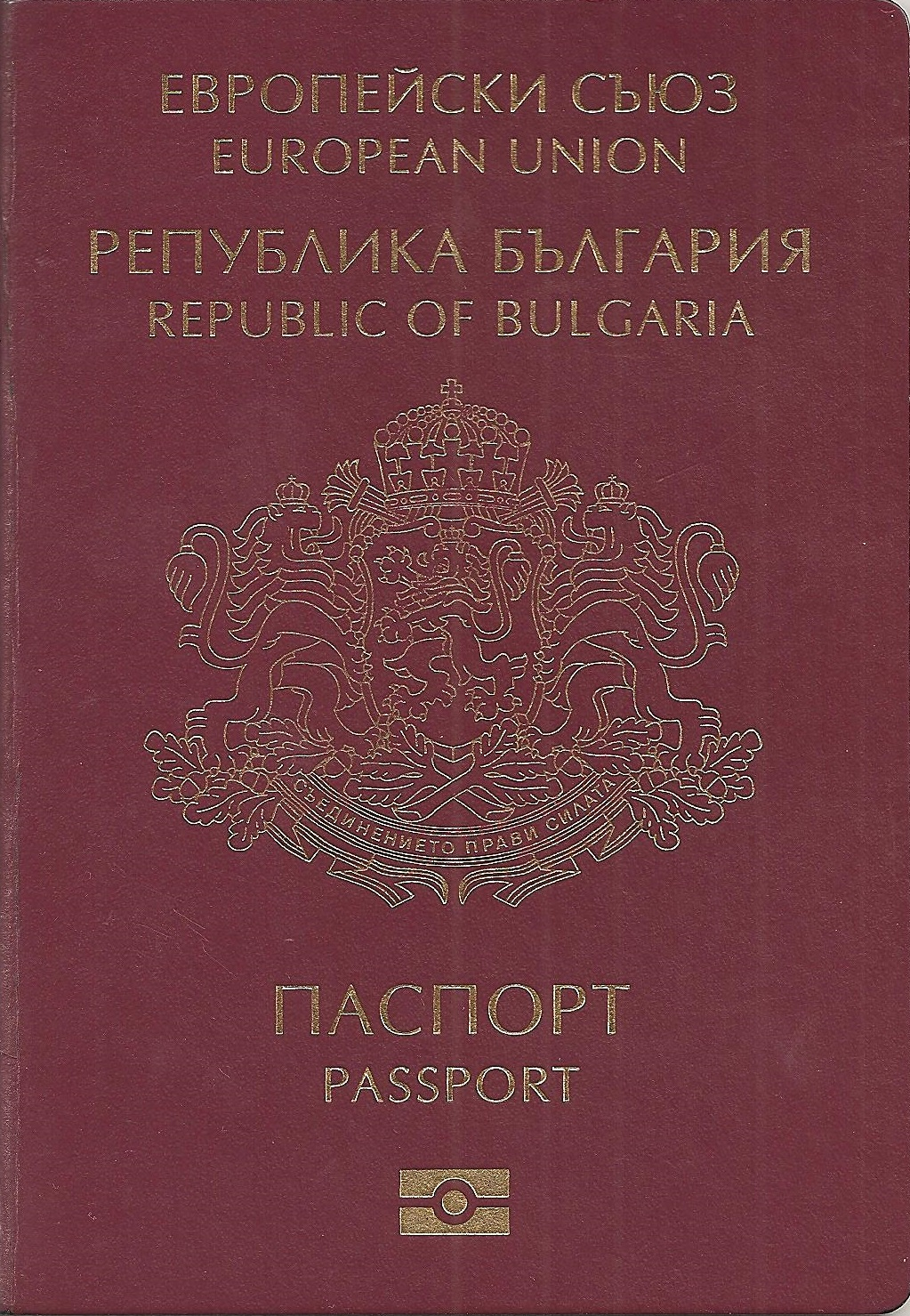
Bulgária
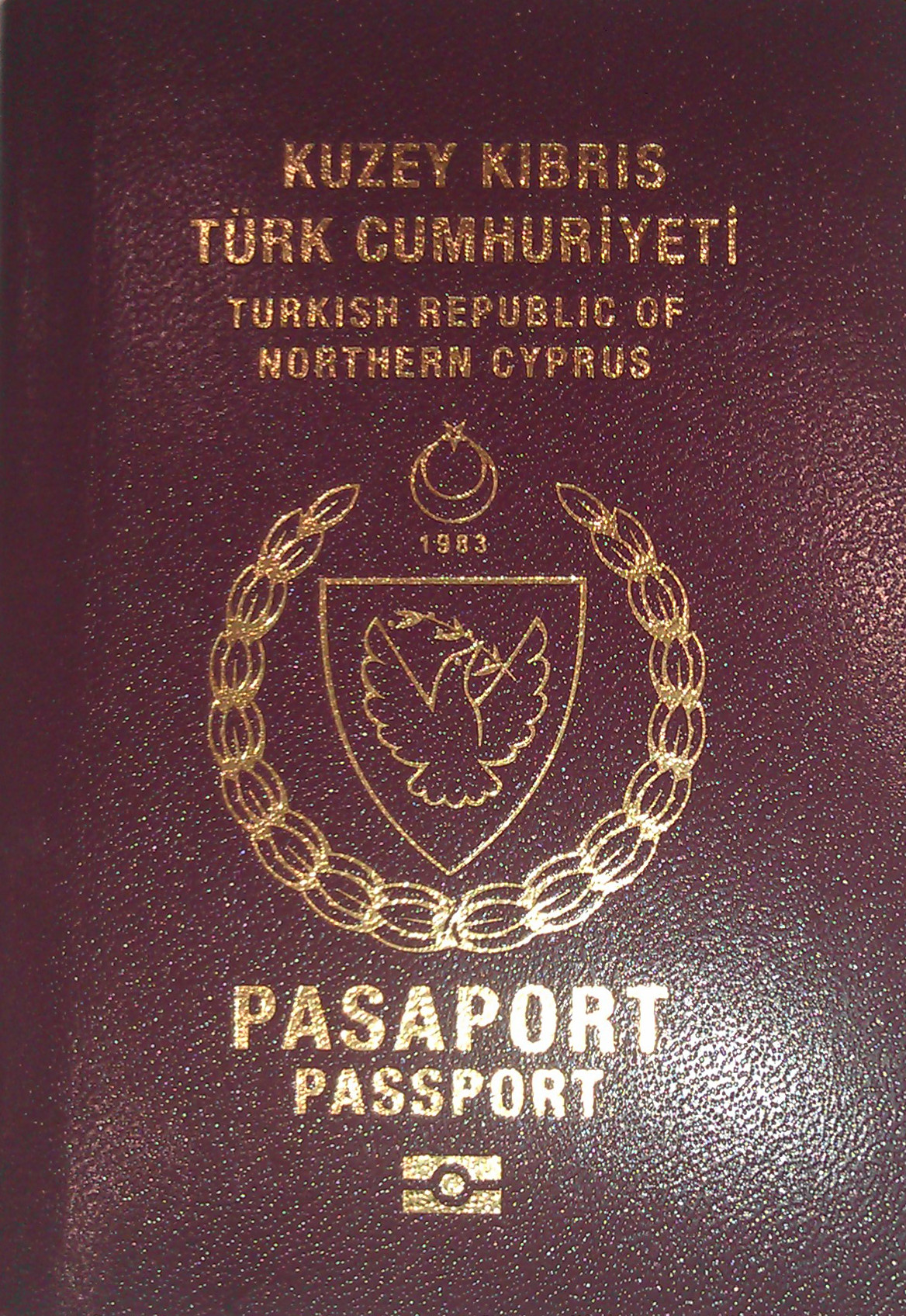
Chipre do Norte
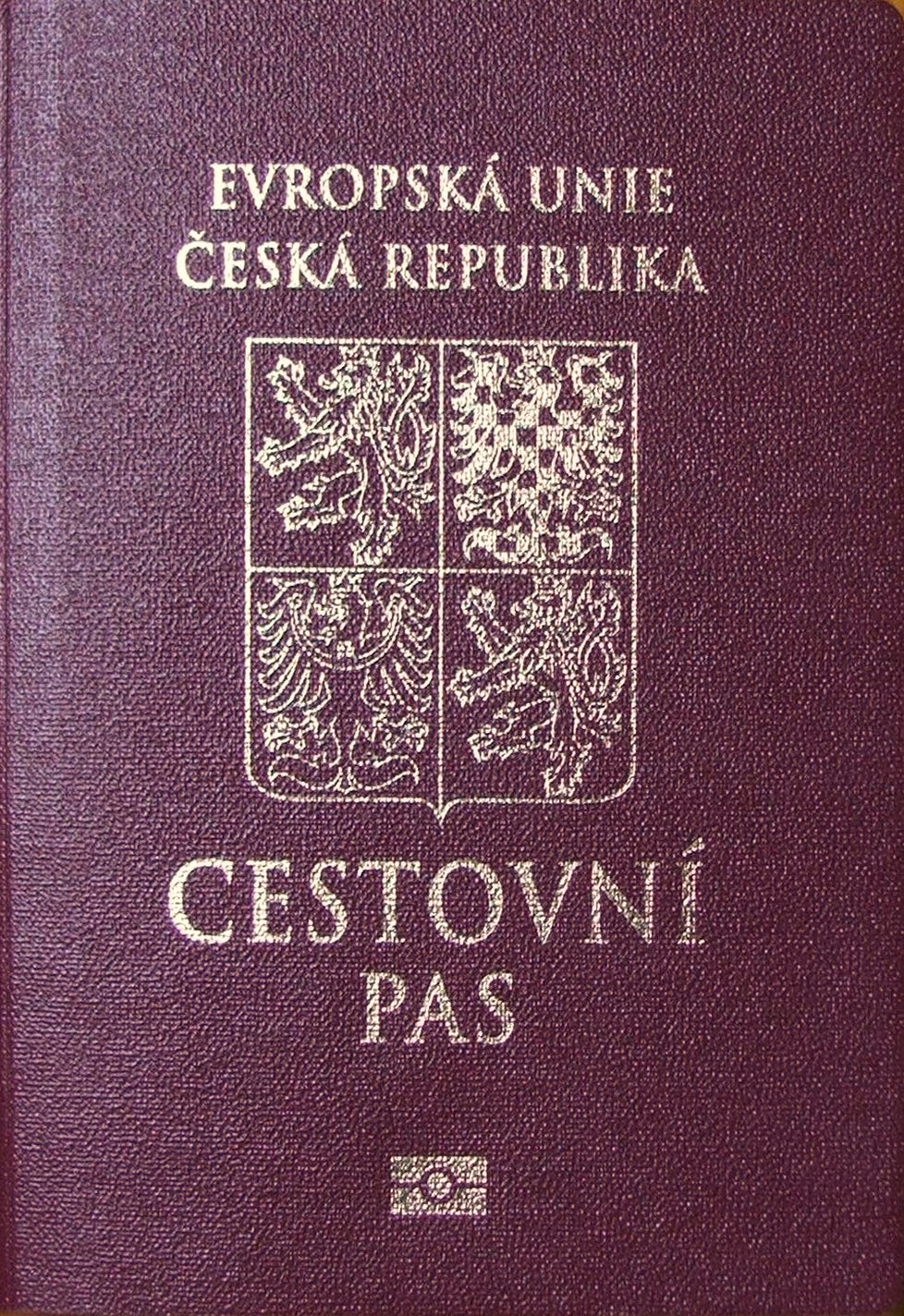
Chéquia
Cosovo
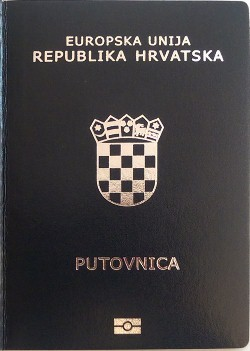
Croácia
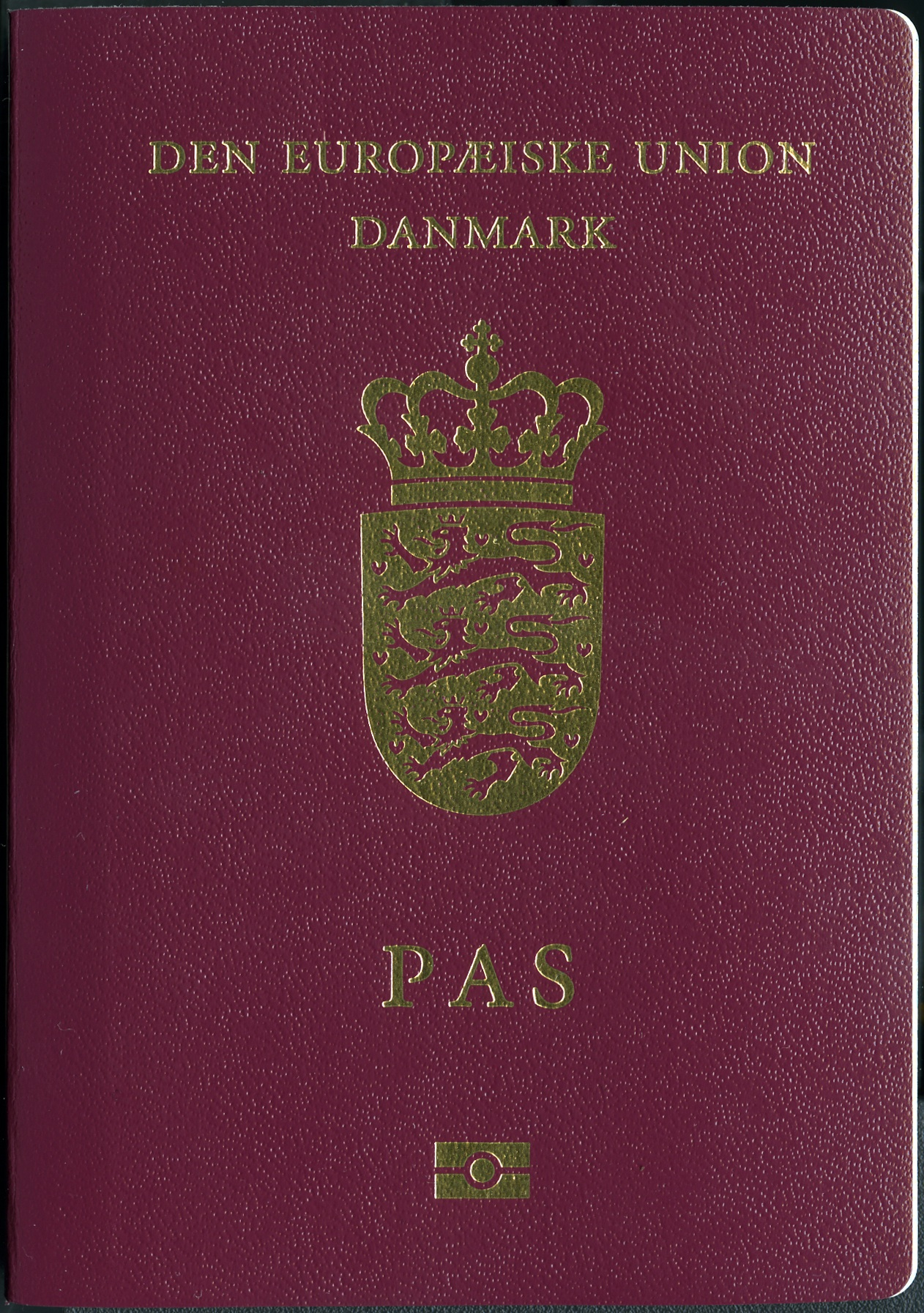
Dinamarca
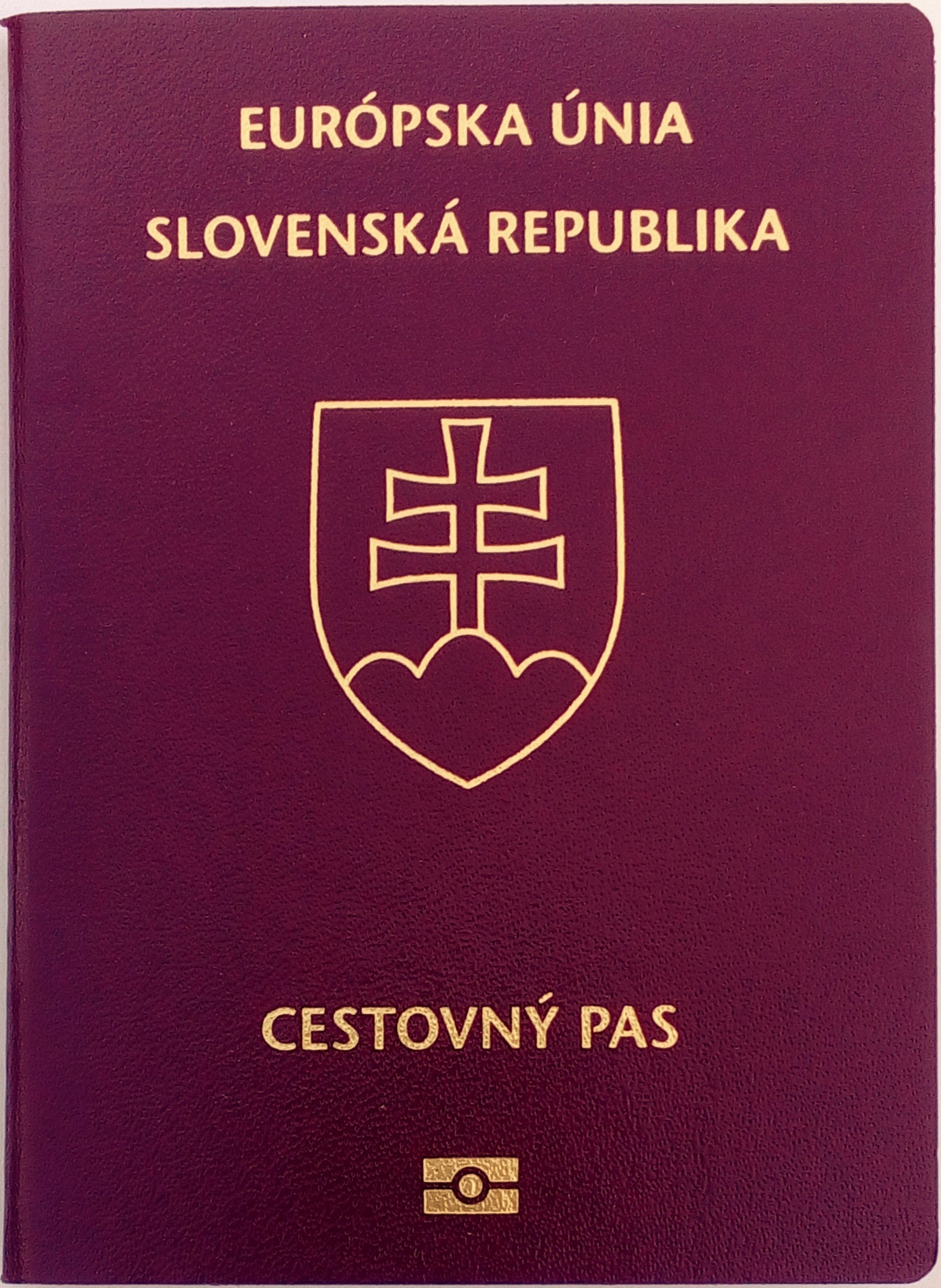
Eslováquia
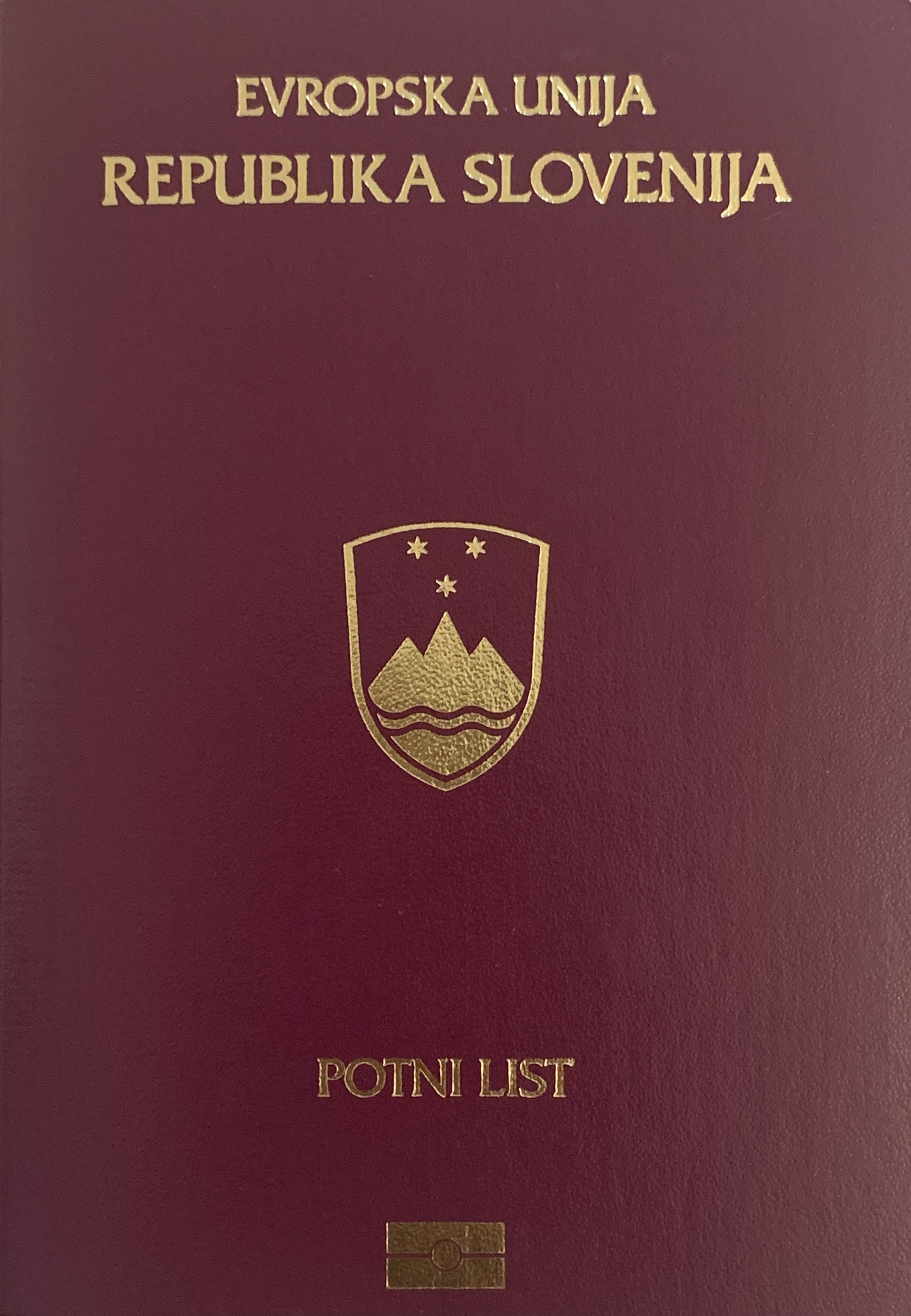
Eslovénia
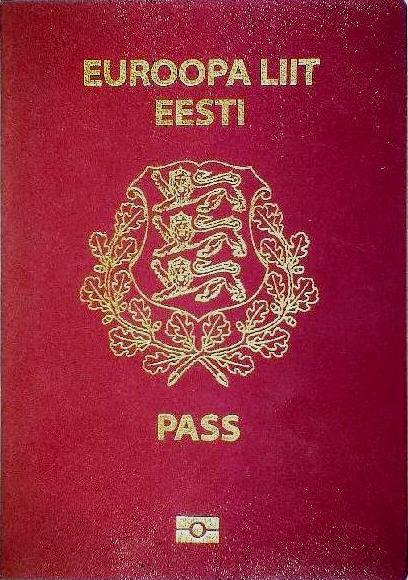
Estónia
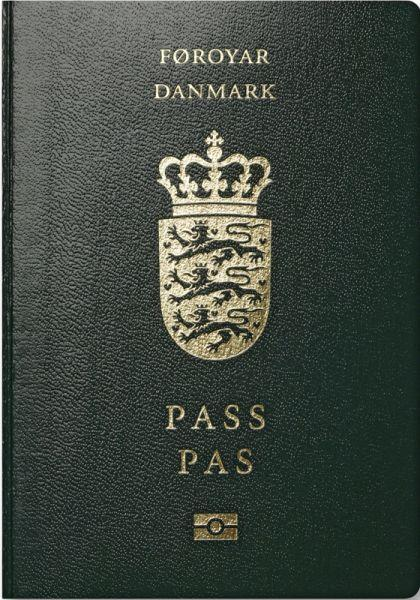
Ilhas Féroe
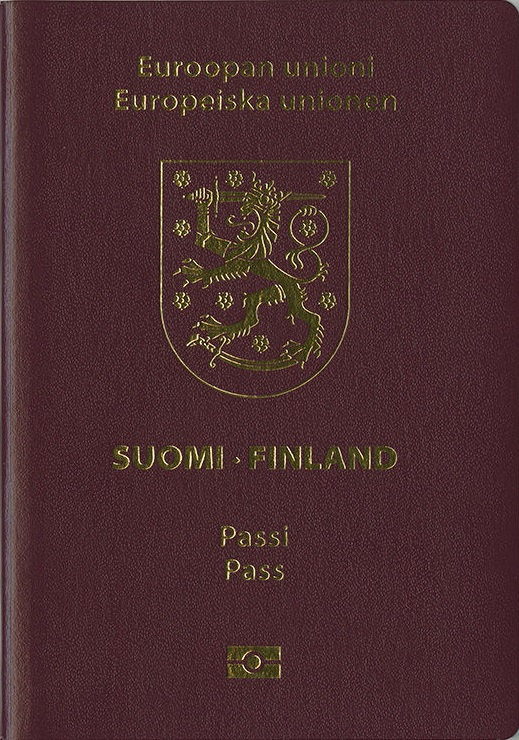
Finlândia
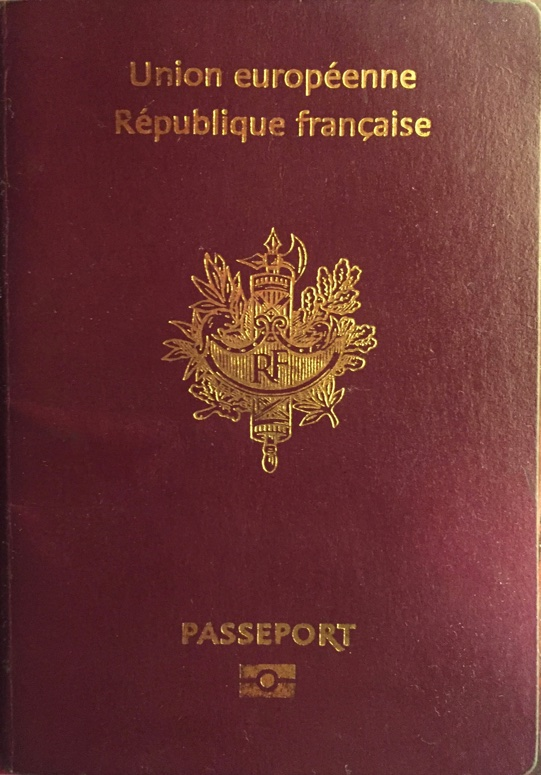
França
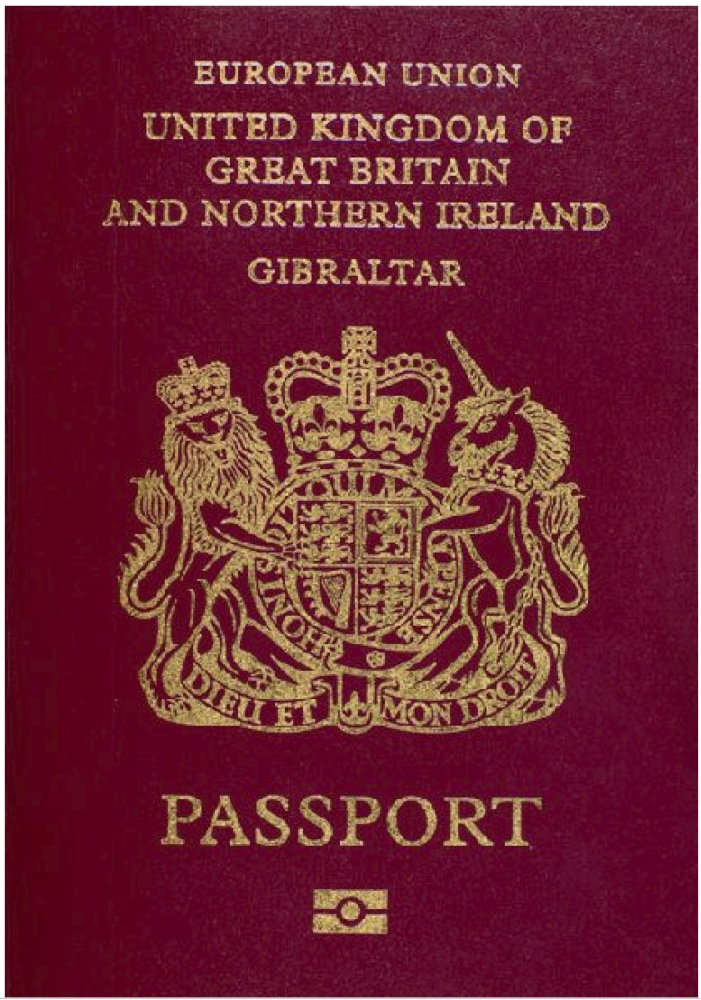
Gibraltar
Grécia
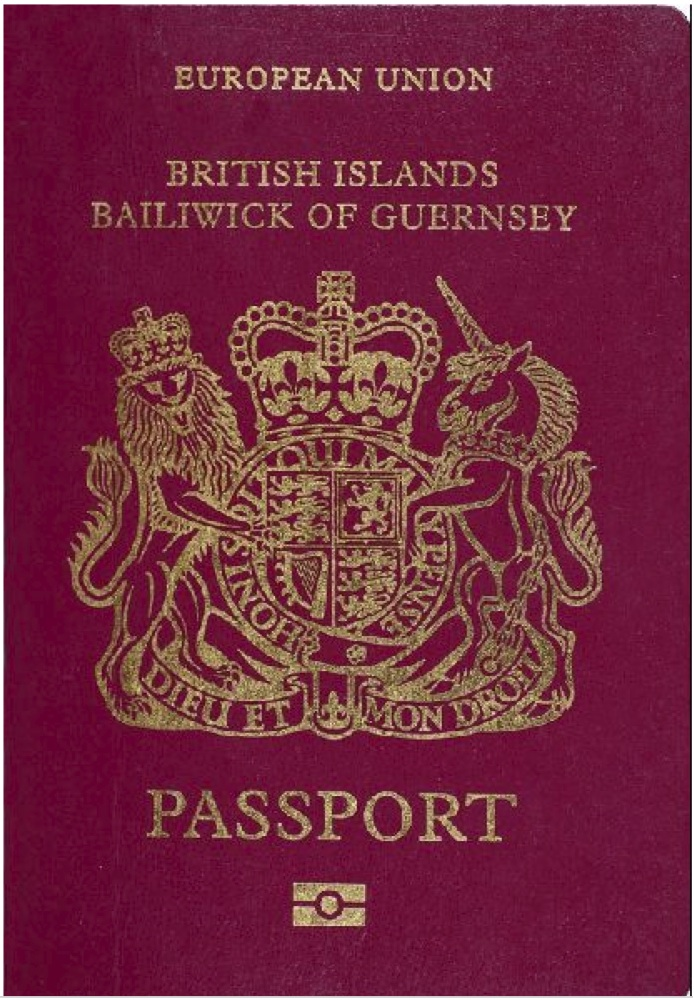
Guérnesei
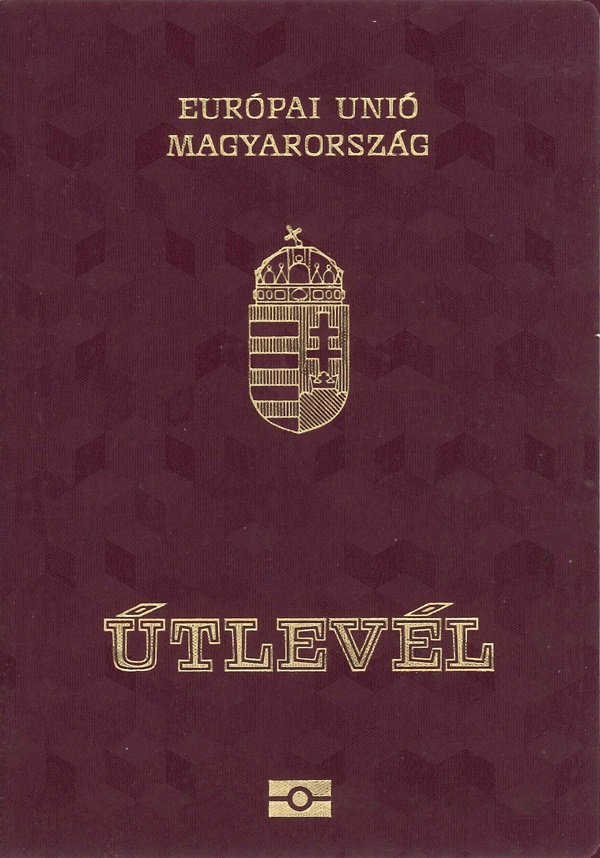
Hungria
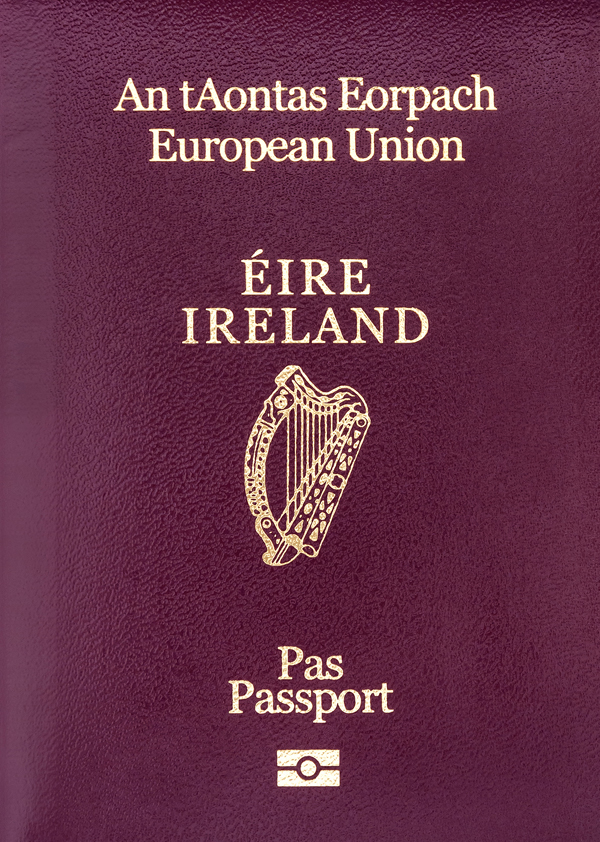
Irlanda
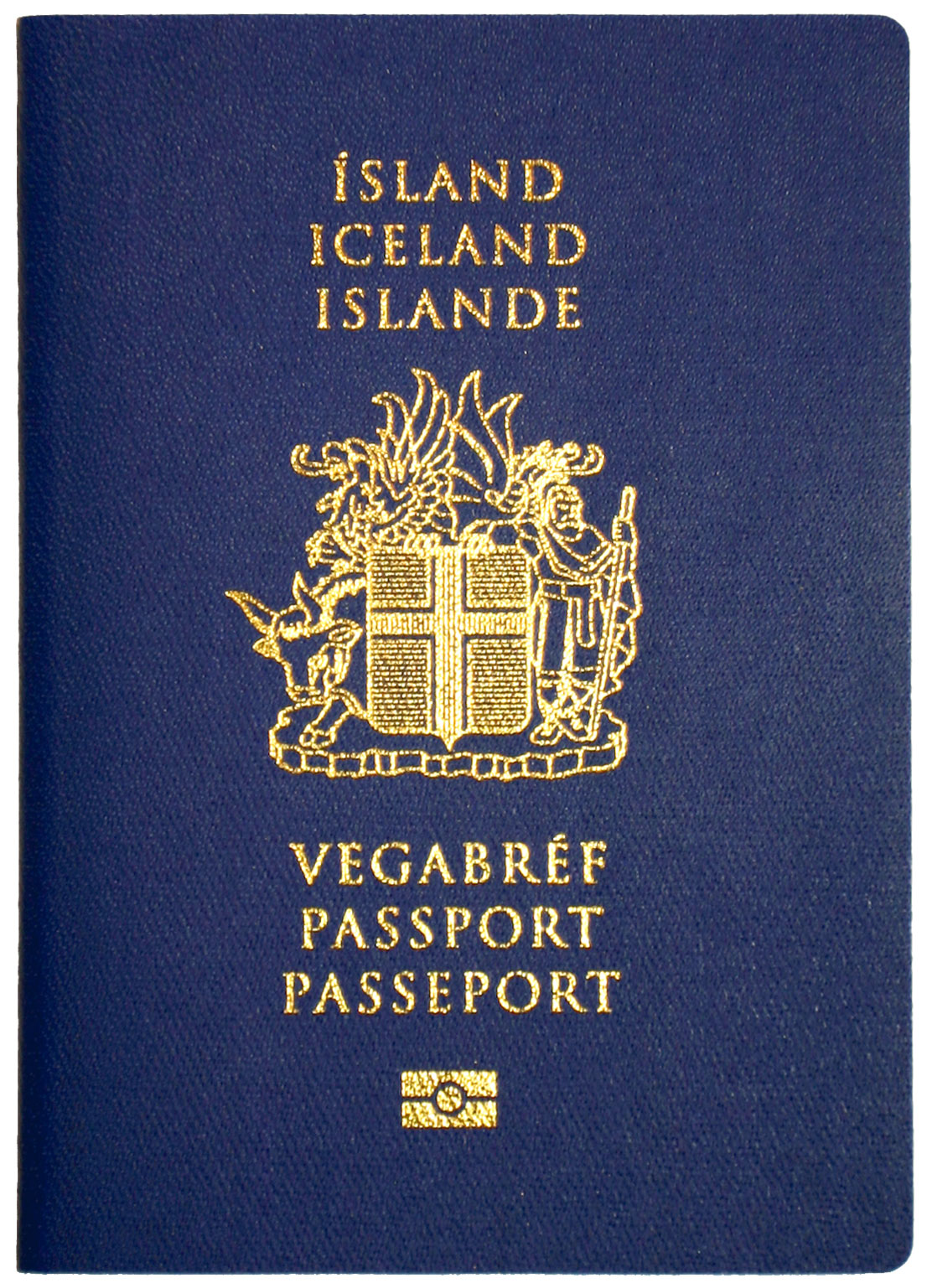
Islândia
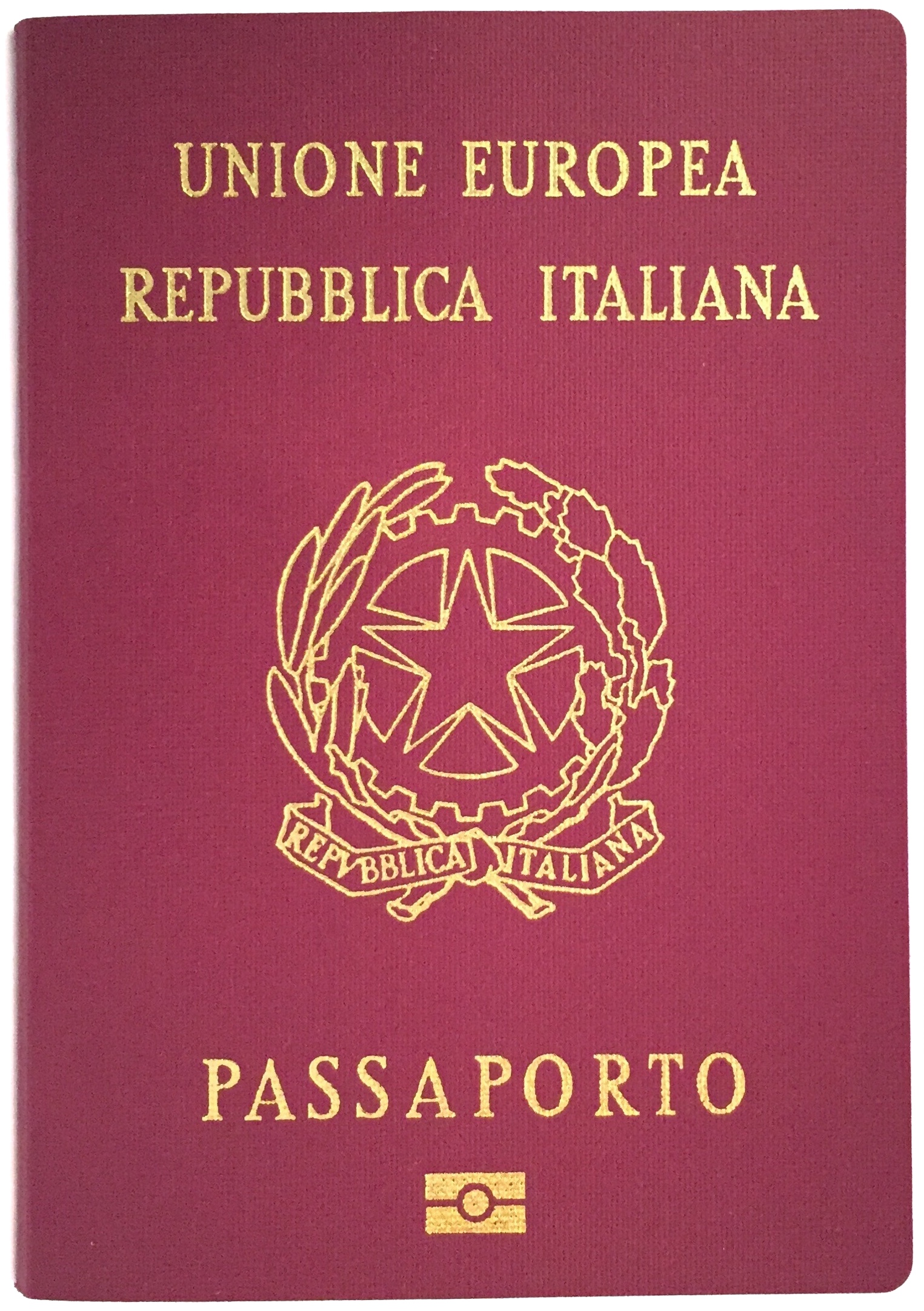
Itália
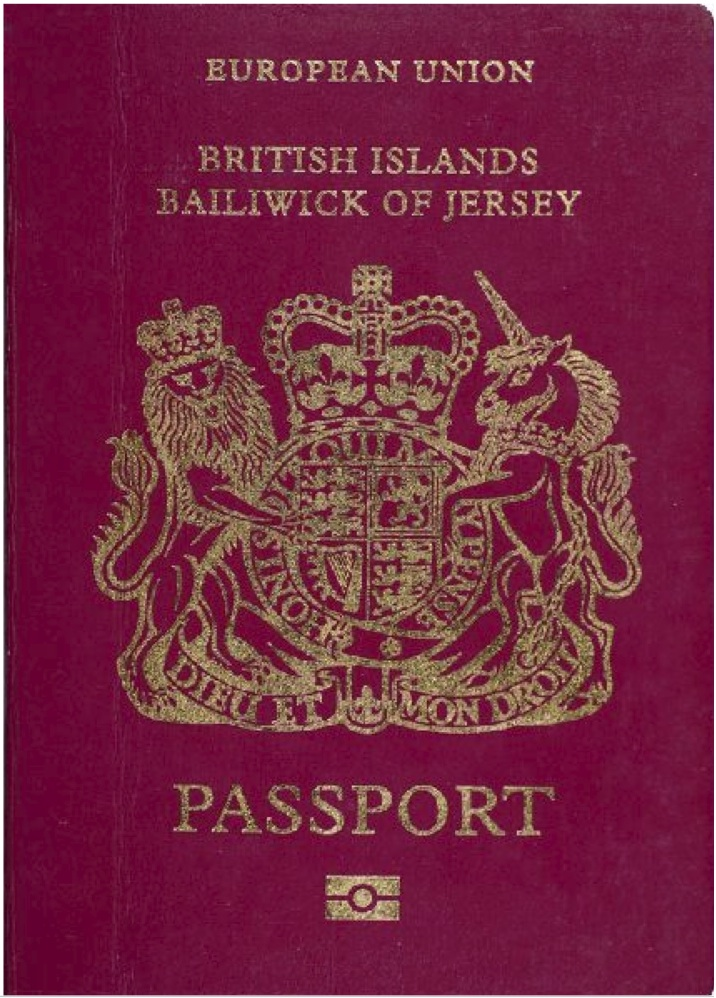
Jérsia
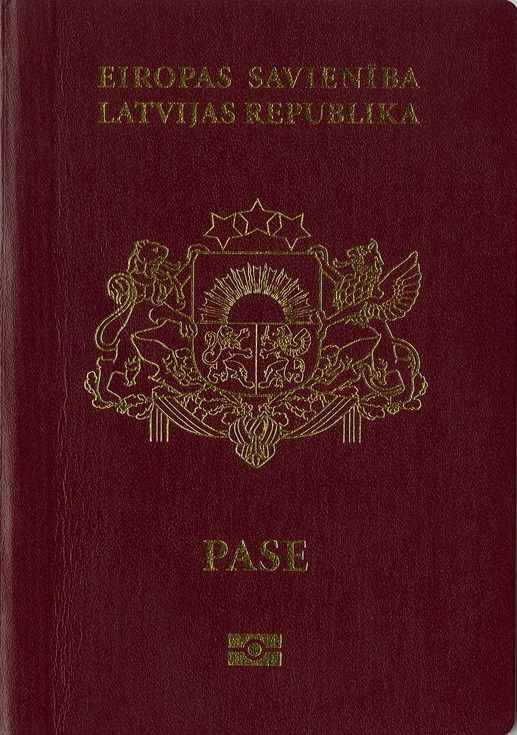
Letónia
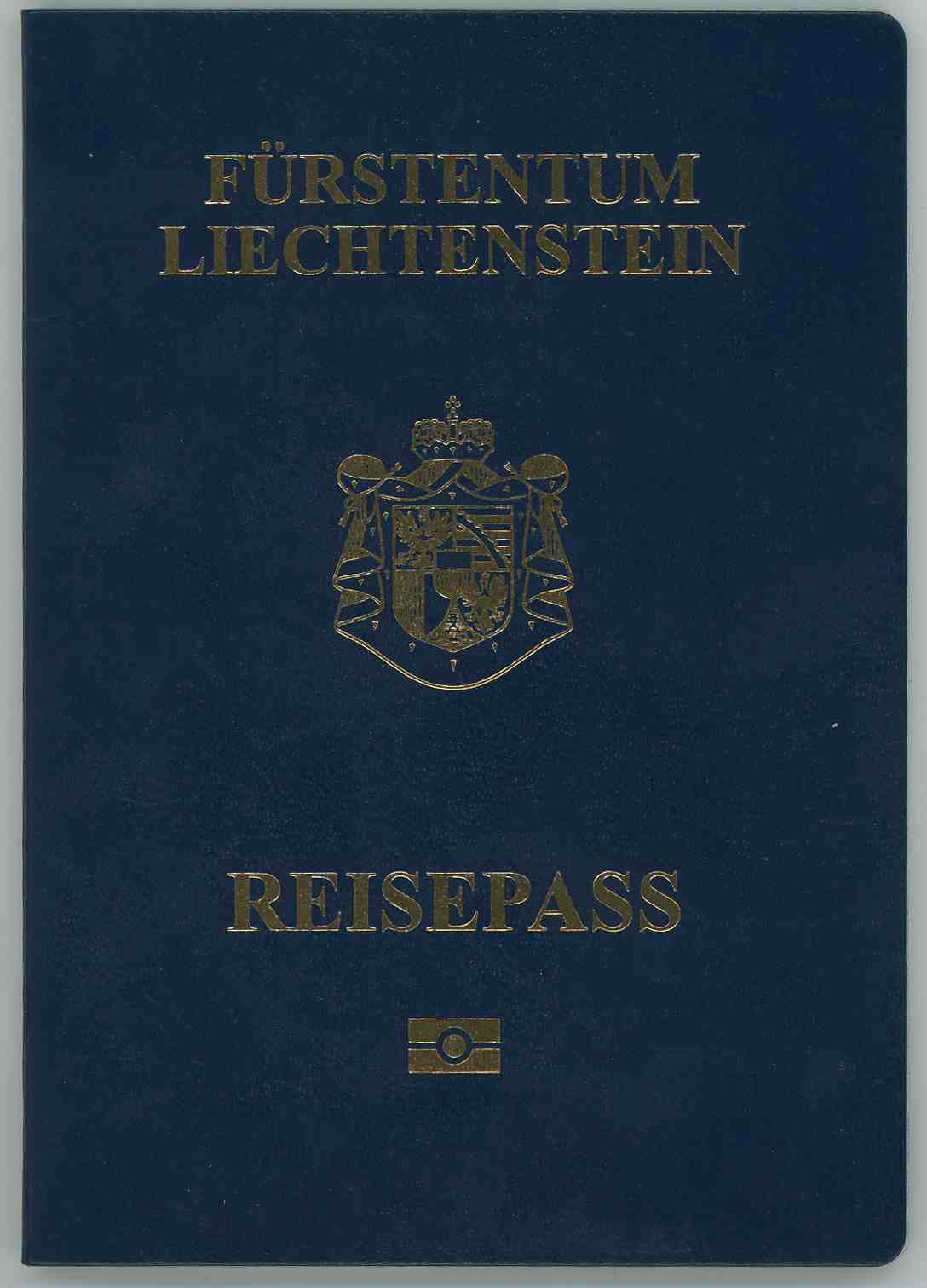
Listenstaine
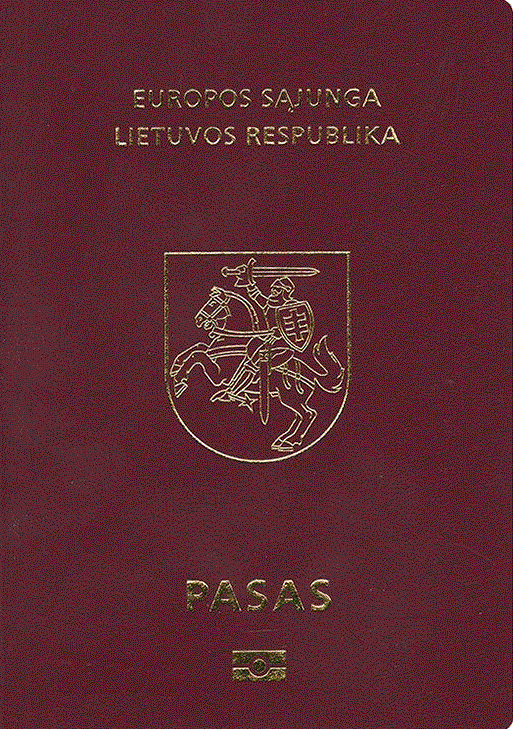
Lituânia
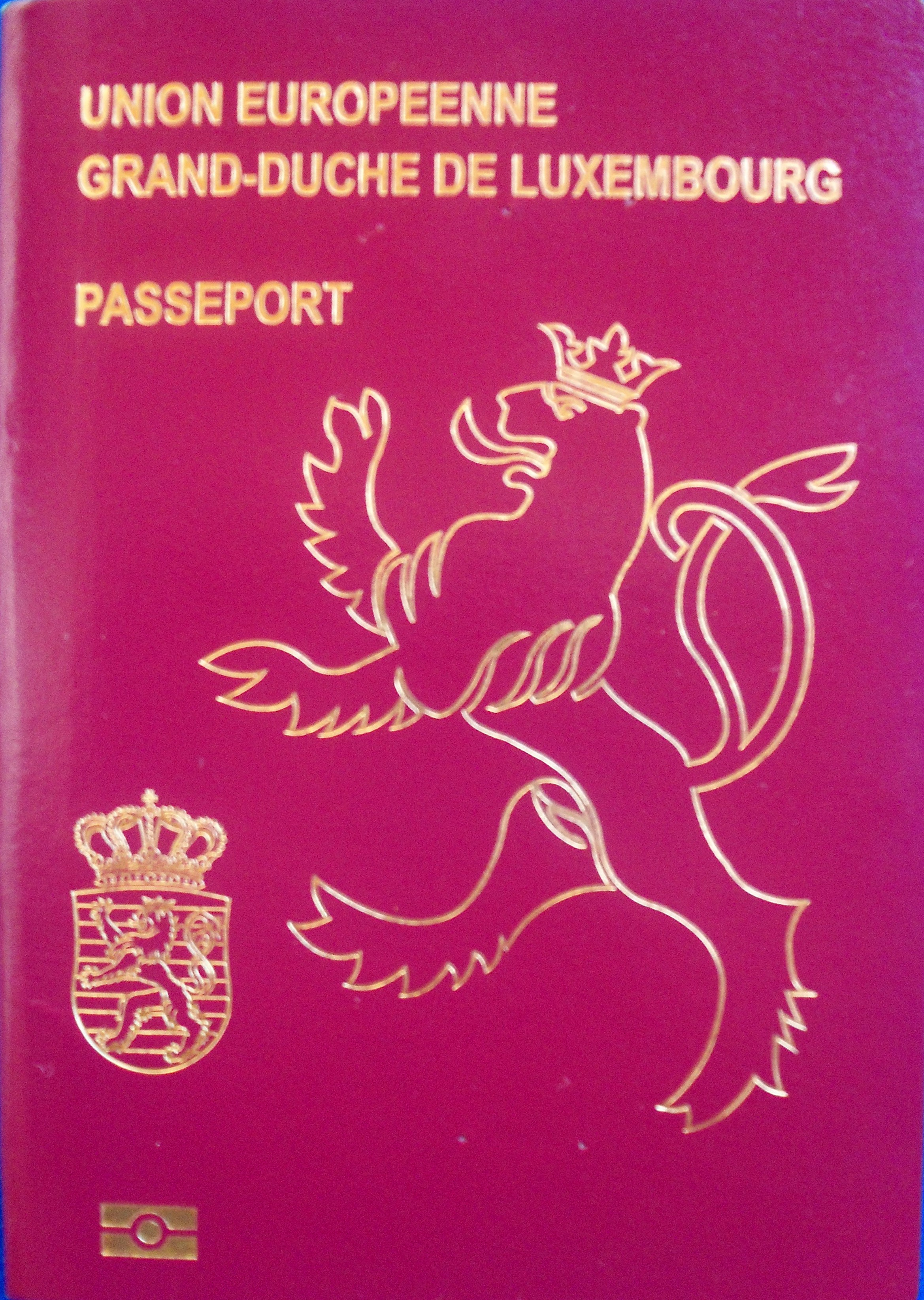
Luxemburgo
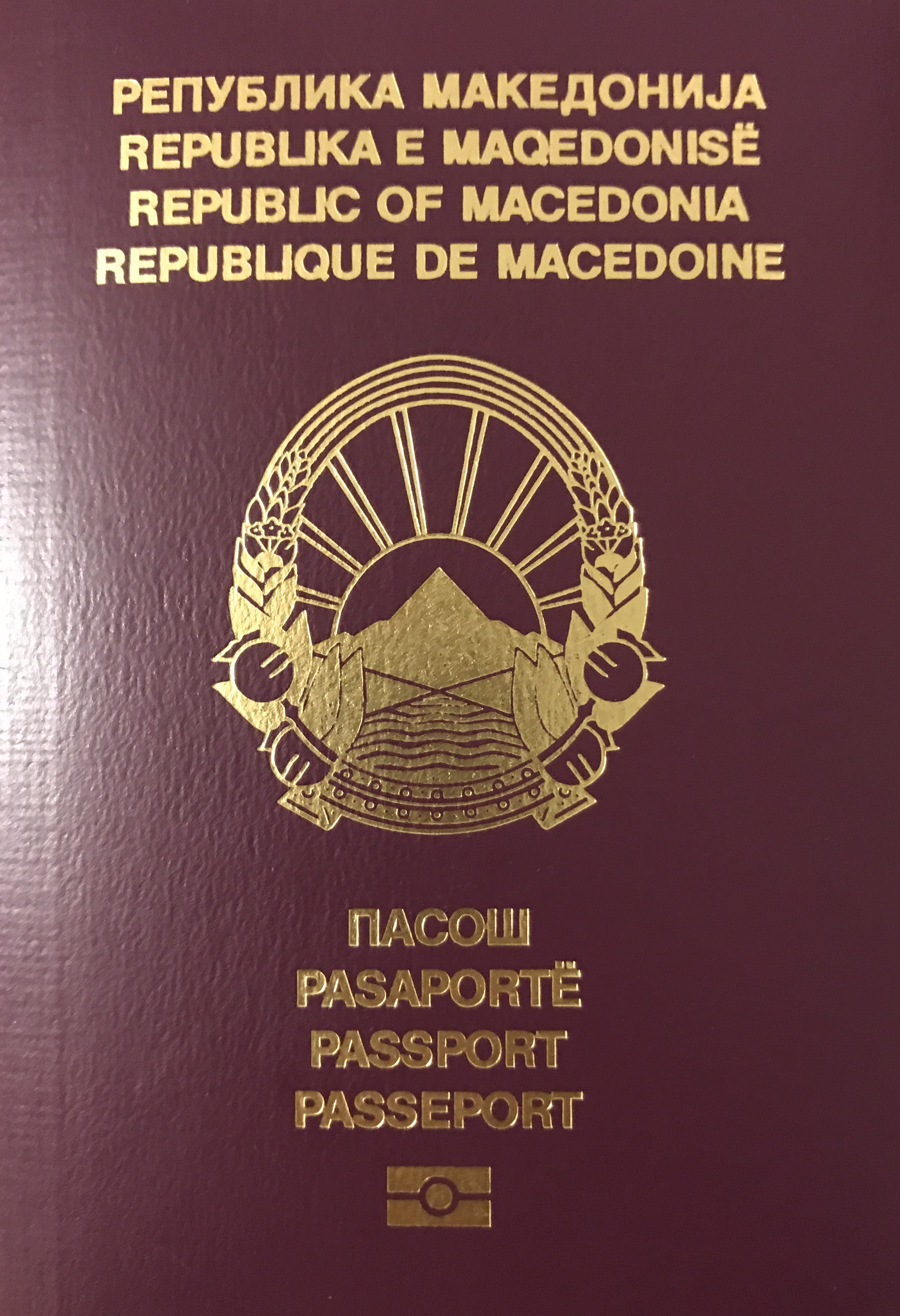
Macedónia do Norte
Malta  Malta
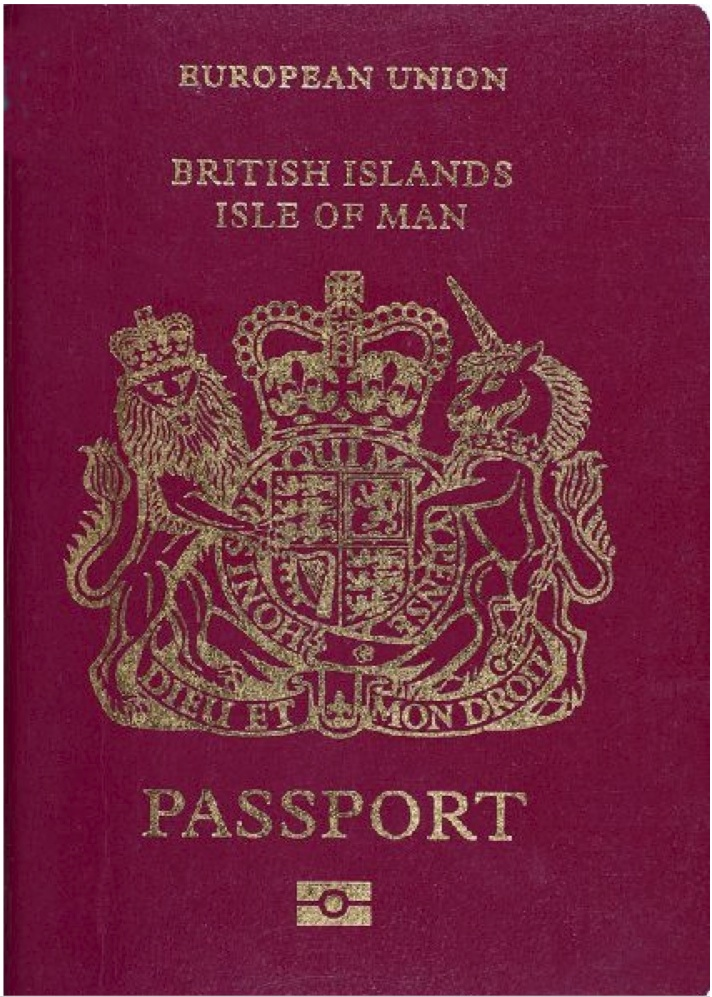
Ilha de Man
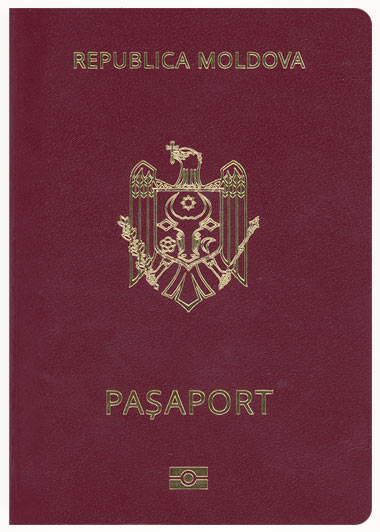
Moldávia
Mónaco
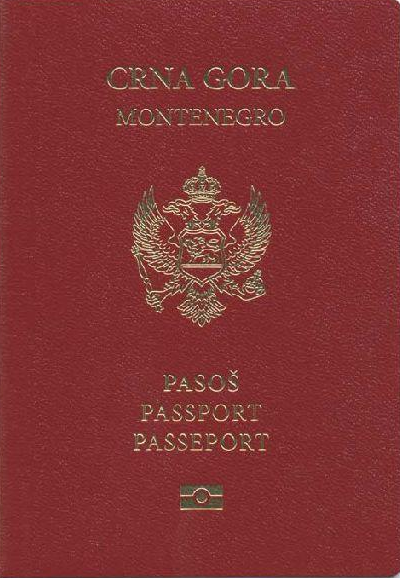
Montenegro
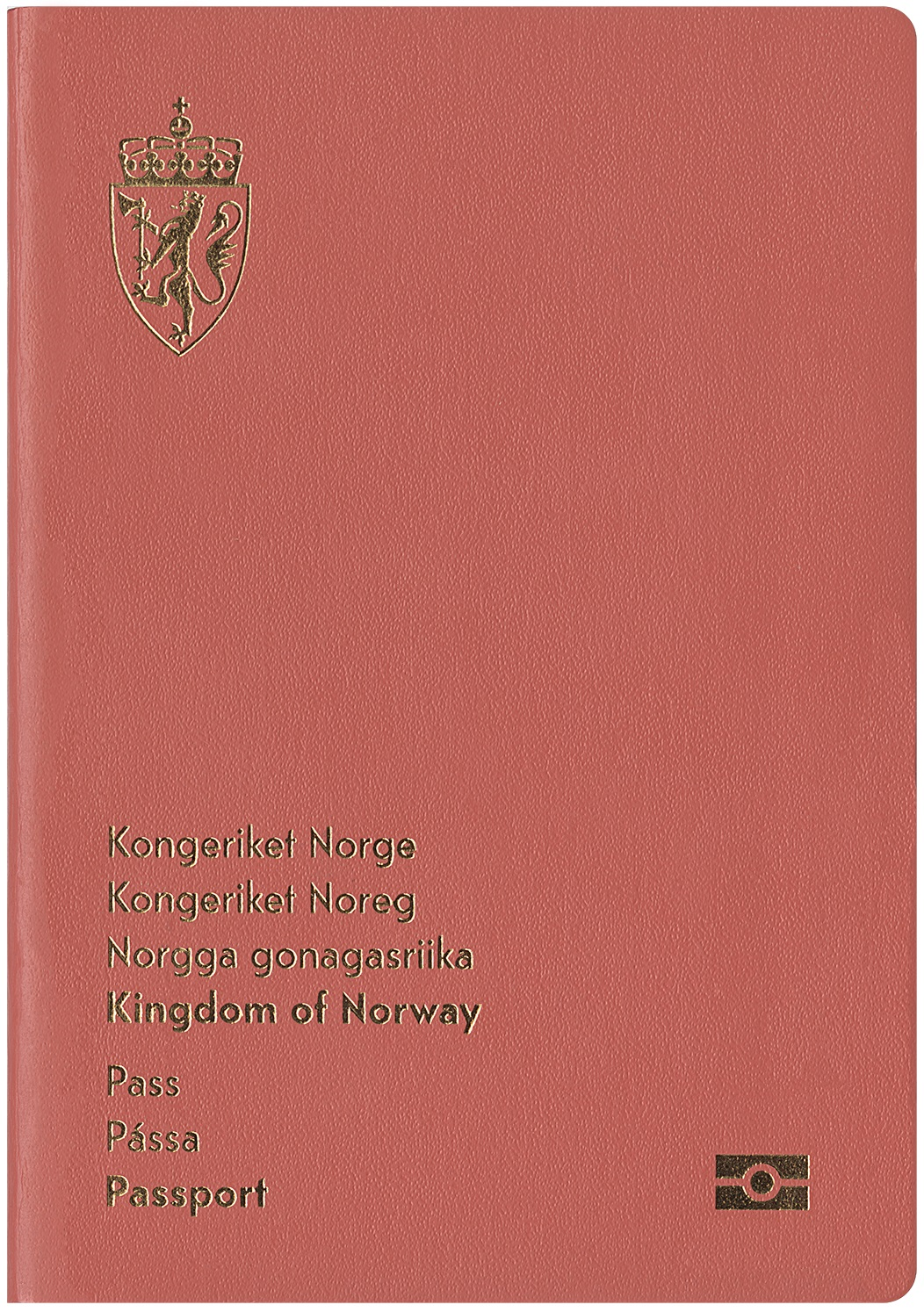
Noruega
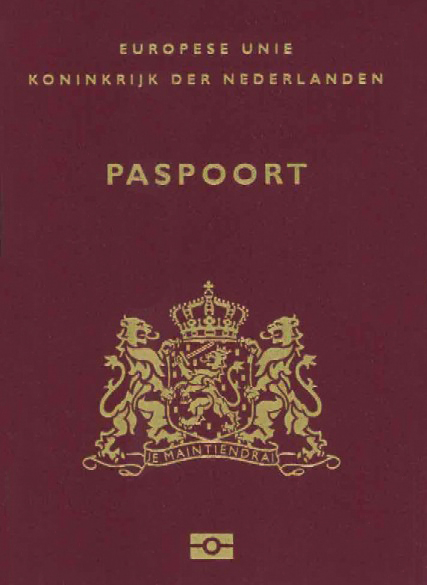
Países Baixos
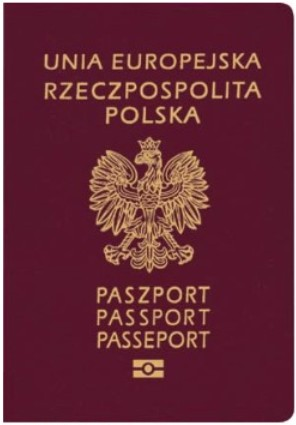
Polónia
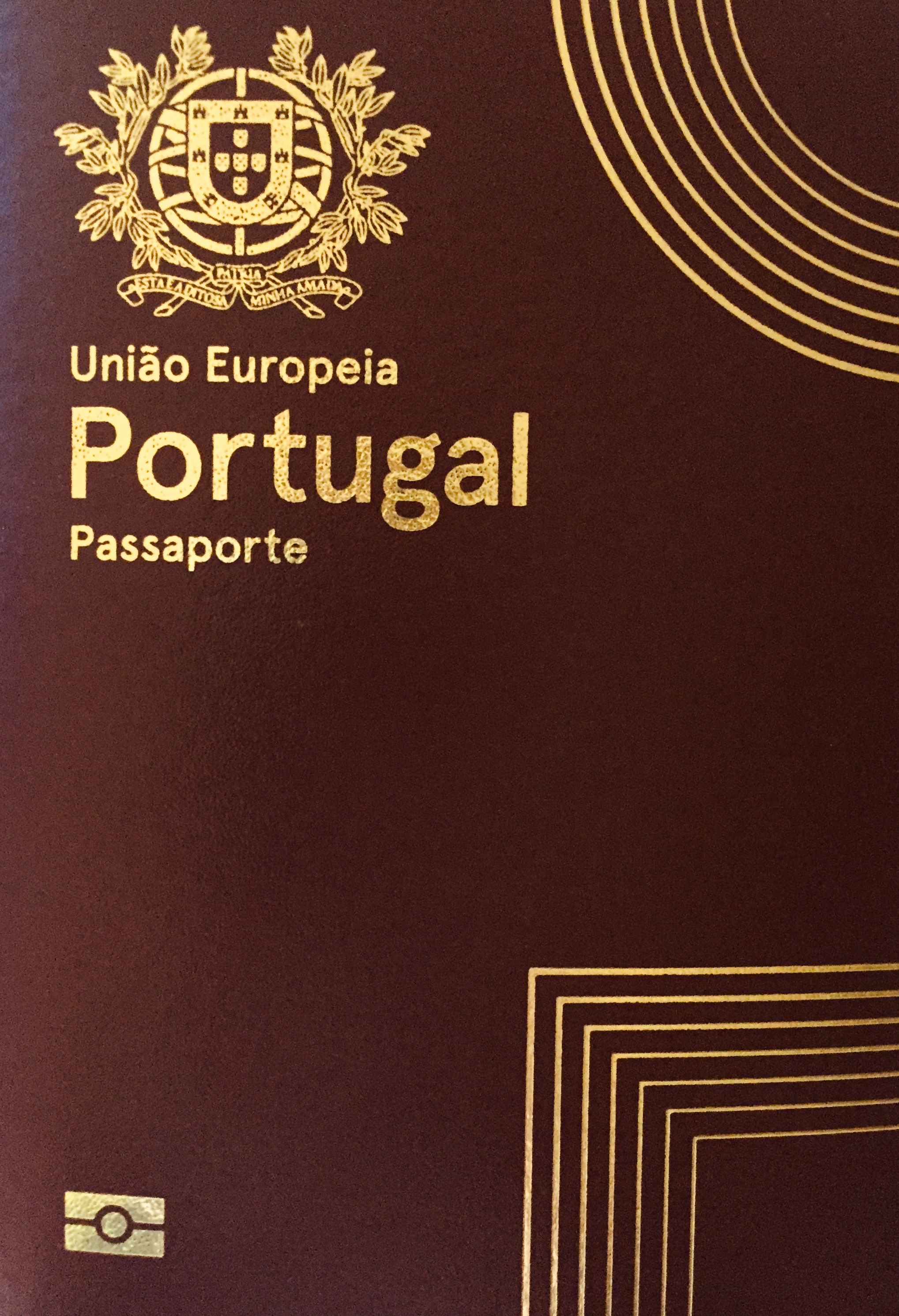
Portugal
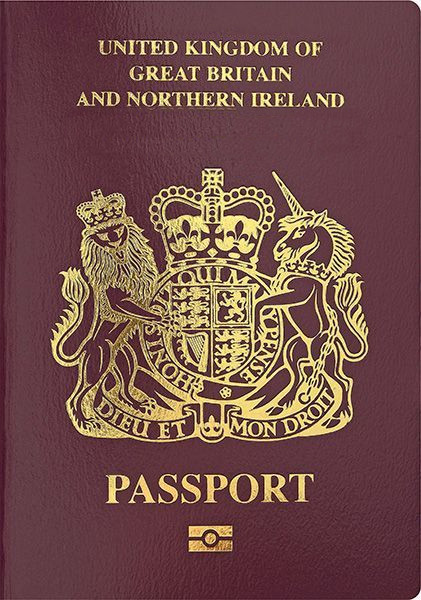
Reino Unido da Grã-Bretanha e da Irlanda do Norte (após a saída do Reino Unido da União Europeia)
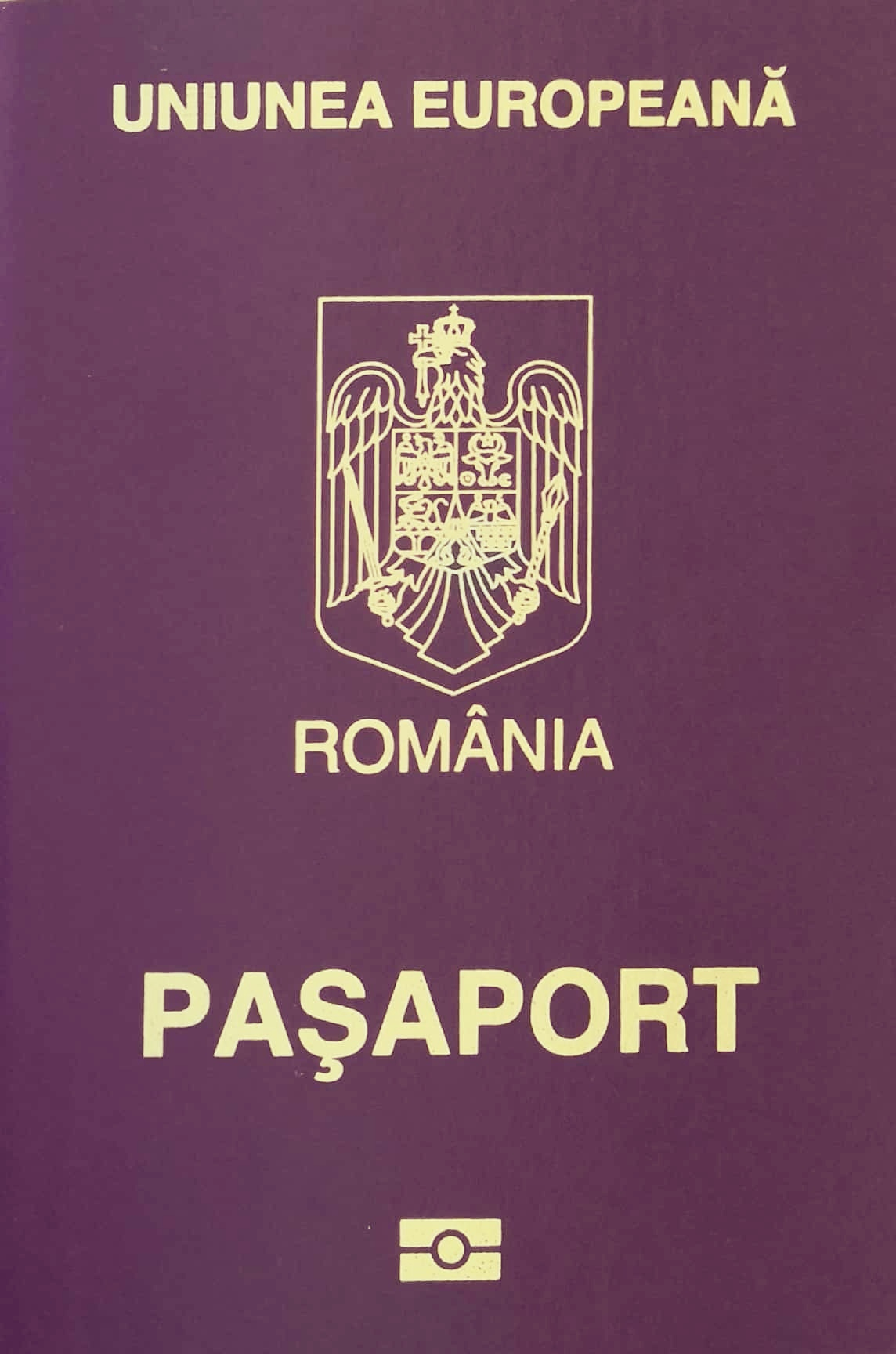
Roménia
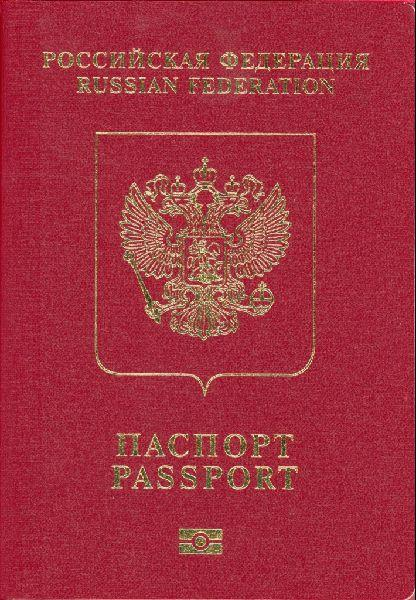
Rússia
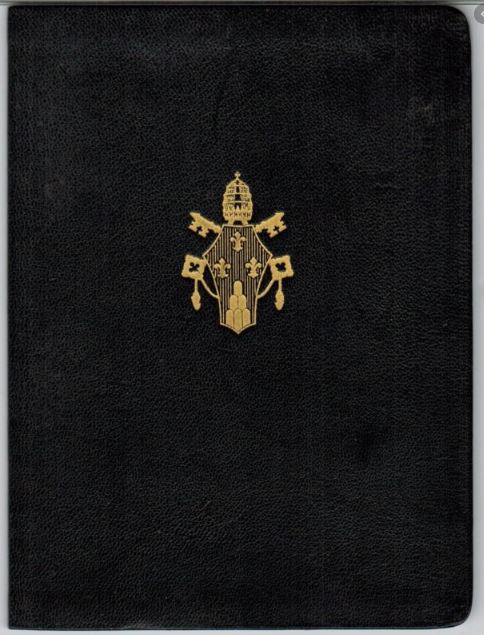
Santa Sé
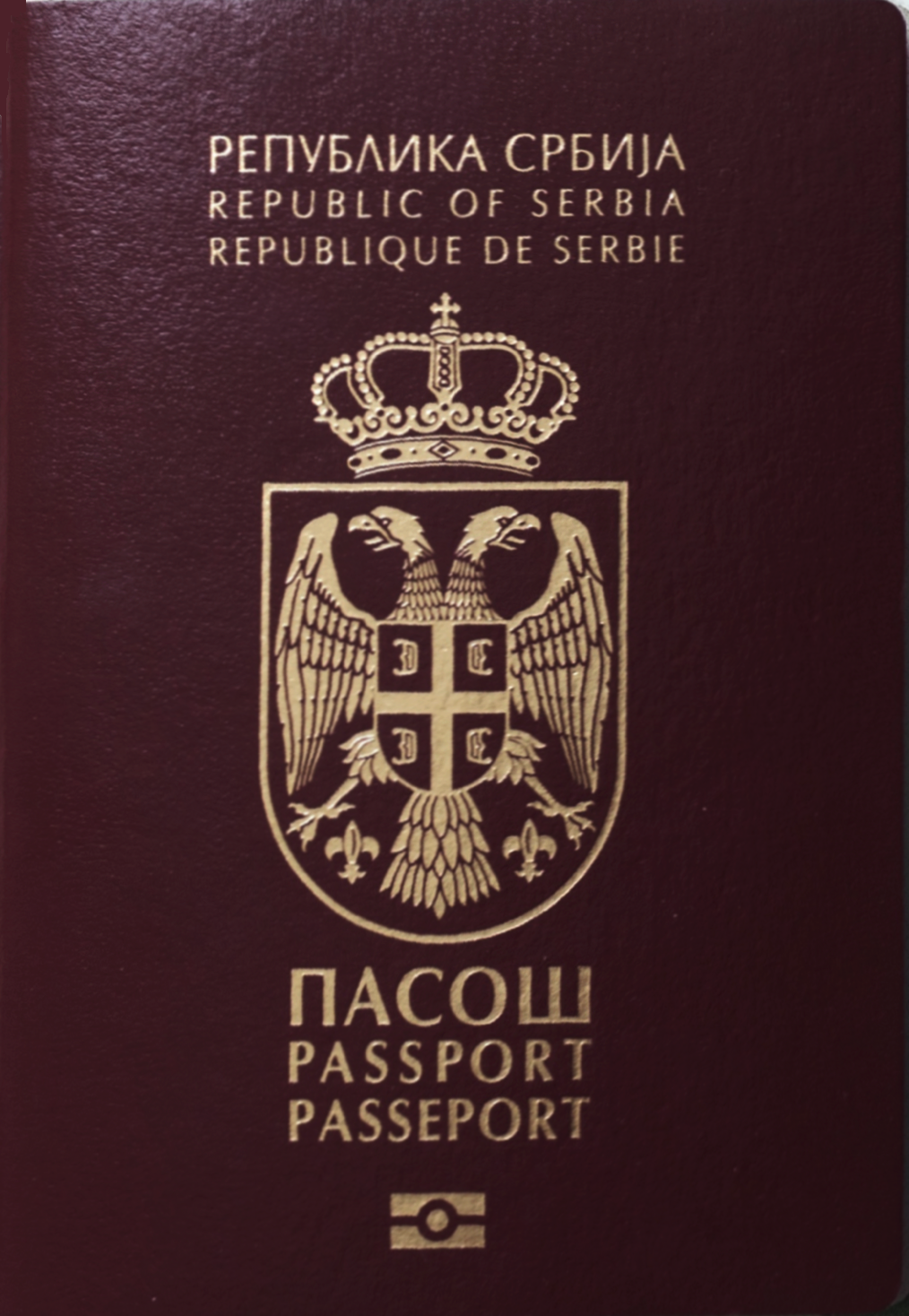
Sérvia
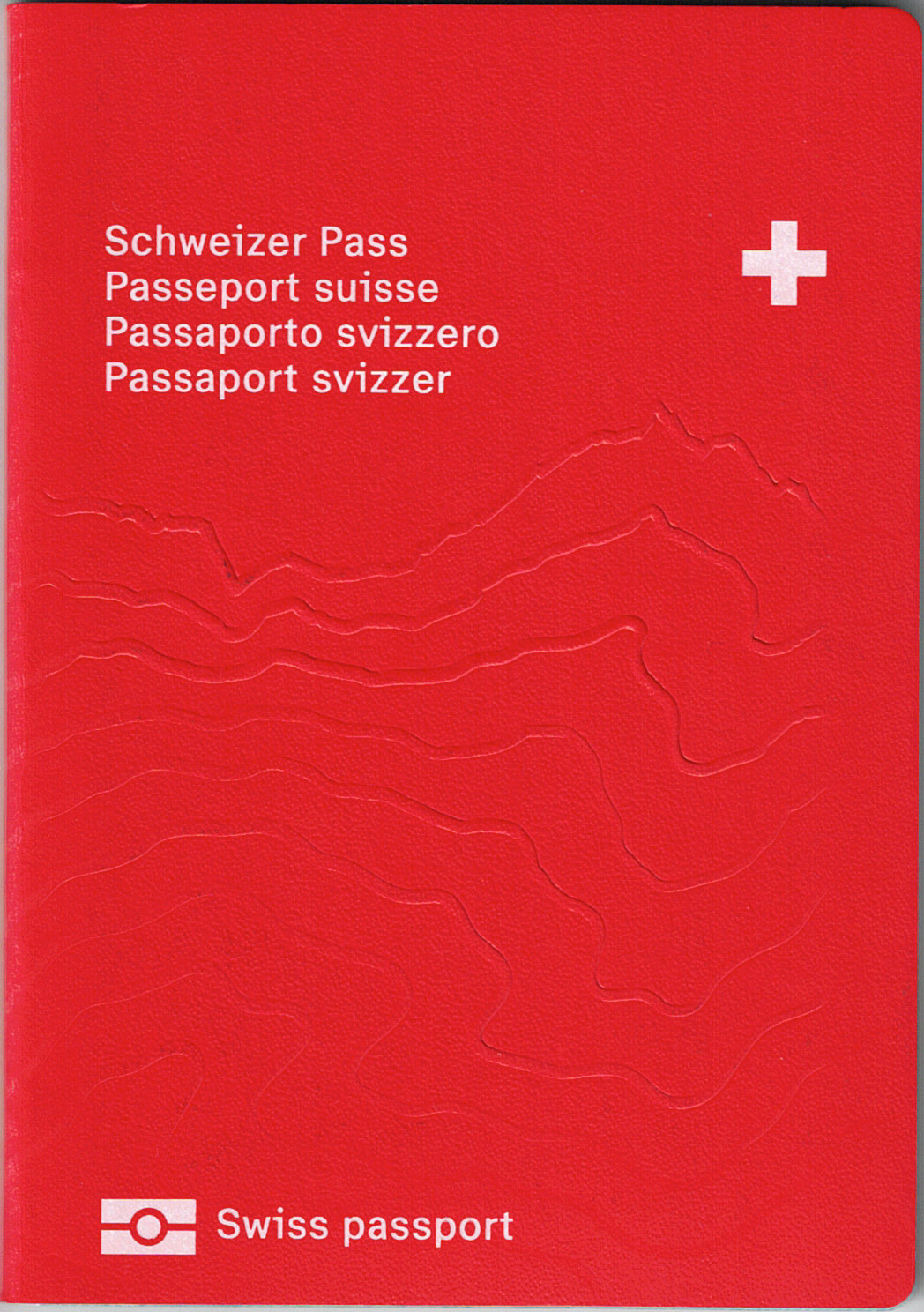
Suíça
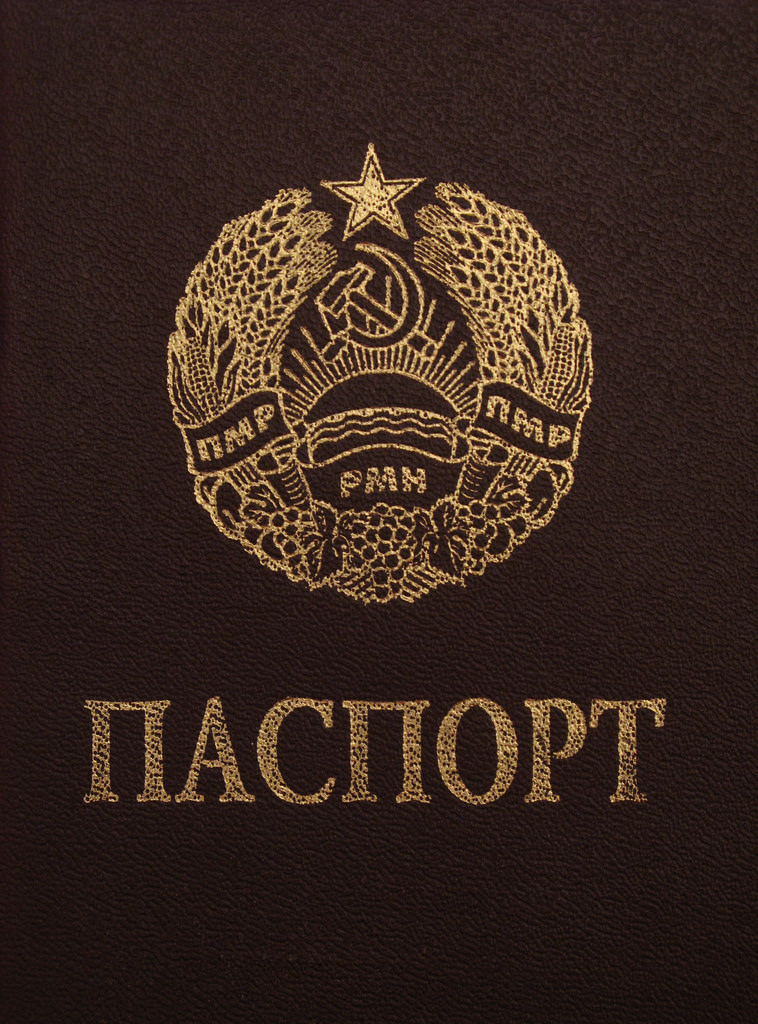
Transdniéstria
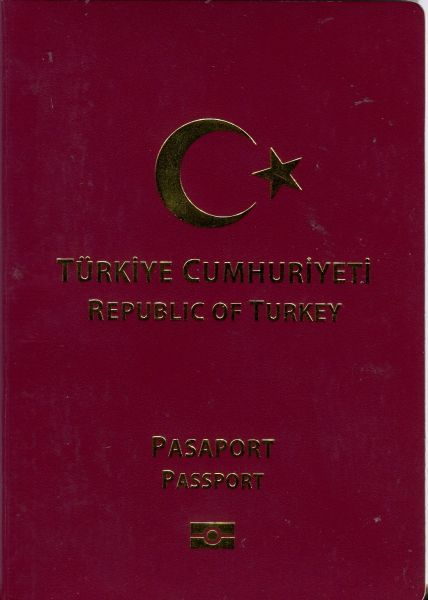
Turquia
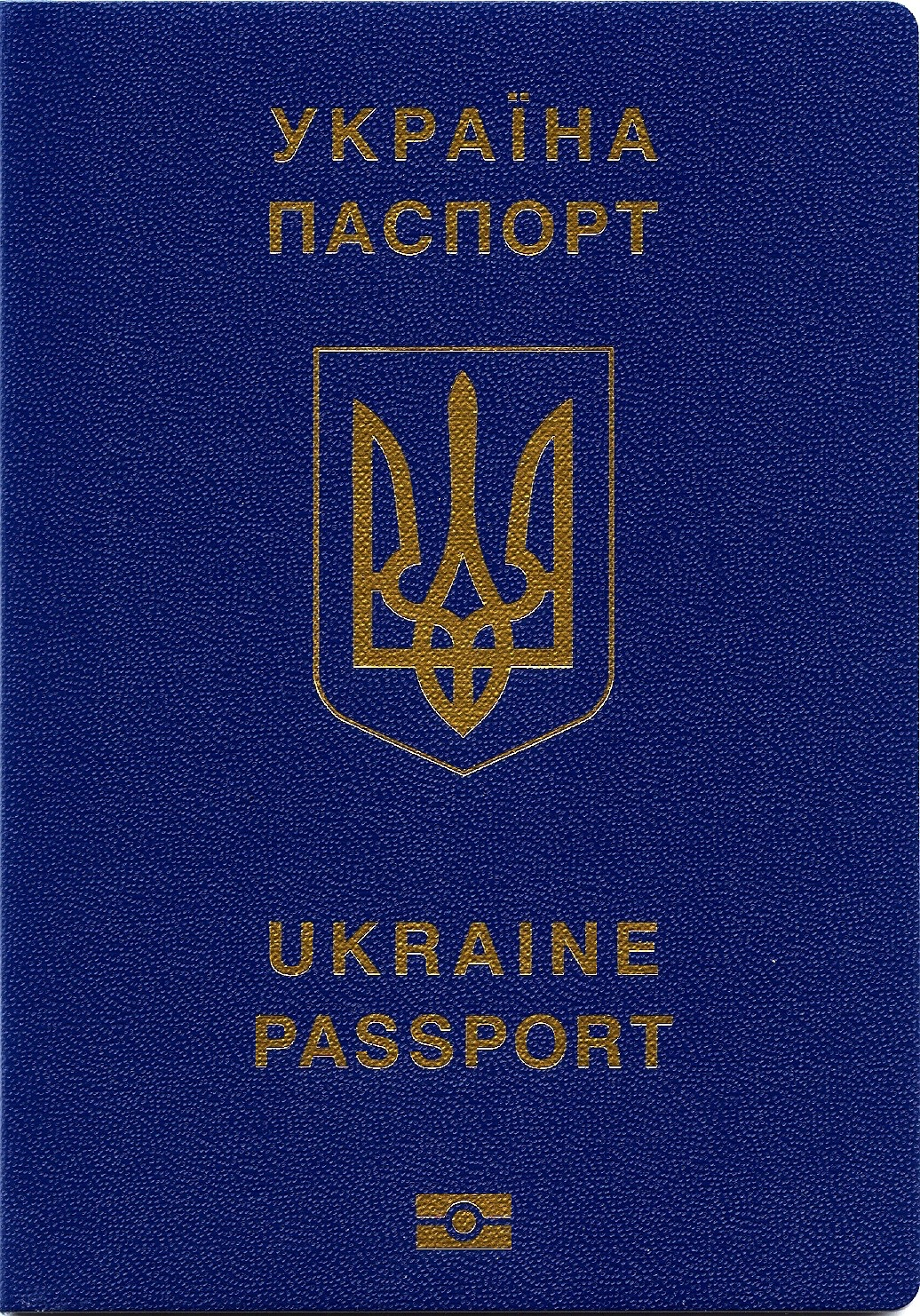
Ucrânia

### Oceania

Fíji
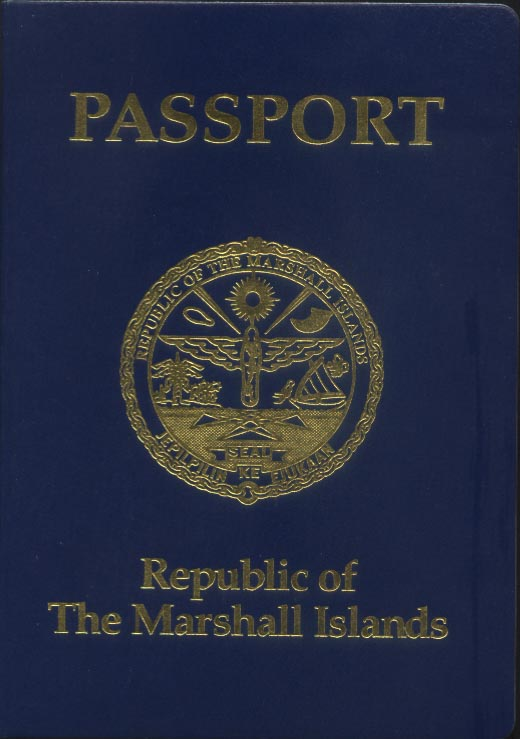
Ilhas Marshall
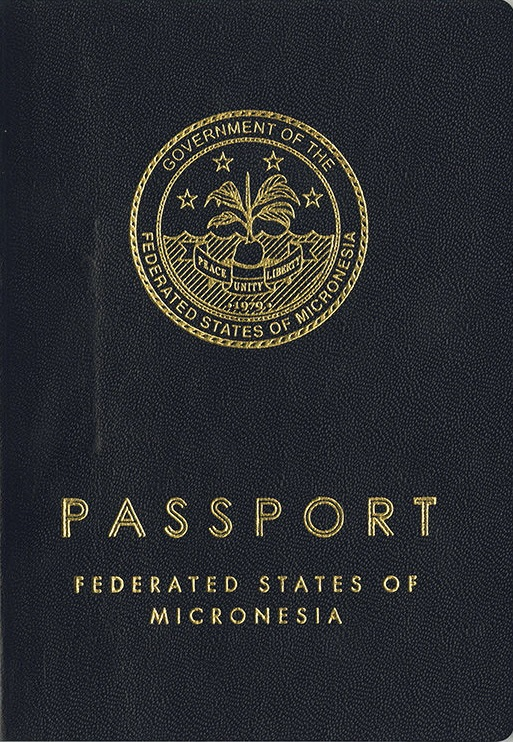
Micronésia
Nauru
Nova Zelândia Nova Zelândia
Palau
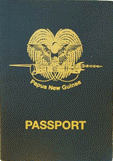
Papua Nova Guiné
Quiribáti
Ilhas Salomão
Tonga
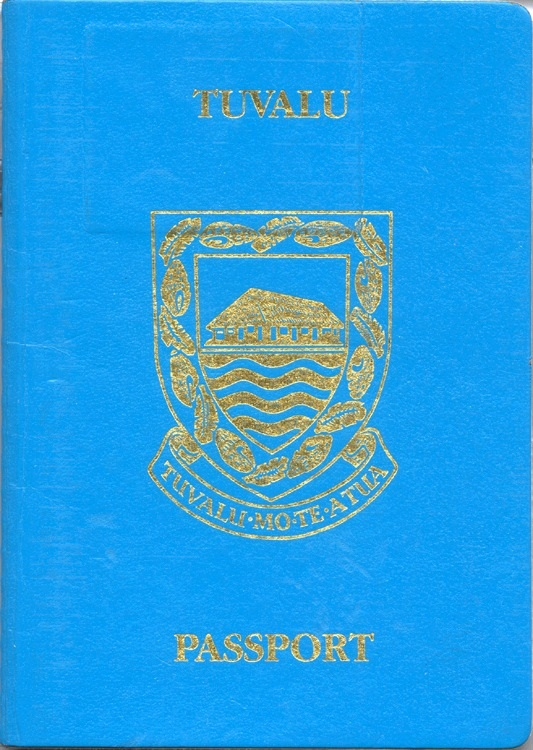
Tuvalu
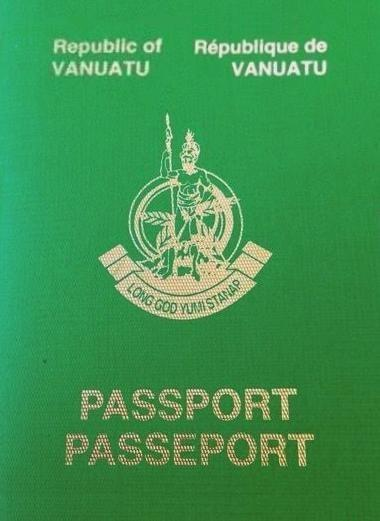
Vanuatu

## Organizações internacionais e sujeitos soberanos do direito internacional

União Africana
União Europeia Laissez-passer
Documento de viagem da Interpol
Ordem Soberana e Militar de Malta
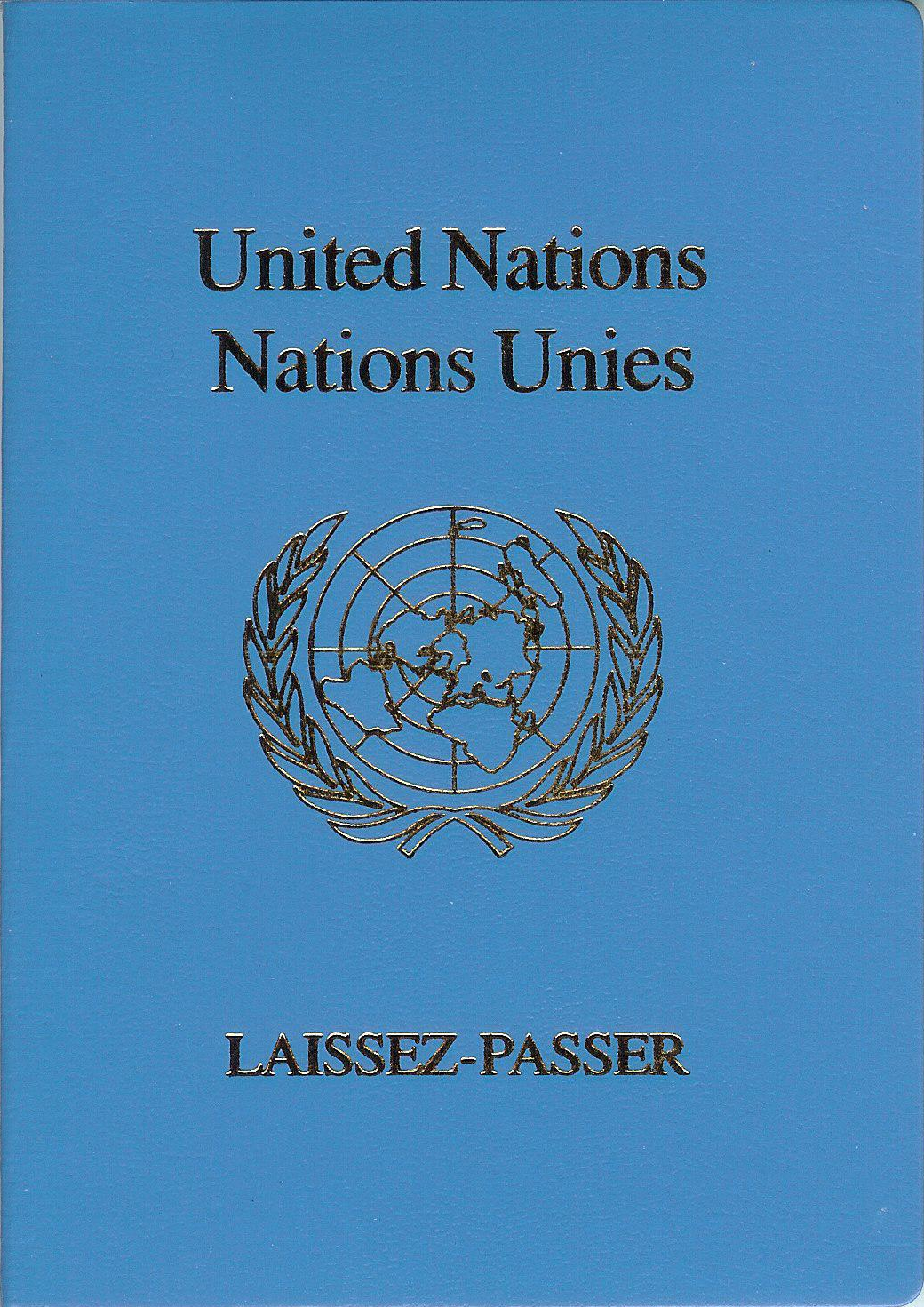
Nações Unidas Laissez-passer
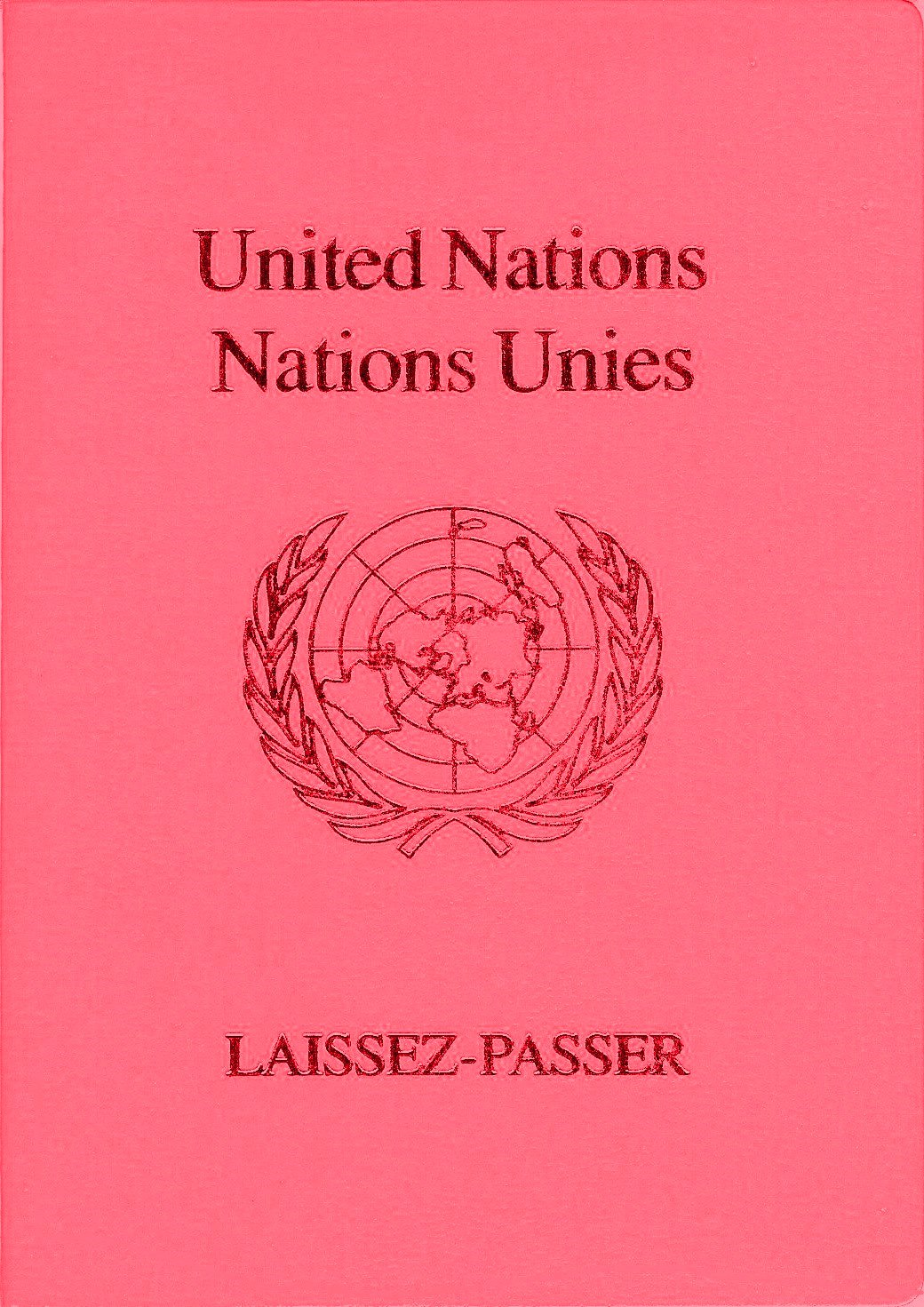
Nações Unidas Laissez-passer Diplomático

## Passaportes diplomáticos contemporâneos

Austrália
Áustria
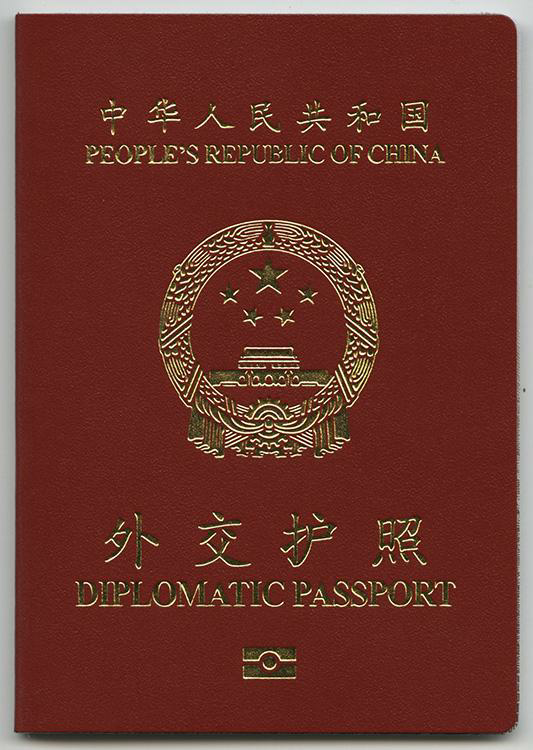
China
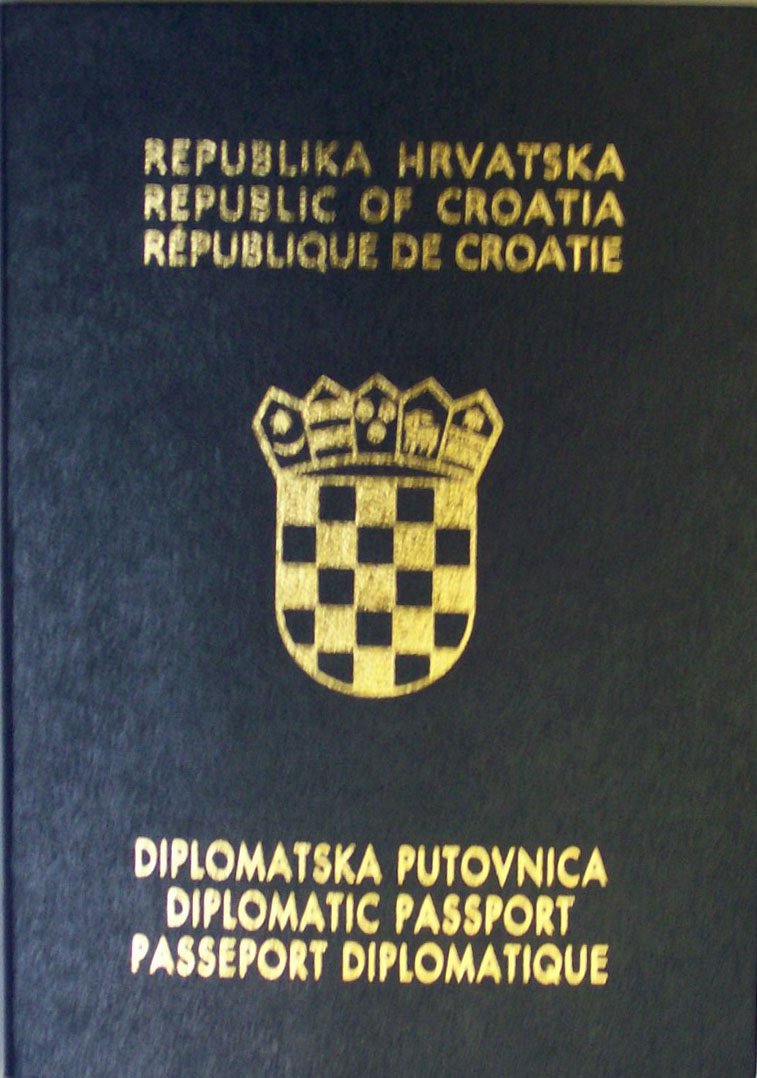
Croácia
Dinamarca
Estónia
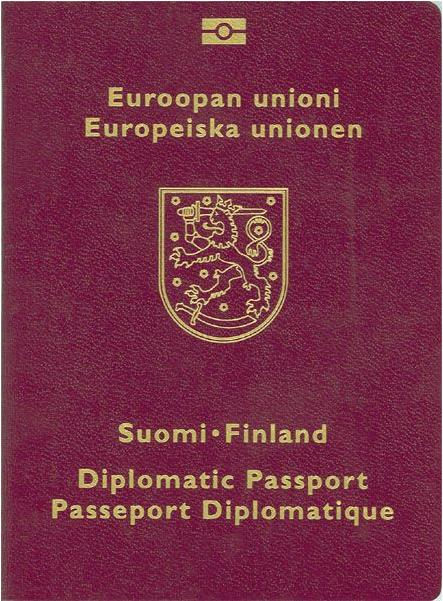
Finlândia
França
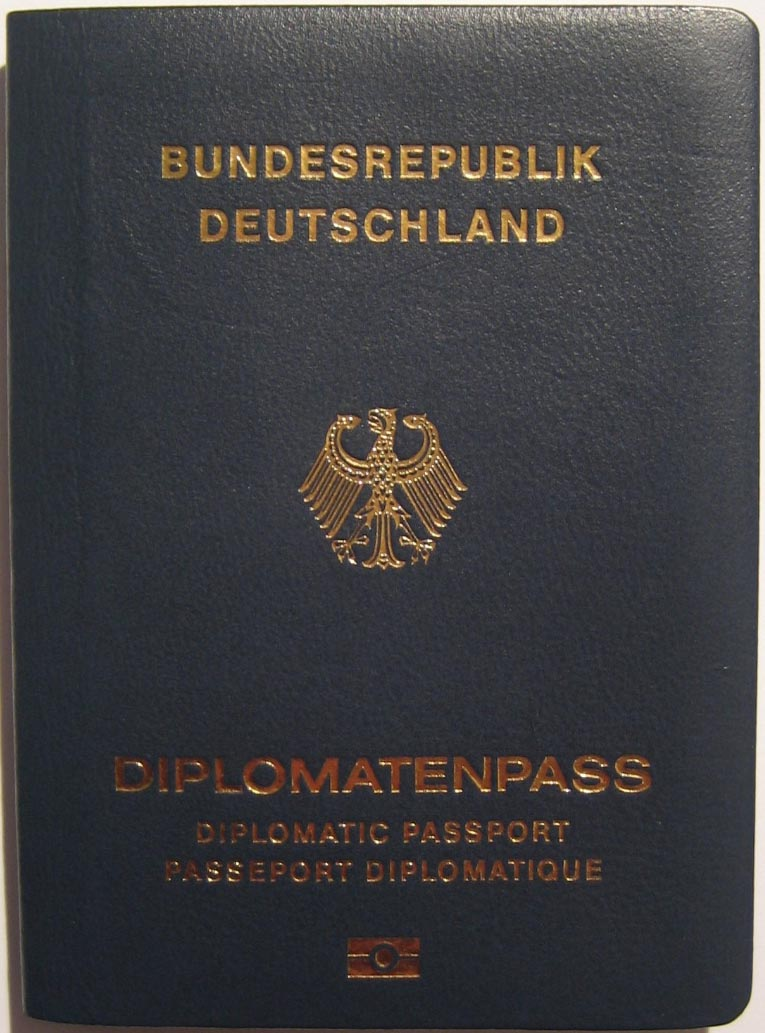
Alemanha
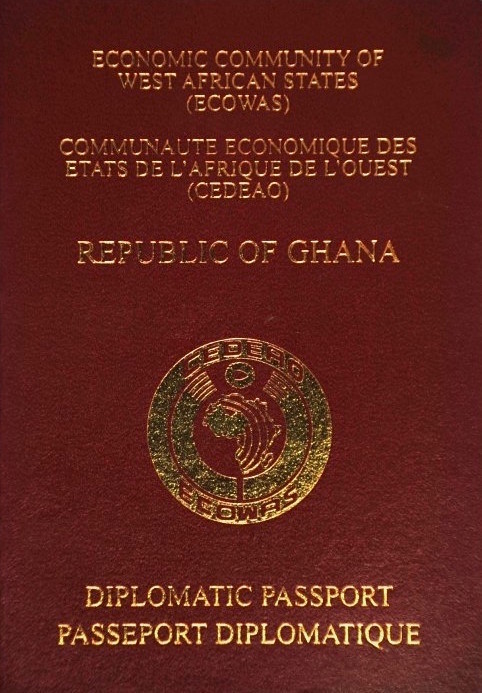
Gana
Grécia
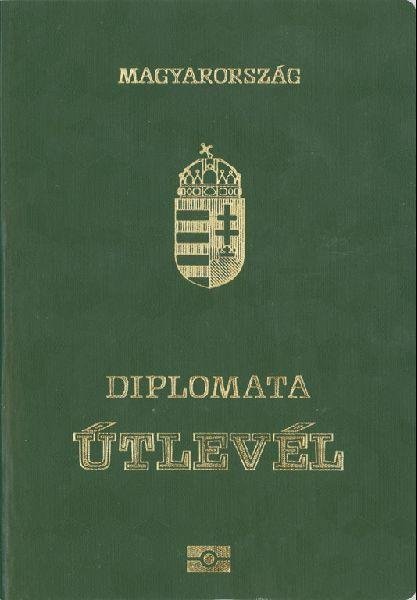
Hungria
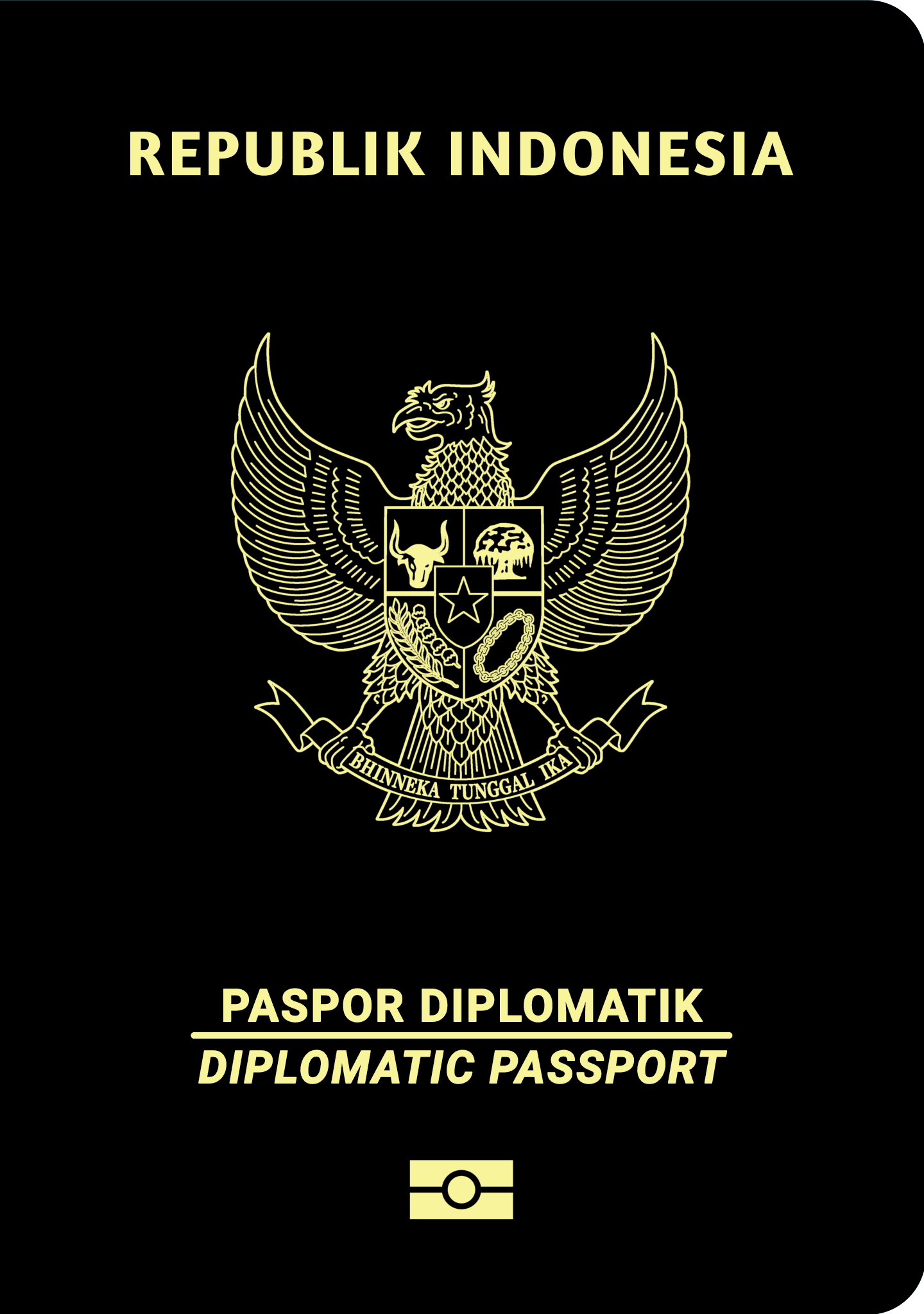
Indonésia
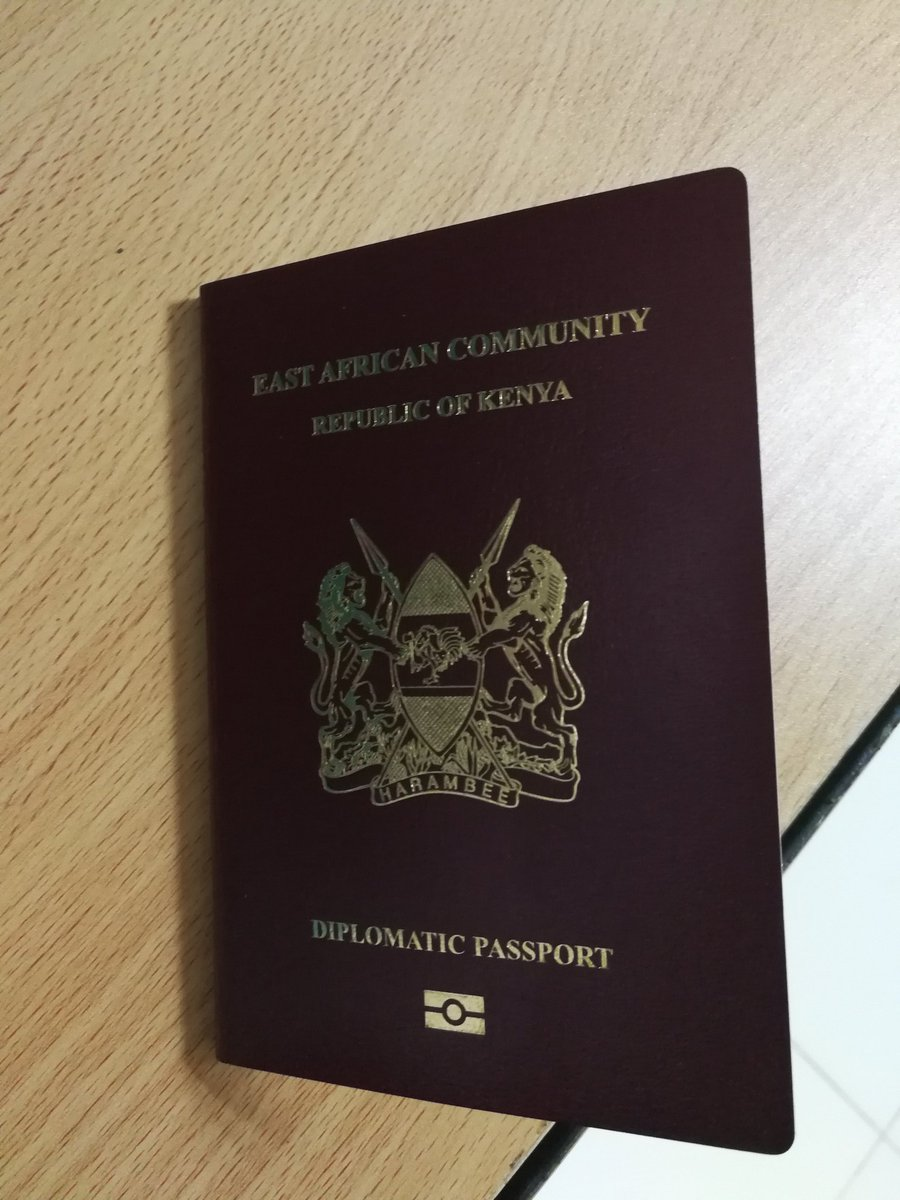
Quénia
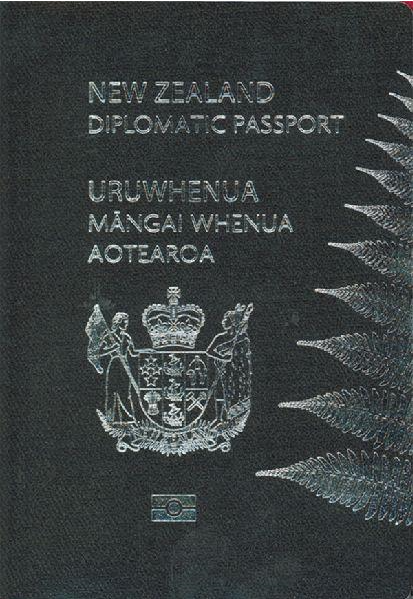
Nova Zelândia
Polónia
Passaporte do Mensageiro da Rainha
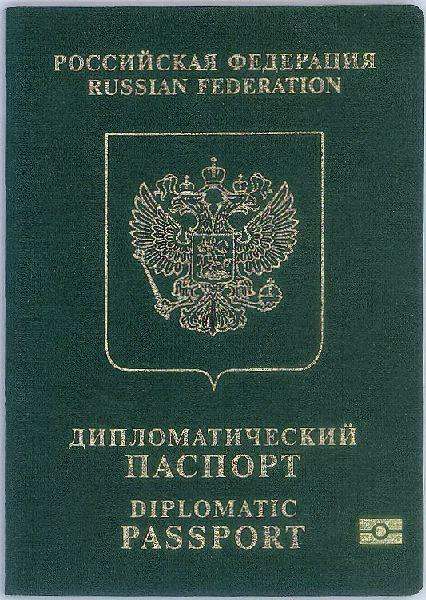
Rússia
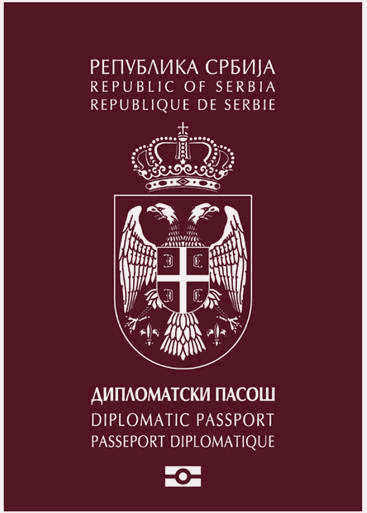
Sérvia
Espanha
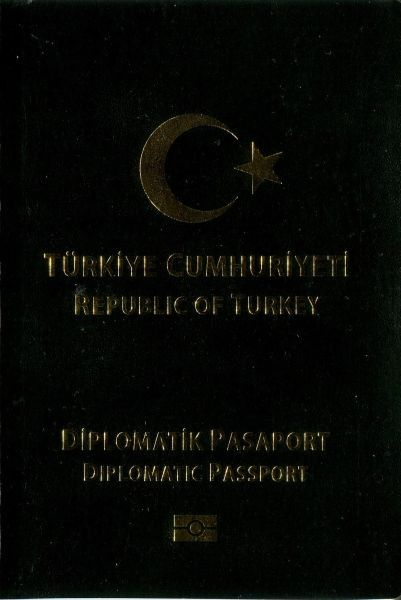
Turquia
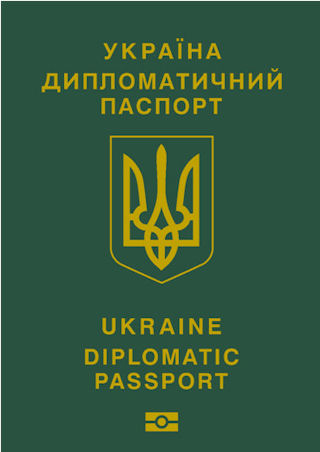
Ucrânia
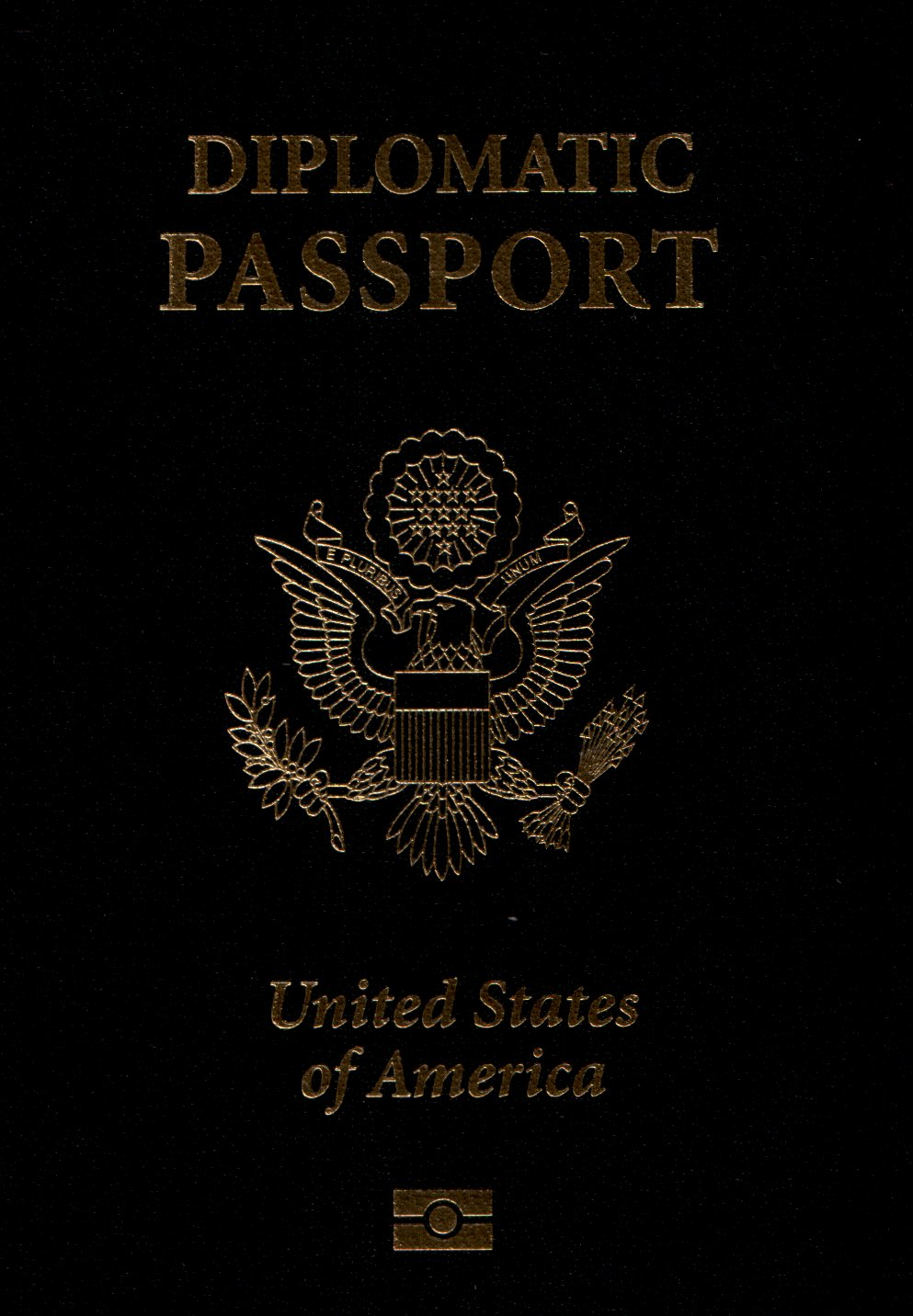
Estados Unidos

## Tipos
- Passaporte biométrico
- Passaporte interno
- Passaporte internacional
- Passaporte legível por máquina

### Passaportes especiais
- Passaporte de camuflagem
- Passaporte falso
- Livro Verde (documento tibetano)
- Passaporte hajj
- Passaporte para animais de estimação

#### Não conceder direito de residência
Certos passaportes não conferem, sem o aval adicional, o direito de residência em qualquer lugar e têm aceitação internacional variável para viagens:
- Pasaporte nacional britânico (no exterior) – GBN[2] is widely accepted for international travel
- Passaporte de súbdito britânico – GBS[3] é comummente aceito em viagens internacionais
- Passaporte tonganês de pessoa protegida tem muito pouca aceitação em viagens

### Documentos de viagem emitidos para estrangeiros
- Documento de viagem da Convenção de 1951
- Documento de viagem da Convenção de 1954
- Certificado de identidade
- Passaporte da Interpol
- Laissez-passer (emitido pela União Europeia e pelas Nações Unidas )
- Passaporte Nansen
- Documento de viagem

### Grupos comuns de passaporte de design
- Passaporte andino
- Passaporte da CARICOM
- Passaporte da CEMAC
- Passaporte da América Central-4
- Passaporte da CEDEAO
- Passaporte do Mercosul / Mercosul
- Passaporte da União Europeia
- Passaportes emitidos por países candidatos à União Europeia
- Grupo de Passaportes das Cinco Nações